# Lima
Lima, fundada en 1535 como la Ciudad de los Reyes, es la capital y ciudad más poblada del Perú. Está situada en los valles de los ríos Chillón, Rímac y Lurín, en la zona desértica de la costa central del país, frente al océano Pacífico. La ciudad es considerada el centro político, cultural, financiero y comercial del Perú. Por su importancia geoestratégica, ha sido definida como una ciudad global de «clase beta+».Jurisdiccionalmente, se extiende principalmente dentro de la provincia de Lima y en una porción menor, al oeste, dentro de la provincia constitucional del Callao, donde se ubican el puerto marítimo y el Aeropuerto Jorge Chávez. Ambas provincias cuentan con autonomía regional desde el año 2002.
La proyección censal de 2023 indica que la ciudad de Lima tiene una población estimada de 10 092 000 habitantes, lo que la convierte en la ciudad más poblada del país. Junto con la ciudad del Callao, forma un área urbana contigua conocida como área metropolitana de Lima-Callao, que abarca un total de 10 151 200 habitantes. Al considerar la provincia constitucional del Callao, la aglomeración total alcanza una población de 11 342 100 habitantes, haciéndola una de las treinta aglomeraciones urbanas más pobladas del mundo.
La historia de Lima se remonta a miles de años atrás, cuando estuvo habitada por los lima, los ichma y posteriormente los incas. El 18 de enero de 1535, el conquistador español Francisco Pizarro estableció la «Ciudad de los Reyes» sobre el fértil valle del Rímac, cerca del océano Pacífico. Como capital del Virreinato del Perú, Lima se convirtió rápidamente en el centro político, cultural y económico de la América del Sur española. Tras la Guerra de Independencia del Perú, Lima se convirtió en la capital de la recién formada república. En los siglos XX y XXI, la ciudad experimentó una importante modernización y expansión urbana, albergando a casi un tercio de la población peruana y convirtiéndose en un crisol de culturas con tradiciones, festivales, música y gastronomía que la caracterizan.
En octubre de 2013, Lima fue elegida para albergar los Juegos Panamericanos de 2019; estos juegos se llevaron a cabo en sedes de Lima y sus alrededores, y fueron el evento deportivo más grande jamás organizado por el país. También fue sede de las reuniones de la Cooperación Económica Asia-Pacífico (APEC) de 2008 y 2016, las reuniones anuales del Fondo Monetario Internacional y el Grupo del Banco Mundial en octubre de 2015, la Conferencia de las Naciones Unidas sobre el Cambio Climático en diciembre de 2014 y el concurso Miss Universo 1982. En noviembre de 2024, fue sede de las reuniones de la APEC por tercera vez.

## Toponimia
El origen de este topónimo, como sucedió con otros muchos en el Nuevo Mundo, es fruto del mestizaje cultural, por el que los españoles incorporaron los nombres que ya empleaban las comunidades originarias, mutándolo por otro, de sonoridad muy similar al articulado en la península ibérica. 
Fundada el 18 de enero de 1535, se le dio el nombre de Ciudad de los Reyes por la proximidad de la fecha con el 6 de enero, día de los Reyes Magos, cuyo símbolo son la Estrella de Belén sobre tres coronas. Sin embargo, siempre mantuvo el nombre toponímico de la región, que fue consolidándose sobre el nombre fundacional, motivo por el cual el nuevo centro poblado terminó por popularizarse como ciudad de Lima o Lima. 
El valle del río Rímac recibía el nombre de Rimaq (pronunciado [ˈli.maq], según el lambdacismo del quechua costeño y como [ˈɾi.maq] en las variantes de la sierra),  como referencia a la construcción que hoy día se conoce como huaca de Santa Ana («guaca de los indios de Lima que se dezían ychmas, era una piedra redonda»). Como en otros topónimos, la oclusiva final terminó por eliminarse al pasar al idioma español, prefiriéndose con el tiempo la grafía Lima tras coexistir en documentos con las formas Limac y Lyma. Es posible rememorar el nombre de un río, el río Limia, transfronterizo entre Portugal y Galicia (España), cuyo nombre portugués se pronuncia "Lima". El nombre del río Rímac, en cambio, vio alterada su grafía según los usos del Tercer Concilio Limense influido por hábitos de pronunciación aimara, al igual que ocurrió con otros muchos topónimos de origen quechua. Sin embargo, en su representación, el nombre del Valle de Lima y posteriormente de la ciudad, se pronunciaron, como el fruto del limero, «lima» del andalusí "limu", fruto español difundido ampliamente dentro de la región agrícola conocida por los nativos costeños como Limac. La designación se hizo conocida y la lima, que brotaba del valle del Rímac quedó representada en su escudo, en dorado. El símbolo aparece en un pilón del Paseo de Aguas de Lima y en la Pileta de la Plaza Mayor de Lima.

## Símbolos

La bandera de Lima, y al centro, su escudo.

### Bandera
Históricamente, se le conoce como «Estandarte de la Ciudad de los Reyes del Perú». Está formada por un lienzo de seda color gualda; mientras que, en el centro se ubica el escudo de armas de la ciudad bordado.

### Escudo
El escudo de armas de Lima fue otorgado por la Corona Española, el 7 de diciembre de 1537, mediante Real Cédula, firmada en Valladolid por el emperador Carlos V y su madre, la reina Juana I de Castilla.
Está formado por un campo principal en azur, en su centro tres coronas de oro de reyes, puestas en triángulo y encima de ellas una Estrella (heráldica) de Belén, en oro, que toca con sus puntas las tres coronas, y por orla unas letras de oro que dicen: Hoc signum vere regum est (Este es el verdadero signo de los reyes).
La representación de la reina Juana I y su hijo Carlos I aparece situada en el exterior del escudo donde, se muestra a dos águilas, en color negro, coronadas en oro, que se miran la una a la otra y sujetan el escudo, y abrazan sus dos letras iniciales, una I y una K, y por encima de estas dichas letras una estrella de oro, de ocho puntas.

### Himno
El himno de Lima fue escuchado por primera vez el 18 de enero de 2008, en una sesión que contó con la presencia del entonces presidente Alan García, el alcalde de la ciudad, Luis Castañeda, y diversas autoridades. Los encargados de la creación del himno fueron los regidores, Luis Tord (autor de la letra), Euding Maeshiro (compositor de la melodía), y el productor musical, Ricardo Núñez (arreglista).

## Historia
Fundada el 18 de enero de 1535, por el conquistador español, Francisco Pizarro, Lima se ha convertido en una ciudad con una historia que abarca más de cinco siglos.
Antes de la conquista española, la región de Lima estaba habitada por varias culturas precolombinas, incluyendo la cultura lima, la cultura wari y la cultura ichma. Los Incas conquistaron la región a finales del siglo XV; no obstante, la presencia inca en la región fue breve y no dejó una huella significativa en la ciudad.
En 1532, Francisco Pizarro llegó a Perú con la intención de conquistar el Imperio inca. En 1533, Pizarro capturó al emperador inca Atahualpa, y en 1535, fundó la ciudad de Lima en la costa del Pacífico. Lima se convirtió en la capital del virreinato del Perú, y en el centro administrativo y comercial más importante de América del Sur durante la época virreinal.
Durante la época colonial, Lima experimentó un gran crecimiento y se construyeron muchos edificios importantes, incluyendo la Catedral de Lima y el Monasterio de San Francisco. La ciudad se convirtió en un centro cultural y artístico, y muchos escritores, artistas e intelectuales se reunieron en la ciudad para intercambiar ideas y discutir los eventos políticos del día.
En 1821, Perú declaró su independencia de España y Lima se convirtió en la capital de la nueva república. Durante la época republicana, Lima continuó creciendo y desarrollándose. Se construyeron nuevas carreteras, puentes, hospitales y escuelas, y se crearon nuevos barrios y distritos. En la década de 1920, Lima experimentó un boom económico debido a la exportación de caucho, algodón y petróleo.
En la década de 1980, Lima se convirtió en el centro de la guerra contra el grupo guerrillero Sendero Luminoso. La ciudad sufrió varios atentados terroristas y la violencia afectó a la economía y la vida cotidiana de la ciudad. Sin embargo, en las últimas décadas, Lima ha experimentado un renacimiento y se ha convertido en una ciudad moderna y vibrante.

Hoy en día, Lima es una ciudad cosmopolita y diversa, con una población de más de 10 millones de habitantes. La ciudad cuenta con numerosos museos, teatros, galerías de arte y restaurantes, y es conocida por su deliciosa comida peruana. Lima también es famosa por sus hermosos edificios coloniales y su impresionante arquitectura moderna, lo que la convierte en una de las ciudades más interesantes y fascinantes de América del Sur.

### Época prehispánica

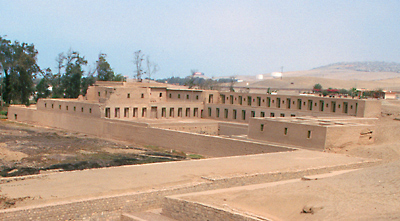
Pachacámac fue un importante centro religioso para algunas culturas prehispánicas, antes de la llegada de los españoles.

Aunque la historia de la ciudad de Lima se inició con su fundación española en 1535, el territorio conformado por los valles de los ríos Rímac, Chillón y Lurín estaba ocupado por asentamientos preincaicos, los cuales estaban agrupados bajo el señorío de ichma. La cultura Maranga y la cultura Lima fueron las que se establecieron y forjaron una identidad en estos territorios. Durante esas épocas, se construyeron los santuarios de Lati (actual Puruchuco) y Pachacámac (el principal santuario de peregrinación durante la época de los incas).
Estas culturas fueron conquistadas por el Imperio huari, durante el apogeo de su expansión imperial. Es durante esta época que se construyó el centro ceremonial de Cajamarquilla. Ante la declinación de la importancia huari, las culturas locales volvieron a adquirir autonomía, destacando la cultura Chancay. Posteriormente, en el siglo XV, estos territorios fueron incorporados al Tahuantinsuyo. De esta época, se encuentra gran variedad de huacas a lo largo de toda la ciudad, algunas de las cuales se encuentran en investigación.
Las más importantes o conocidas son las de Huallamarca, Pucllana y Mateo Salado, todas ubicadas en medio de distritos limeños con un crecimiento urbano muy alto, por lo que, se encuentran rodeadas de edificios empresariales y residenciales; sin embargo, eso no obstaculiza su perfecto estado de conservación. A las afueras de la ciudad, se encuentran las ruinas de Pachacámac, un importante centro religioso construido por la cultura Lima hace 3000 años, y que fue utilizado incluso hasta la época en que arribaron los conquistadores españoles.

### Fundación de Lima

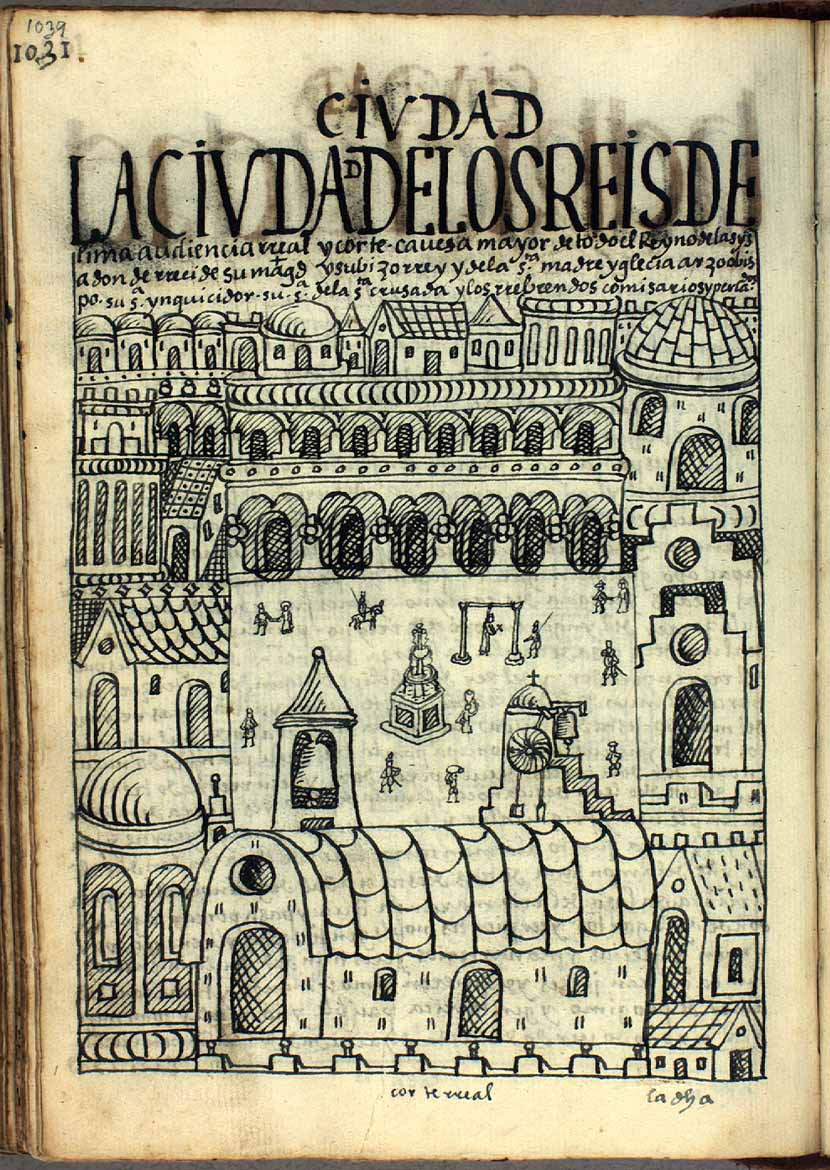
La Ciudad de los Reyes (Lima) en la colonia, según el cronista, Guamán Poma de Ayala.

En 1532, los españoles y sus aliados indígenas (de las etnias sometidas por los incas) bajo el mando de Francisco Pizarro tomaron prisionero a Atahualpa en la ciudad de Cajamarca. Aunque se pagó un rescate, fue condenado a muerte por razones políticas y estratégicas. Tras algunas batallas, los españoles conquistaron su imperio. La Corona española nombró a Francisco Pizarro gobernador de las tierras que había conquistado. Pizarro decidió fundar la capital en el valle del río Rímac, luego del intento fallido de constituirla en Jauja.

Consideró que Lima estaba estratégicamente ubicada, próxima a una costa favorable para la construcción de un puerto; no obstante, prudencialmente alejada del mismo, como para prevenir ataques de piratas y potencias extranjeras, sobre tierras fértiles y con un conveniente clima fresco. Es así, que el 18 de enero de 1535, se fundó Lima con el nombre de «Ciudad de los Reyes», denominada de esta forma en honor a la epifanía, sobre territorios que habían sido del curaca Taulichusco. La explicación de este nombre se debe a que «por las mismas fechas de enero estaban los españoles buscando el lugar para la fundación del emplazamiento de la nueva ciudad, [...] no lejos del santuario de Pachacámac, cerca del río Rímac.

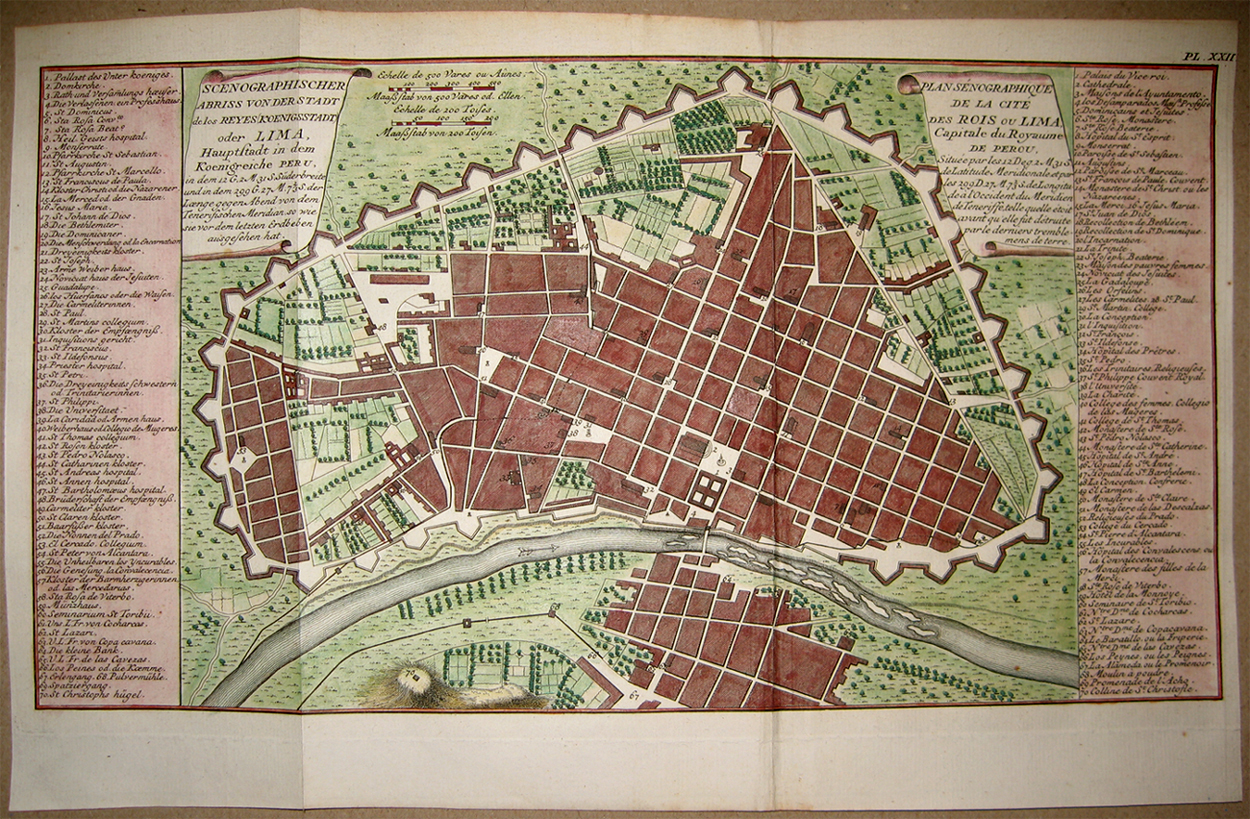
Plano de Lima en 1750, incluyendo las murallas construidas alrededor del damero entre 1684 y 1687, por el virrey, Melchor de Navarra y Rocafull.

Con todo, al igual que había sucedido con la región, en un principio llamada Nueva Castilla y después Perú, la Ciudad de los Reyes perdió pronto su nombre en favor de Lima». Pizarro, con la colaboración de Nicolás de Ribera, Diego de Agüero y Francisco Quintero trazaron personalmente la Plaza de Armas y el resto de la cuadrícula de la ciudad, construyendo el Palacio Virreinal (hoy día transformado en el Palacio de Gobierno del Perú, que de ahí conserva el nombre tradicional de Casa de Pizarro) y la Catedral, cuya primera piedra puso Pizarro con sus propias manos. En agosto de 1536, la floreciente ciudad fue sitiada por las tropas de Manco Cápac II; sin embargo, los españoles y sus aliados indígenas consiguieron derrotarlas.
En los siguientes años, Lima ganó prestigio al ser designada capital del virreinato del Perú y sede de una Real Audiencia en 1543. Puesto que, la ubicación de la ciudad costera estuvo condicionada por las facilidades de las comunicaciones con España, muy pronto se consolidó un estrecho lazo con el puerto del Callao.

### Época virreinal
Durante el siguiente siglo, prosperó como el centro de una extensa red comercial que integraba al virreinato con América, Europa y Asia Oriental. No obstante, la ciudad no estuvo libre de peligros; violentos terremotos destruyeron gran parte de ella entre 1586 y 1687, lo que va a suscitar un gran despliegue de actividad constructiva. Es entonces, cuando aparecen acueductos, tajamares y muros de contención ante la crecida de los ríos, se termina el puente sobre el Rímac, se construye la catedral (acabada en 1622) y se construyen numerosos hospitales, conventos y monasterios. Es ahí, donde la ciudad se articula en torno a sus barrios. Otra amenaza fue la presencia de piratas y corsarios en el océano Pacífico, lo cual motivó la construcción de las murallas de Lima entre 1684 y 1687.
El terremoto de 1687, marcó un punto de inflexión en la historia de Lima, ya que coincidió con una recesión en el comercio por la competencia económica con otras ciudades como Buenos Aires. En 1717, con la creación del virreinato de Nueva Granada, se organizaron nuevamente las demarcaciones políticas, y Lima no perdió sino unos territorios, que en realidad disfrutaban ya de su autonomía. En 1746, un fuerte terremoto dañó severamente a la ciudad y destruyó el Callao, obligando a un esfuerzo de reconstrucción masivo por el virrey, José Antonio Manso de Velasco.
Durante los siglos XVII y XVIII, Lima fue considerada una de las ciudades más cosmopolitas de todo el Imperio español, con un esplendor que algunos observadores catalogaban digna de Potencia mundial por atraer mercaderes de toda Eurasia. La ciudad era bastante conocida por ser residencia de varios miembros de la Nobleza Española que residían en suntuosos solares y palacios ubicados dentro de las murallas de Lima; asimismo se reconocían la gran cantidad de órdenes religiosas que existían dentro de la ciudad.

"En Lima y en todo el Perú viven y andan gentes de todos los mejores lugares, ciudades y billas de España y gentes de la nación Portuguesa, Gallegos, Asturianos, Biscaynos, Nabarreses, Valencianos, de Murcia, Franceses, Italianos, Alemanes y Flamencos, Griegos y Raguseses, Corsos, Genoveses, Mallorquines, Canarios, Ingleses, Moriscos, gente de La Yndia y de La China y otras muchas mesclas y mixturas [...] pues no hay otro lugar en esta tierra, en Las Yndias o en Europa, más rico y de mayor esplendor que Lima [...] la calle de los mercaderes, donde siempre hay por lo menos 40 tiendas llenas de mercaderías surtidas de cuantas riquezas tiene el mundo. Aquí está todo el principal negocio del Perú, porque hay mercaderes en Lima que tienen 1 000 000 de hacienda y muchos de 500 000 pesos y de 200, y de 100 son muchísimos. Y estos ricos, pocos tienen tiendas. Envían sus dineros a emplear a España y a México, y otras partes. Y hay algunos que tienen trato en la gran China [...] vístense gallarda y costosamente, todas generalmente visten seda y muy ricas telas y terciopelo de oro y plata finas. Tienen cadenas de oro grueso, mazos de perlas, sortijas, gargantillas y cintillos de diamantes, rubíes, esmeraldas y amatistas y otras piedras de valor y de estima, tienen sillas de mano en las llevan los negros cuando van a misa y a sus visitas; y tienen carrosas ricas y muy buenas y mulas y caballos que las tiran y negros cocheros que las guían"
P. De León, XVII

"En fin todos se hallan en esta Lima tan dulce para España y tan amarga y esprimida para sus naturales, con satisfacción y gusto teniendola en lugar de patria: porque con entrañas de madre piadosisima recibe tantos peregrinos, los sustenta y enriquese a todos, dandoles salud, gusto, alegría, honra y provecho: y para decirlo de una vez anda esta ciudad tan caval que sustenta mucha gente toda bien mantenida. Porque si llegamos a la fertilidad de la tierra y abundancia que goza esta ciudad aunque la fama lo dize, muxo mejor lo prueba la experiencia [...] tiene nuestra Ciudad de Lima como ya diximos su caudaloso rio que corre por medio de ella de dónde se sacan las tantas asequias que riegan todos sus valles y en las casas corren fuentes [...] Es la tierra ferasisima y fecunda, de abundantisimas cosechas de trigo y maíz [...] Demás de esto y muchos grandes olivares de tan linda aceituna como la mexor de España. Cañaverales dulces que lloran y cuaxan mucha miel y mucha azúcar y rueda la arroba desta y la botija de aquella a tres y cuatro patacones: y ayuda mucho la buena industria y cuidado de los labradores. Pues si miramos atentos sus pueblos comarcanos y por los valles y sierras algunas leguas más adentro que le acuden y tributan para su regalo, puede comparar y exceder a las mexores del mundo, por las grandes viñas que tiene y frutas que se traen...".
B. De Salinas, 1630

En la segunda mitad del siglo XVIII, las ideas de la Ilustración acerca de la salud pública y el control social influyeron en el desarrollo de la ciudad. Durante este periodo, la capital peruana resultó afectada por las reformas borbónicas, ya que perdió su monopolio sobre el comercio exterior y su control sobre la importante región minera del Alto Perú. Este debilitamiento económico llevó a la élite de la ciudad a depender de los cargos otorgados por el gobierno virreinal y la Iglesia, lo que contribuyó a mantenerlos más vinculados a la Corona que a la causa de la independencia.
El mayor impacto político-económico que vivió la ciudad, en aquel entonces, se produjo con la creación del virreinato del Río de la Plata en 1776, que cambió el rumbo y las orientaciones que imponía el nuevo tráfico mercantil. Entre los edificios construidos durante este periodo se encuentran un coliseo de gallos, la plaza de Toros de Acho y el Cementerio General. Los dos primeros fueron erigidos para regular esas actividades populares, centralizándolas en un solo lugar, mientras que el cementerio puso fin a la práctica de enterrar a los muertos en las iglesias, considerada insalubre por las autoridades públicas.

### Independencia

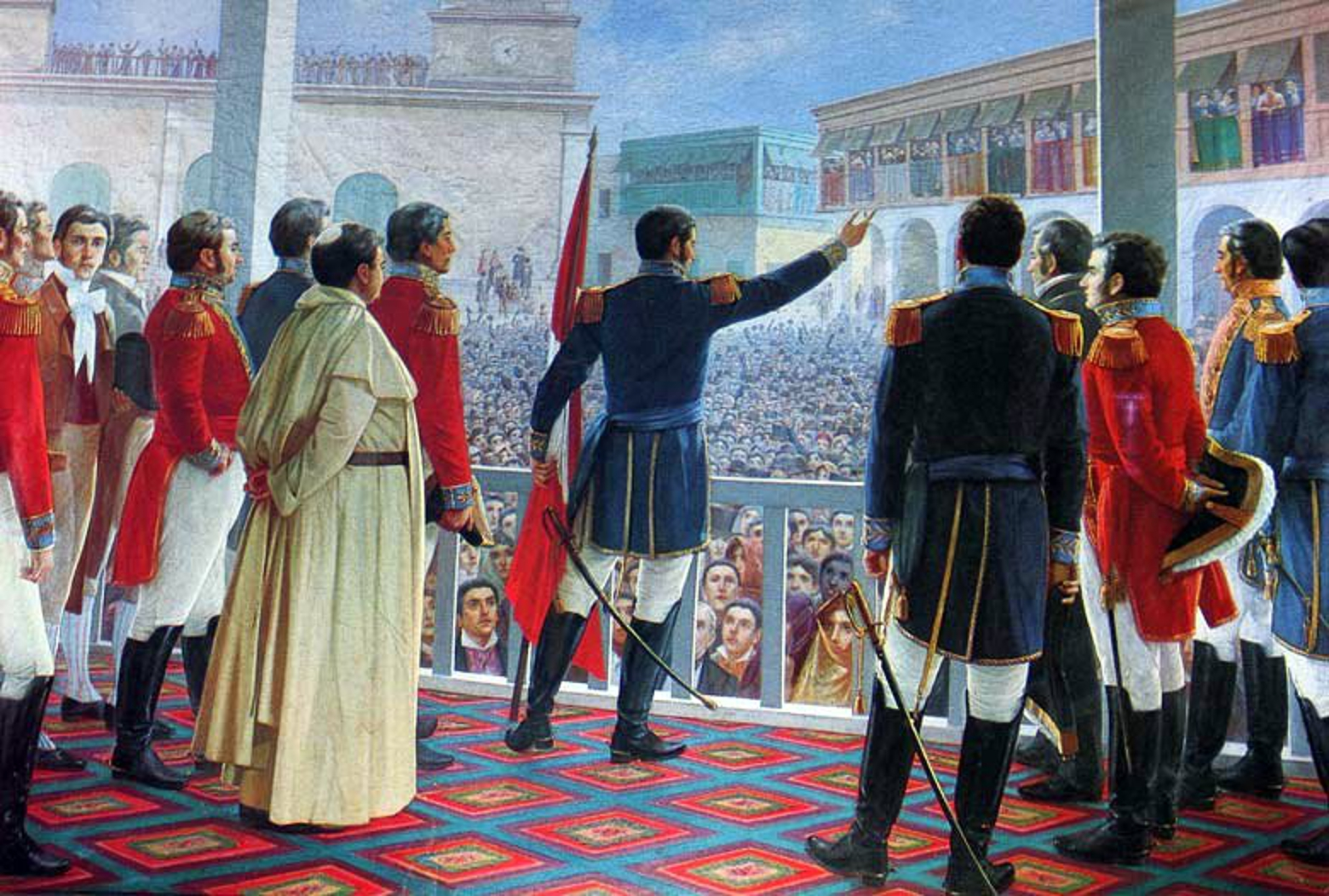
José de San Martín, durante la declaración de Independencia del Perú en la Plaza Mayor de Lima, el 28 de julio de 1821.

Una expedición combinada de independentistas argentinos y chilenos dirigidos por el general José de San Martín, desembarcó en el sur de Lima en 1820, no obstante, no atacaron la ciudad. Enfrentado a un bloqueo naval y a la acción de las guerrillas en tierra firme, el virrey José de la Serna se vio forzado a evacuar la ciudad en julio de 1821 para salvar al ejército realista. Temiendo un levantamiento popular y careciendo de medios para imponer el orden, el Consejo de la Ciudad invitó a San Martín a entrar en la ciudad, firmando una declaración de Independencia a su solicitud.
Proclamada la independencia del Perú en 1821 por el general José de San Martín, Lima se convirtió en la capital de la flamante República del Perú. Así, fue la sede del gobierno del libertador y sede también del primer Congreso Constituyente que tuvo el país. La guerra se prolongó por dos años más, durante los cuales la ciudad cambió de manos muchas veces y sufrió abusos de ambos bandos. Para cuando la guerra se decidió, el 9 de diciembre de 1824, en la batalla de Ayacucho, Lima había quedado considerablemente empobrecida y su población, diezmada a consecuencia de la guerra, no solo por las víctimas, sino por los que decidieron emigrar o regresar a España.

### Época republicana

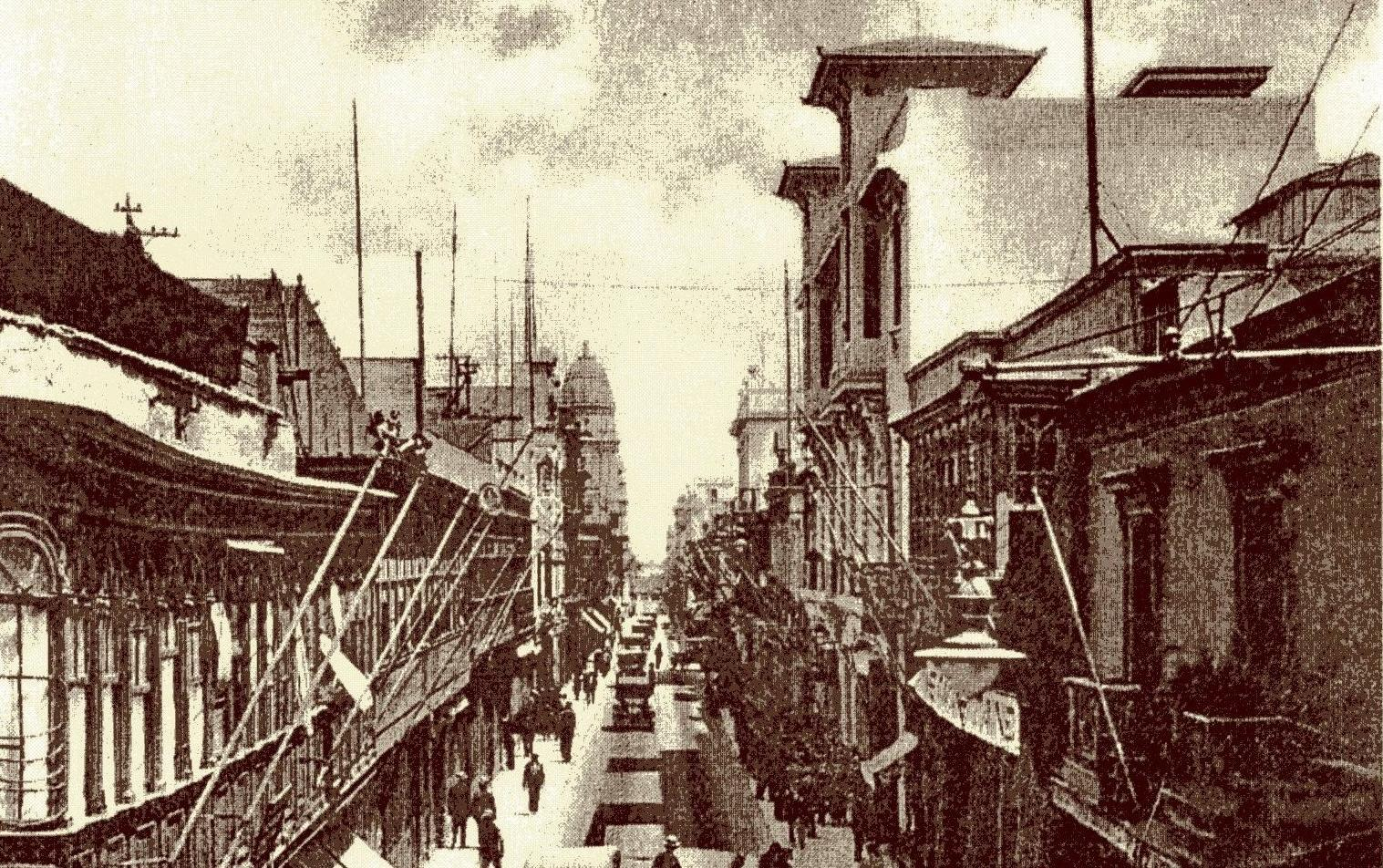
El Jirón de la Unión fue la vía más importante de Lima, durante la primera mitad del.

Después de la Guerra de Independencia, Lima se convirtió en la capital de la República del Perú; no obstante, el estancamiento económico y desorden político del país paralizó su desarrollo urbano. Esta situación se revirtió en la década de 1850, cuando los crecientes ingresos públicos y privados derivados de la exportación del guano permitieron una rápida expansión de la ciudad. En los veinte años siguientes, el Estado financió la construcción de edificios públicos de gran tamaño para reemplazar los antiguos establecimientos virreinales, entre estos se encuentran el Mercado Central, el Camal General, el Asilo Mental, la Penitenciaría y el Hospital Nacional Dos de Mayo.
También hubo mejoras en las comunicaciones; en 1850, se completó una línea de ferrocarril entre Lima y Callao, y en 1870, se inauguró un puente de hierro sobre el río Rímac, bautizado como Puente Balta. En 1872, se demolieron las murallas de la ciudad previendo un mayor crecimiento urbano a futuro. Sin embargo, este periodo de expansión económica también ensanchó la brecha entre ricos y pobres, produciendo un extendido descontento social.

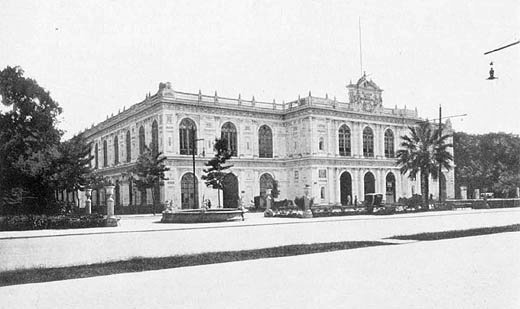
El Palacio de la Exposición fue construido para acoger una Exposición Internacional en 1872.

Durante la guerra del Pacífico (1879 - 1883), el ejército chileno ocupó Lima después de derrotar a las tropas y reservas peruanas en las batallas de San Juan y Miraflores. La ciudad sufrió los desmanes de los invasores, quienes saquearon museos, bibliotecas públicas e instituciones educativas. Al mismo tiempo, turbas enardecidas atacaron a los ciudadanos pudientes y a la colonia asiática, saqueando sus propiedades y negocios.

### SigloXX
Después de la guerra, y del retiro de las tropas chilenas, en los últimos años del siglo XIX, con Piérola asumiendo el poder y el inicio de lo que se denominó la República Aristocrática, comenzó su verdadera e intensa reconstrucción que duró hasta las remodelaciones que Augusto Leguía realizó como preparación para el centenario de la independencia en 1921. A inicios del siglo XX, se inició la construcción de avenidas que sirvieran como una matriz para el desarrollo de la ciudad. Se tendieron las avenidas Paseo de la República, Leguía (hoy llamada Arequipa), Brasil y la paisajística Salaverry que se dirigían hacia el sur y las avenidas Venezuela y Colonial hacia el oeste uniéndose con el puerto del Callao.

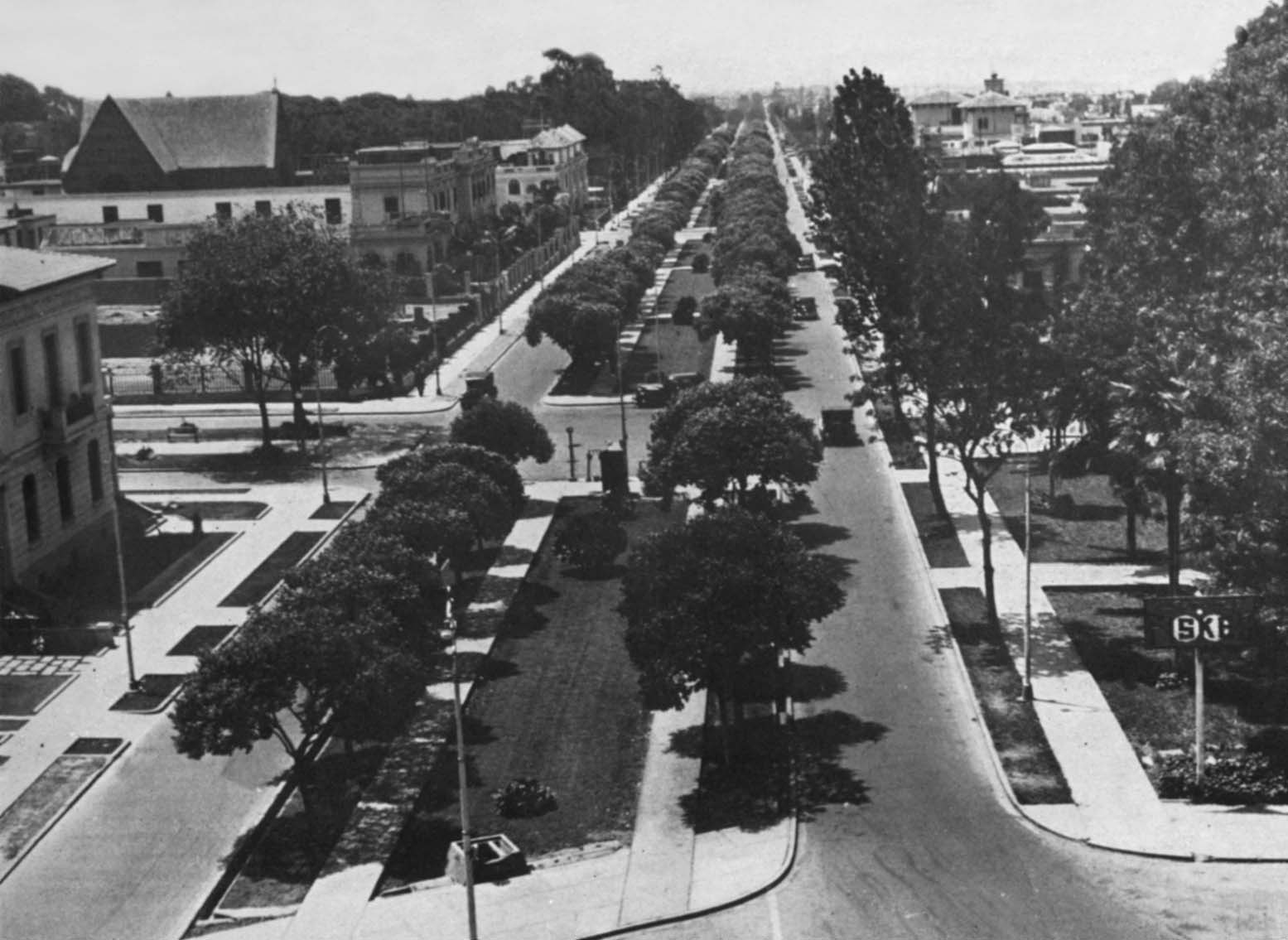
La avenida Arequipa a inicios del.

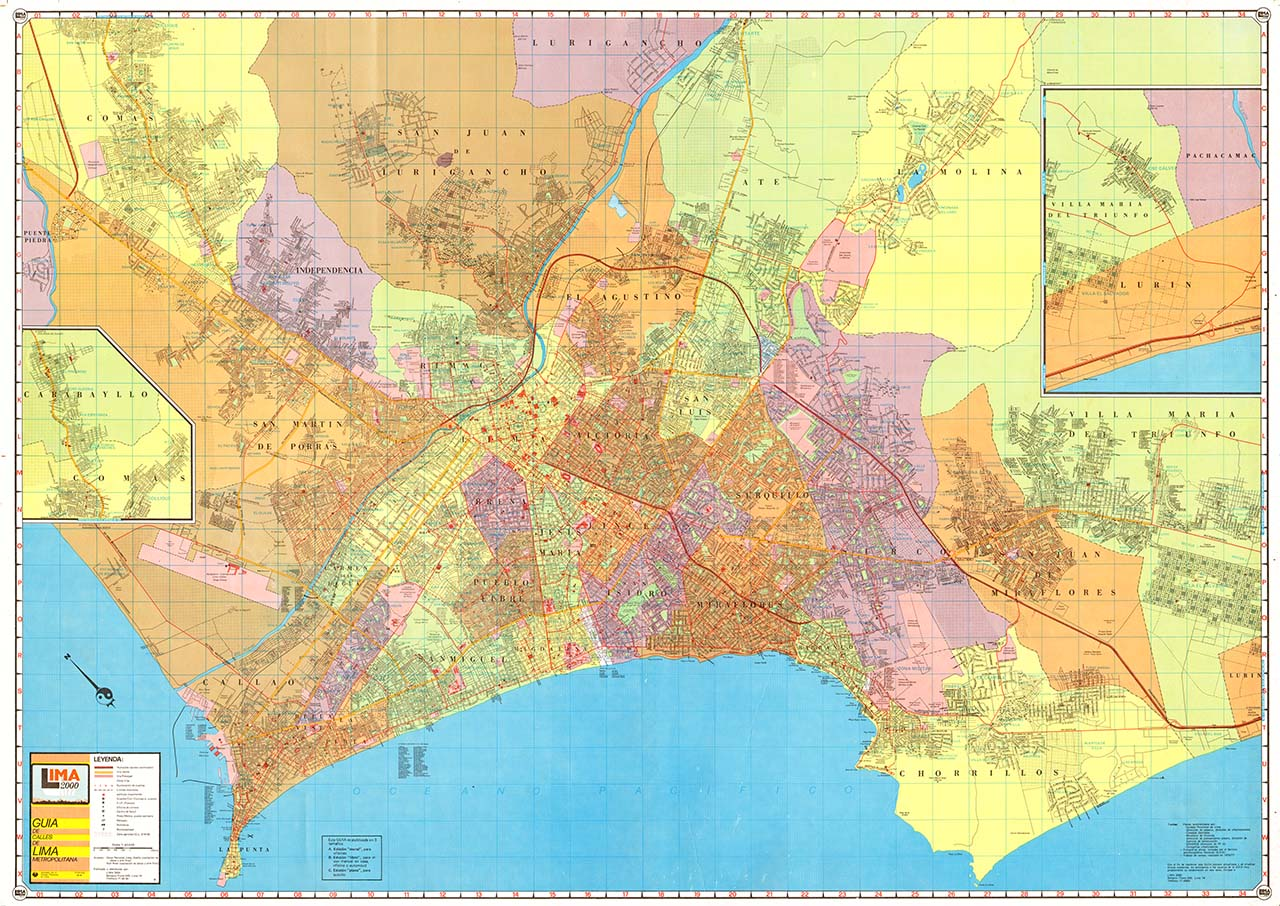
Plano de la extensión de Lima Metropolitana en 1977.

En la década de 1930, se iniciaron las grandes construcciones con la remodelación del Palacio de Gobierno y la Casa Municipal. Estas construcciones tuvieron su punto máximo en la década de 1950, durante el gobierno de Manuel A. Odría cuando se construyeron los grandes edificios del Ministerio de Economía y del Ministerio de Educación (edificio Javier Alzamora Valdez actual sede la Corte Superior de Justicia de Lima), el Ministerio de Salud, el Ministerio de Trabajo y los Hospitales del Seguro Obrero y del Empleado así como el Estadio Nacional y varias grandes unidades habitacionales. Asimismo, en esos años se dio inicio a un fenómeno que cambió la configuración de la ciudad, el cual fue la masiva inmigración de pobladores del interior del país produciendo el crecimiento exponencial de la población capitalina y la consecuente expansión urbana. Las nuevas poblaciones fueron asentándose en terrenos cercanos al centro los cuales se utilizaban como zona agrícola. Se fueron poblando hacia al norte, los actuales distritos de San Martín de Porres, Independencia y Comas; hacia al este, los distritos de San Juan de Lurigancho, El Agustino y Ate; hacia al sur, los distritos de La Victoria y Lince; y hacia el oeste, los distritos de Breña y Pueblo Libre. Como punto emblemático de esta expansión, en 1973, se creó la comunidad autogestionaria de Villa El Salvador (actual distrito de Villa El Salvador), ubicada a 30 kilómetros al sur del centro de la ciudad y actualmente integrada al área metropolitana. En la década de 1980, la violencia terrorista sumó al desordenado crecimiento de la ciudad el aumento de pobladores que llegaban como desplazados internos. El centro histórico de la ciudad sufrió un creciente deterioro y muchas zonas de la ciudad carecieron constantemente de los servicios básicos.

## Geografía

### Ubicación

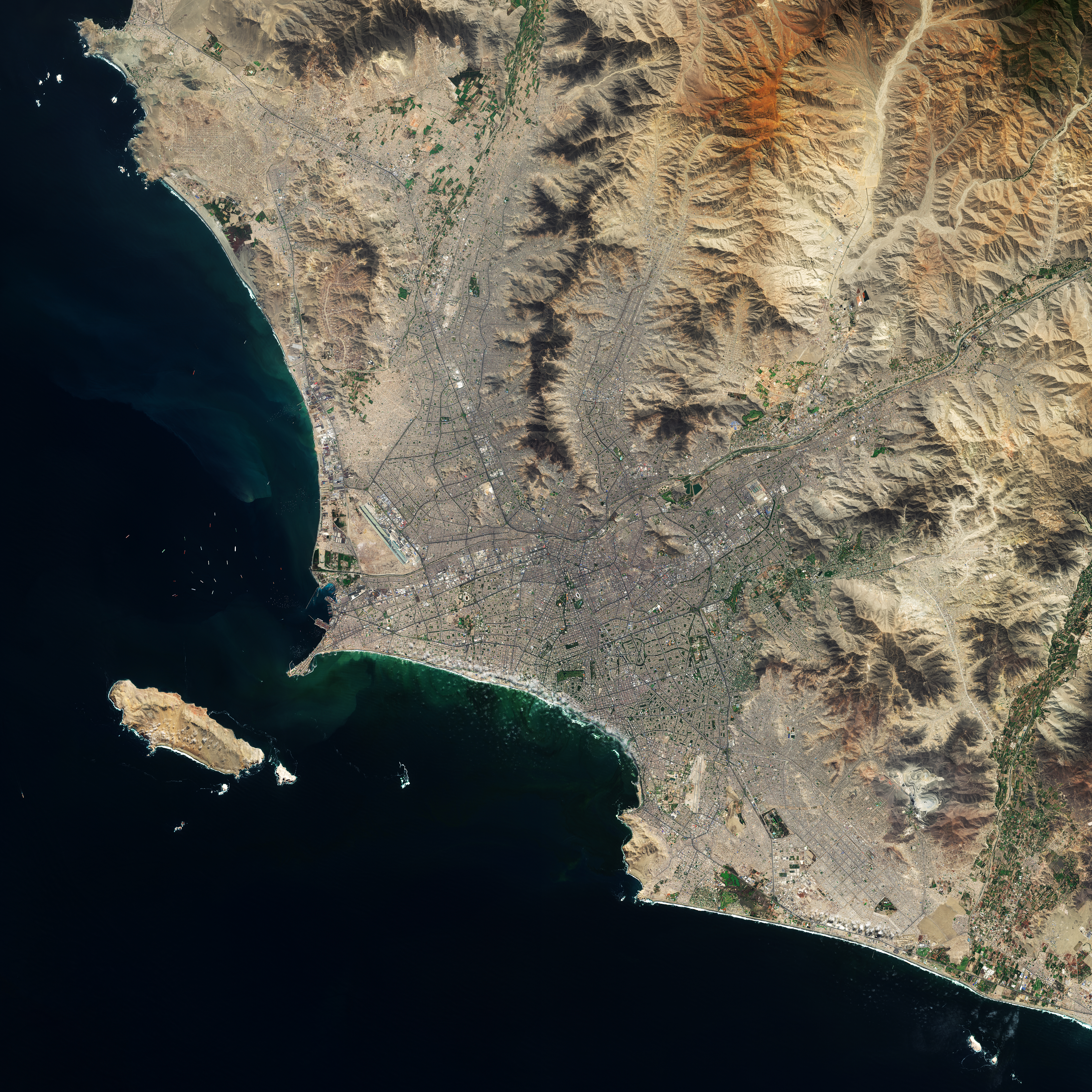
Imagen satelital de Lima Metropolitana y del Callao.

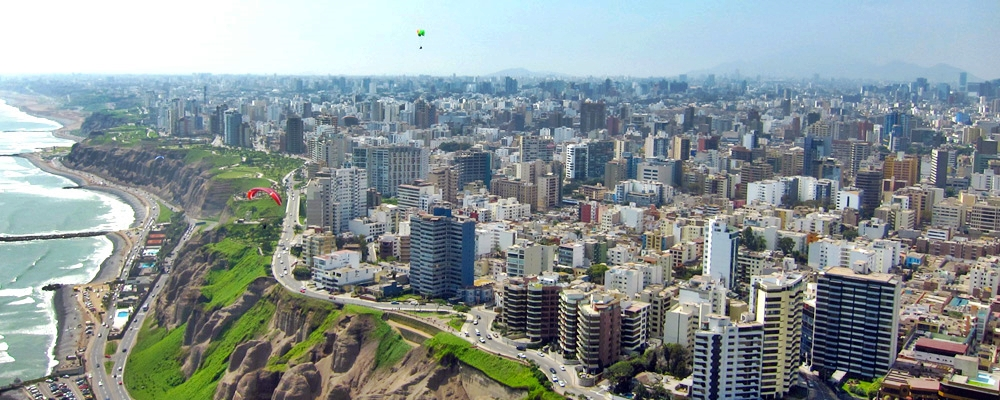
Circuito de playas de la Costa Verde.

Lima se encuentra en el desierto costero del Perú, en la falda de la vertiente occidental de los andes centrales del Perú. Aunque fue inicialmente fundada sobre el valle del río Rímac, actualmente se extiende sobre extensas zonas desérticas, e incluso sobre otros valles como el de los ríos Chillón y Lurín.
Bordea el litoral desde el kilómetro 50 de la carretera Panamericana Norte, en el límite del distrito de Ancón con la provincia de Huaral; hasta el kilómetro 70 de la carretera Panamericana Sur, en el límite del distrito de Pucusana con la provincia de Cañete; que suman una extensión de poco más de 130 kilómetros de costa y playa. Hacia el este, se extiende aproximadamente hasta el kilómetro 37 de la carretera Central, en el límite del distrito de Lurigancho-Chosica con la provincia de Huarochirí.

### Clima

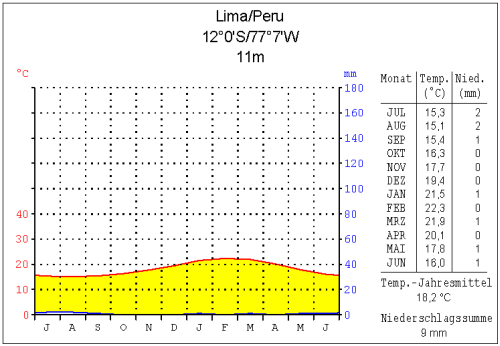
Cuadro climático de Lima, aproximado a su rango más bajo de precipitaciones.

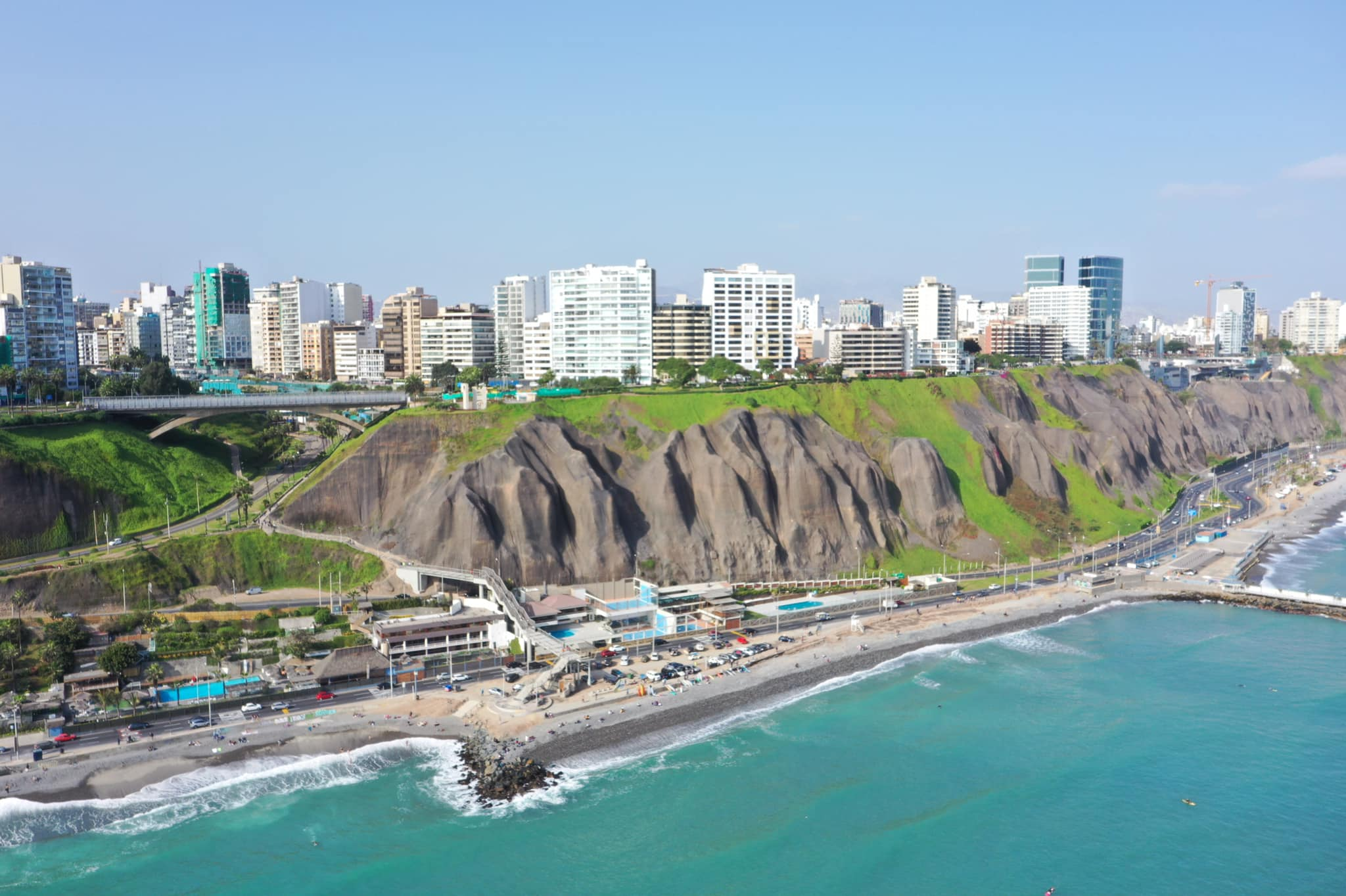
Acantilados en el distrito de Miraflores.

El clima de la ciudad resulta especialmente particular, dada su situación. Combina una ausencia casi total de precipitaciones con un altísimo nivel de humedad atmosférica y una persistente cobertura nubosa, a pesar de estar ubicada en una zona tropical a 12 grados latitud sur y casi al nivel del mar. La costa central peruana muestra una serie de microclimas atípicos debido a la influyente y fría corriente de Humboldt que se deriva de la Antártida, la cercanía de la cordillera de los Andes y su ubicación geográfica, dándole a Lima un clima subtropical, fresco, desértico y húmedo a la vez.
Se puede decir, que tiene un clima tibio sin excesivo calor tropical ni fríos extremos que requieran tener calefacción en casa, a excepción de pocos inviernos. La temperatura promedio anual es de 17,5 a 19 °C, con un máximo estival anual de unos 29 °C. Los veranos, de diciembre a abril, tienen temperaturas que oscilan entre los 29 a 30 °C, durante el día y 21 a 22 °C en las noches. Solamente cuando ocurre el fenómeno de El Niño, la temperatura en la estación de verano puede superar los 31 °C. Los inviernos van de junio a mediados de octubre, con temperaturas que oscilan entre los 12 y 19 °C, siendo 8,8 °C la temperatura media más baja registrada históricamente. Los meses de primavera y otoño (noviembre y mayo), tienen temperaturas templadas que oscilan entre los 17 y 23 °C.
Por otro lado, la humedad relativa es sumamente alta (hasta el 100 %), produciendo neblina persistente de junio a octubre, incluso en algunos años hasta la entrada del verano cuando las nubes son menores. Es soleado, húmedo y caliente en los veranos (diciembre-abril), nuboso y templado en los inviernos (junio a septiembre). La lluvia es casi nula. El promedio anual es de 7 mm reportado en el Aeropuerto Internacional Jorge Chávez, siendo la menor cantidad en un área metropolitana en el mundo.[cita requerida]  Un aguacero en Lima puede ser visto como un fenómeno totalmente extraño y atípico, por la mayor parte de la población.
Solo muy pocas veces ha llovido intensamente en la ciudad. El fenómeno de la lluvia se da especialmente en los distritos con mayor altitud como en Lurigancho-Chosica. Durante este siglo XXI, una de las lluvias más fuertes que hubo en la ciudad fue soportada por los distritos de Cieneguilla, Pachacámac, La Molina, San Juan de Miraflores, Villa María del Triunfo y Villa El Salvador, el 6 de abril de 2001. Aquella noche, se produjo una fuerte lluvia con truenos y relámpagos, la cual sorprendió a los habitantes. Fue producida por el desprendimiento de una célula convectiva que recorrió desde la sierra hasta ingresar a la costa.
La última fuerte lluvia con truenos se produjo el 24 de mayo de 2021 en Lima Metropolitana, a causa de una carga inusual de humedad en las nubes cercanas al mar.
Cuando llueve muy fuerte en Lima normalmente hay problemas, pues la ciudad no está preparada para la lluvia.Las casas e infraestructuras con techo plano sufren filtraciones de agua, las calles y aceras se inundan por la ausencia de desagüe colector de aguas pluviales, cunetas o drenajes. En los cerros se producen huaycos o aludes. Cuando una quebrada seca se reactiva con la lluvia esta genera grandes daños. En 2002, hubo aludes en la localidad de Huaycán y en el centro poblado de Santa María de Huachipa. Asimismo, a lo largo de los años, se han producido algunos huaycos en Lurigancho-Chosica y Chaclacayo. El último fenómeno anómalo en Lima de consideración sucedió en enero de 2011, debido a la llegada de nubes desde la sierra hasta la costa, lo que produjo intensas lluvias en varios distritos capitalinos. Lima tiene solo 1280 horas de sol al año, 28,6 horas en julio y 179,1 horas en enero, valores excepcionalmente bajos para la latitud. De diciembre a abril, predominan los cielos mayormente claros, despejados; en mayo, y de noviembre a diciembre, los cielos se mantienen parcialmente nublados; de junio a octubre los cielos se mantienen grises, cubiertos casi permanentemente. La combinación de fenómenos climáticos se presentan así:
La corriente fría de Humboldt, que recorre la costa, enfría la temperatura del agua. Esta es mucho más fría que lo que correspondería a la latitud tropical en la que se sitúa la ciudad. Así, las condiciones de frío a nivel del mar con una atmósfera superior más caliente por la acción solar generan una inversión térmica que impide el fenómeno de convección, por el cual el aire más cálido y menos denso asciende. Esto, unido a la cordillera andina circundante, hace que se presente una casi permanente capa de espesa nubosidad extremadamente baja (a menos de 500 m del suelo), que impide el paso de la radiación solar directa. A su vez, el bloqueo por una capa de aire caliente superior evita la formación de nubes de desarrollo vertical cumulonimbus, lo que explica la ausencia de precipitaciones. Esta es la razón de la paradoja de tener un clima extremadamente nuboso y húmedo, y sin embargo, desértico. Las escasas precipitaciones (menos de 20 mm anuales) conocidas como garúa son producto de la condensación de la nubosidad baja que forma el sistema.
| Parámetros climáticos promedio de Lima (distrito de Miraflores) 1961–1990, extremes 1960–present | Parámetros climáticos promedio de Lima (distrito de Miraflores) 1961–1990, extremes 1960–present | Parámetros climáticos promedio de Lima (distrito de Miraflores) 1961–1990, extremes 1960–present | Parámetros climáticos promedio de Lima (distrito de Miraflores) 1961–1990, extremes 1960–present | Parámetros climáticos promedio de Lima (distrito de Miraflores) 1961–1990, extremes 1960–present | Parámetros climáticos promedio de Lima (distrito de Miraflores) 1961–1990, extremes 1960–present | Parámetros climáticos promedio de Lima (distrito de Miraflores) 1961–1990, extremes 1960–present | Parámetros climáticos promedio de Lima (distrito de Miraflores) 1961–1990, extremes 1960–present | Parámetros climáticos promedio de Lima (distrito de Miraflores) 1961–1990, extremes 1960–present | Parámetros climáticos promedio de Lima (distrito de Miraflores) 1961–1990, extremes 1960–present | Parámetros climáticos promedio de Lima (distrito de Miraflores) 1961–1990, extremes 1960–present | Parámetros climáticos promedio de Lima (distrito de Miraflores) 1961–1990, extremes 1960–present | Parámetros climáticos promedio de Lima (distrito de Miraflores) 1961–1990, extremes 1960–present | Parámetros climáticos promedio de Lima (distrito de Miraflores) 1961–1990, extremes 1960–present |
| Mes                                                                                              | Ene.                                                                                             | Feb.                                                                                             | Mar.                                                                                             | Abr.                                                                                             | May.                                                                                             | Jun.                                                                                             | Jul.                                                                                             | Ago.                                                                                             | Sep.                                                                                             | Oct.                                                                                             | Nov.                                                                                             | Dic.                                                                                             | Anual                                                                                            |
| ------------------------------------------------------------------------------------------------ | ------------------------------------------------------------------------------------------------ | ------------------------------------------------------------------------------------------------ | ------------------------------------------------------------------------------------------------ | ------------------------------------------------------------------------------------------------ | ------------------------------------------------------------------------------------------------ | ------------------------------------------------------------------------------------------------ | ------------------------------------------------------------------------------------------------ | ------------------------------------------------------------------------------------------------ | ------------------------------------------------------------------------------------------------ | ------------------------------------------------------------------------------------------------ | ------------------------------------------------------------------------------------------------ | ------------------------------------------------------------------------------------------------ | ------------------------------------------------------------------------------------------------ |
| Temp. máx. abs. (°C)                                                                             | 32.7                                                                                             | 32.5                                                                                             | 33.4                                                                                             | 31.6                                                                                             | 30.3                                                                                             | 30.0                                                                                             | 28.3                                                                                             | 29.0                                                                                             | 28.0                                                                                             | 25.2                                                                                             | 29.0                                                                                             | 30.4                                                                                             | 33.4                                                                                             |
| Temp. máx. media (°C)                                                                            | 26.9                                                                                             | 28.6                                                                                             | 28.6                                                                                             | 26.5                                                                                             | 23.4                                                                                             | 21.1                                                                                             | 19.1                                                                                             | 18.8                                                                                             | 18.1                                                                                             | 21.5                                                                                             | 23.7                                                                                             | 27.8                                                                                             | 22.5                                                                                             |
| Temp. media (°C)                                                                                 | 22.1                                                                                             | 22.7                                                                                             | 22.2                                                                                             | 20.6                                                                                             | 18.8                                                                                             | 17.5                                                                                             | 16.7                                                                                             | 16.2                                                                                             | 16.4                                                                                             | 17.3                                                                                             | 18.7                                                                                             | 20.7                                                                                             | 19.2                                                                                             |
| Temp. mín. media (°C)                                                                            | 19.2                                                                                             | 20.5                                                                                             | 20.5                                                                                             | 18.2                                                                                             | 17.5                                                                                             | 15.2                                                                                             | 14.5                                                                                             | 13.9                                                                                             | 14                                                                                               | 14.5                                                                                             | 16.5                                                                                             | 18.5                                                                                             | 16.9                                                                                             |
| Temp. mín. abs. (°C)                                                                             | 12.0                                                                                             | 15.0                                                                                             | 11.0                                                                                             | 10.0                                                                                             | 8.0                                                                                              | 10.0                                                                                             | 8.5                                                                                              | 10.0                                                                                             | 12.5                                                                                             | 11.0                                                                                             | 11.1                                                                                             | 13.9                                                                                             | 8.0                                                                                              |
| Precipitación total (mm)                                                                         | 0.2                                                                                              | 0.4                                                                                              | 0.3                                                                                              | 0.3                                                                                              | 0.5                                                                                              | 1                                                                                                | 2                                                                                                | 3                                                                                                | 2                                                                                                | 3                                                                                                | 0.4                                                                                              | 0.8                                                                                              | 13.9                                                                                             |
| Días de precipitaciones (≥ 0.1 mm)                                                               | 0.7                                                                                              | 0.7                                                                                              | 0.7                                                                                              | 0.3                                                                                              | 1.7                                                                                              | 2                                                                                                | 3                                                                                                | 4.1                                                                                              | 4                                                                                                | 2                                                                                                | 0.4                                                                                              | 0.7                                                                                              | 20.3                                                                                             |
| Horas de sol                                                                                     | 179.1                                                                                            | 169                                                                                              | 139.2                                                                                            | 184                                                                                              | 116.4                                                                                            | 50.6                                                                                             | 28.6                                                                                             | 32.3                                                                                             | 37.3                                                                                             | 65.3                                                                                             | 89                                                                                               | 139.2                                                                                            | 1230                                                                                             |
| Humedad relativa (%)                                                                             | 81.6                                                                                             | 82.1                                                                                             | 82.7                                                                                             | 85.0                                                                                             | 85.1                                                                                             | 85.1                                                                                             | 84.8                                                                                             | 84.8                                                                                             | 85.5                                                                                             | 83.5                                                                                             | 82.1                                                                                             | 81.5                                                                                             | 82.8                                                                                             |
| [cita requerida]                                                                                 |                                                                                                  |                                                                                                  |                                                                                                  |                                                                                                  |                                                                                                  |                                                                                                  |                                                                                                  |                                                                                                  |                                                                                                  |                                                                                                  |                                                                                                  |                                                                                                  |                                                                                                  |

### Relieve
En cuanto a la morfología, el departamento de Lima está formado por dos regiones distintas, la costa y la more. En la zona costera predominan las pampas desérticas, enmarcadas por colinas, en muchos casos interrumpidas por lluvia formados por ríos que llevan agua todo el año. Son los valles costaneros, donde están asentadas ciudades y prospera una agricultura. Los accidentes más importantes son las colinas aisladas o formando sistemas, las quebradas secas, terrazas fluviales y marinas, y relieves ondulados, así como los acantilados litorales. La región de la sierra está formada por la Cordillera Occidental de los Andes, con alturas que llegan hasta más de 6000 m s. n. m.

### Hidrografía

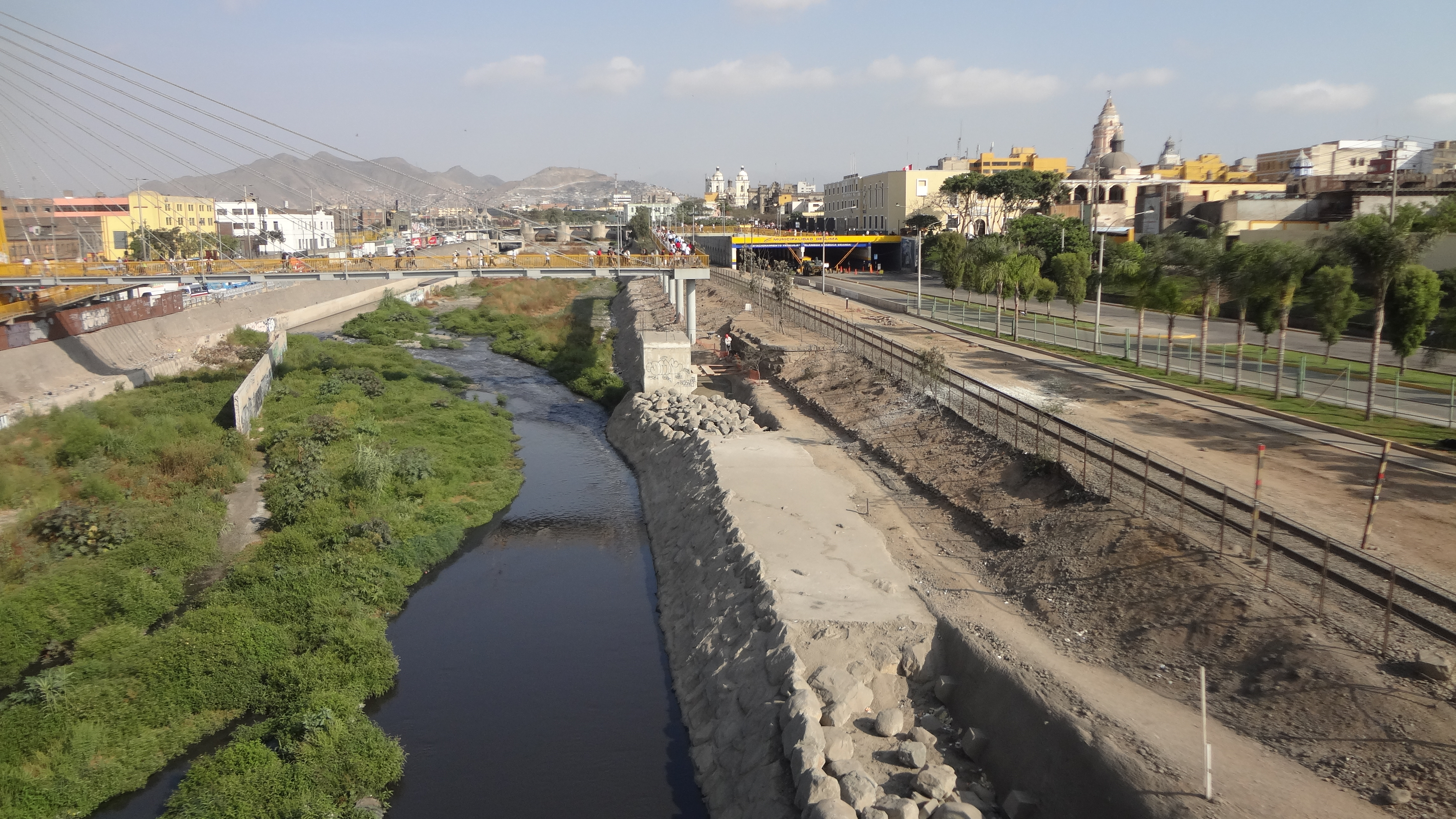
El río Rímac visto desde el puente Tacna.

Para su abastecimiento de agua, la población de Lima depende de tres ríos: Chillón, Rímac y Lurín. Al igual que la mayoría de ríos peruanos nacen en las altas montañas de la cordillera de los Andes y desembocan en el océano Pacífico. Son cortos, de curso empinado y régimen estacional. El río Rímac inicia su recorrido en la vertiente occidental de la cordillera de los Andes, a una altitud de aproximadamente 5508 m en el nevado Paca, recorre las provincias de Lima y Huarochirí, ambas ubicadas en el departamento de Lima.
A la altura de la ciudad de Lima, el río es atravesado por varios puentes, siendo el más representativo de ellos el Puente de Piedra construido por el virrey, Juan de Mendoza y Luna, en 1610. En su cuenca se encuentra la planta de tratamiento de agua La Atarjea (manejada por la empresa estatal Sedapal), además de las centrales hidroeléctricas de Huampaní, Matucana, Huinco, Barbablanca y Moyopampa.
El río Chillón es la segunda fuente más importante de agua para Lima. Se forma en la vertiente occidental de la cordillera La Viuda. Su cuenca cubre una superficie de 2444 km². Su valle es fértil, como se evidencia por la presencia de varios asentamientos humanos desde épocas prehispánicas hasta la actualidad. Fue aquí donde se formó la cultura colli. Además en el valle formado por este río se estableció la cultura chivateros.
El río Lurín se origina en los glaciares y lagunas de los Andes occidentales. Su cuenca cubre un área de 1670 km², y se extiende desde el borde del litoral hasta la zona de los nevados Otoshmicumán y Chanape, en la provincia de Huarochirí. Es conocido como el río Chalilla hasta su confluencia con el riachuelo Taquía, a partir de donde recibe su nombre común. Sus principales afluentes son el Taquía, Llacomayqui, Tinajas, Numincancha y Canchahuara en su margen izquierdo y el Chamacna en el derecho.

## Ecología

### Flora y fauna

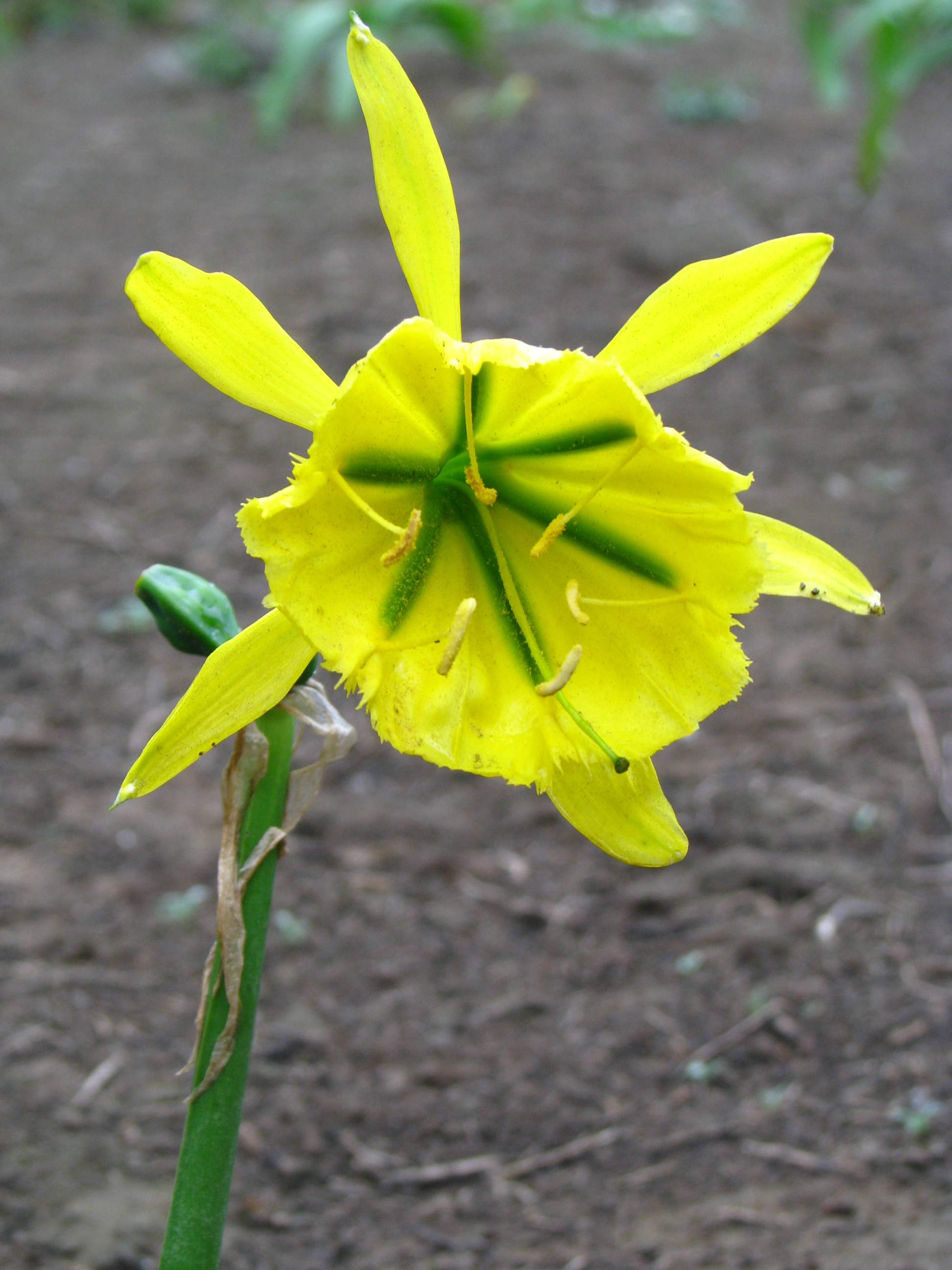
Amancay, flor típica de las lomas de Lima.

La flora capitalina está formada por una gran variedad de hierbas, plantas, arbustos y árboles que crecen en las lomas y en los montes ribereños. El amancay es la flor típica de la ciudad, es endémica de las lomas costeras del Perú y solo aparece en la estación fría y nublada. Otras especies que forman parte de la flora limeña son la begonia, la ortiga, el ficus, la ponciana, la oreja de elefante, el olivo y el geranio. En cuanto a la fauna, en la ciudad se puede encontrar más de cien especies distintas de aves. Las más comunes son la paloma doméstica o paloma de Castilla, la cuculí, los jilgueros y los gorriones.

### Zonas protegidas

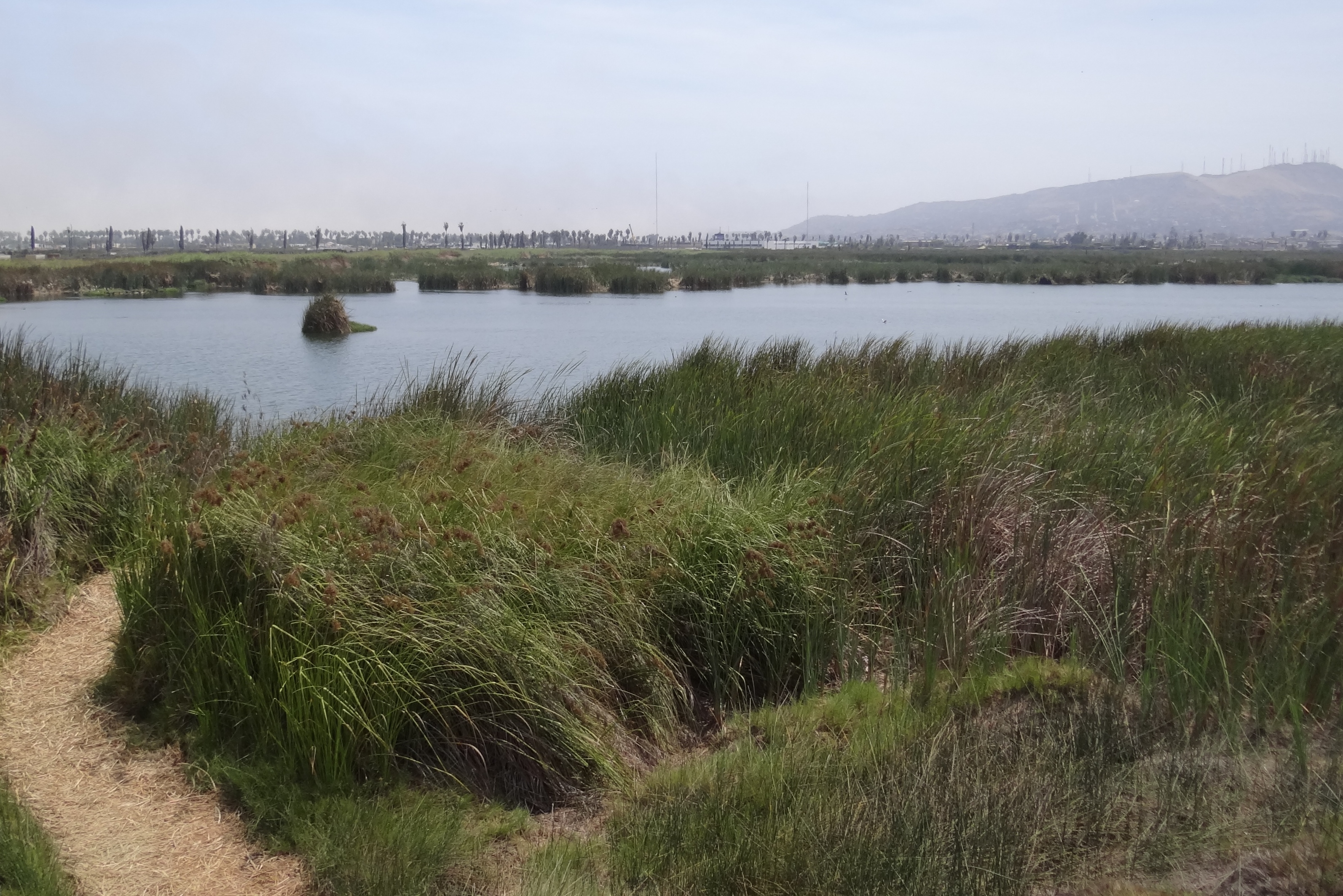
Refugio de vida silvestre Los Pantanos de Villa.

La ciudad de Lima cuenta con dos áreas naturales protegidas por el Servicio Nacional de Áreas Naturales Protegidas por el Estado, el refugio de vida silvestre Pantanos de Villa y la zona reservada Lomas de Ancón. Los Pantanos de Villa están ubicados en el distrito de Chorrillos, son unos humedales naturales que permiten la anidación y el tránsito de aves migratorias y residentes. Las Lomas de Ancón están localizadas en el distrito de Ancón. Comprenden una extensión de 10 962,14 hectáreas, fue nombrada zona reservada, ya que en el lugar se han encontrado una gran variedad de flora no vista en otras zonas.
En 2019, el gobierno peruano estableció la primera Área de Conservación Regional (ACR) de la ciudad, denominada Sistema de Lomas de Lima, con una extensión de 13 475,95 ha; abarcando las Lomas de Ancón, Carabayllo, Amancaes y Villa María. Si bien estas lomas representan alrededor del 20 % del total que representan las lomas dentro de la ciudad, se espera que en un futuro se puedan incluir otras lomas como las de Mangomarca, Lúcumo, Collique, entre otras.

## Política

### Gobierno nacional

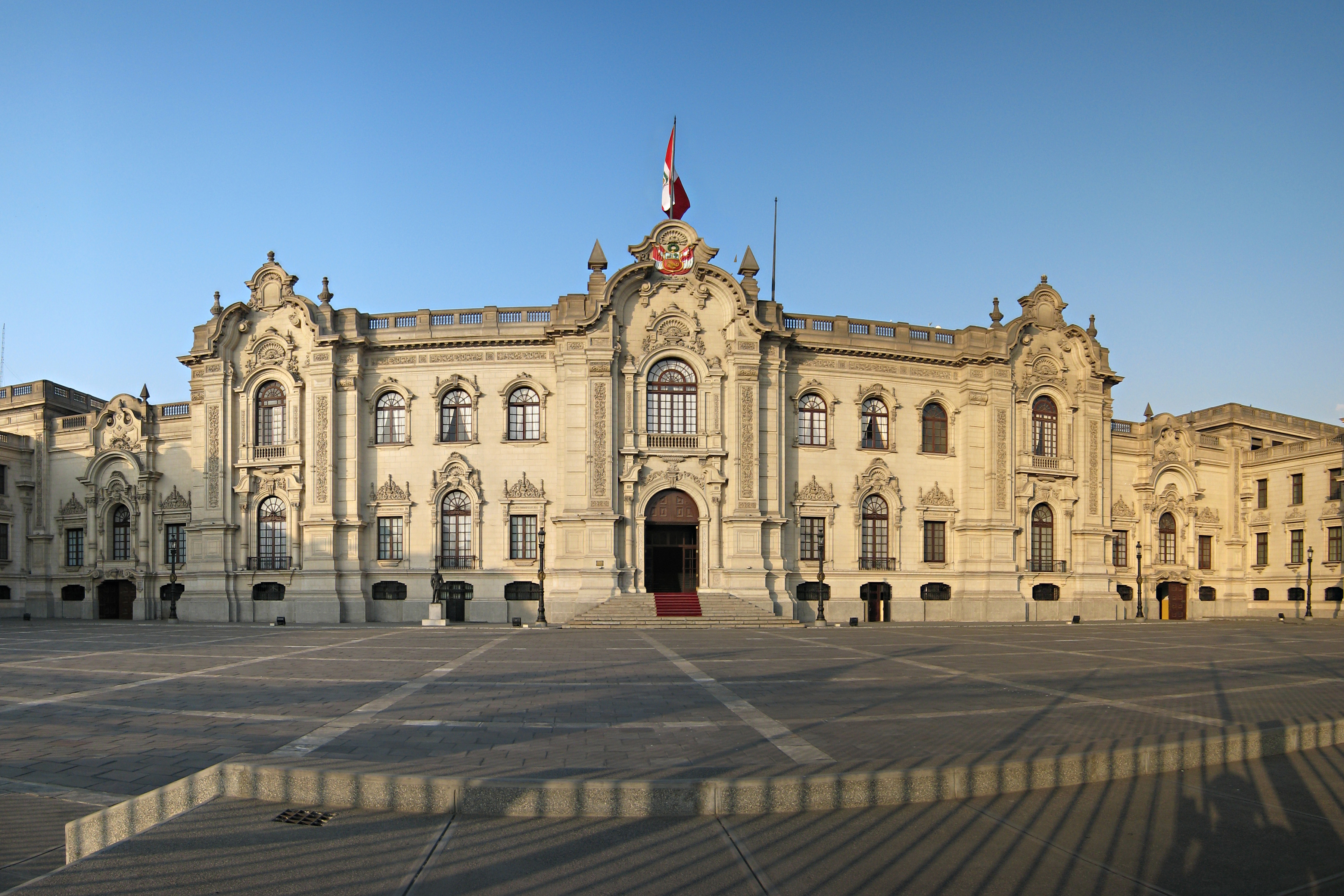
Palacio de Gobierno del Perú, sede del poder ejecutivo.

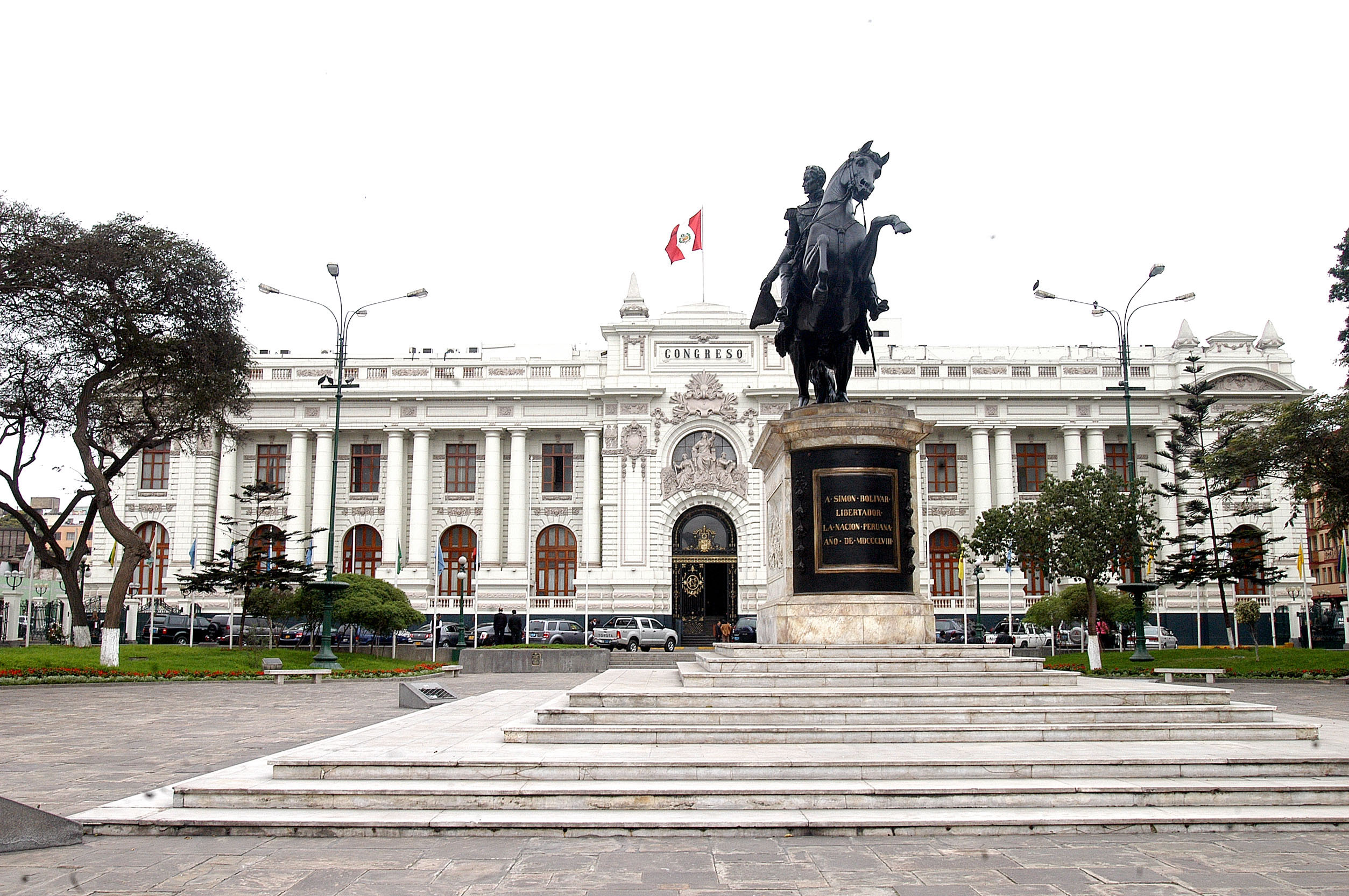
Congreso de la República, sede del poder legislativo.

Palacio de Justicia de Lima, sede de la Corte Suprema de Justicia del Perú.

Lima es la ciudad capital de la República del Perú, como tal es sede de los tres poderes que conforman el Estado Peruano. Es así, que el poder ejecutivo tiene su sede en el Palacio de Gobierno, ubicado en la Plaza Mayor. El poder legislativo constituido por el Congreso de la República y el poder judicial con su órgano de mayor jerarquía, la Corte Suprema de Justicia de la República del Perú, también se encuentran en la ciudad en el Palacio de Justicia de Lima.
De la misma manera, todos los Ministerios tienen su sede principal en la capital. En el ámbito internacional, la ciudad es también sede de la Secretaría General de la Comunidad Andina de Naciones, el Organismo Andino de Salud, y de otras organizaciones regionales e internacionales. Al estar concentrado prácticamente en Lima todo el poder político, industrial y financiero del país, ha producido un grave centralismo, lo cual se demuestra en la desproporción poblacional y económica de la ciudad capital en comparación con otras ciudades importantes del país, como Trujillo, Chiclayo, Piura, Arequipa, Cuzco.

### Gobierno local

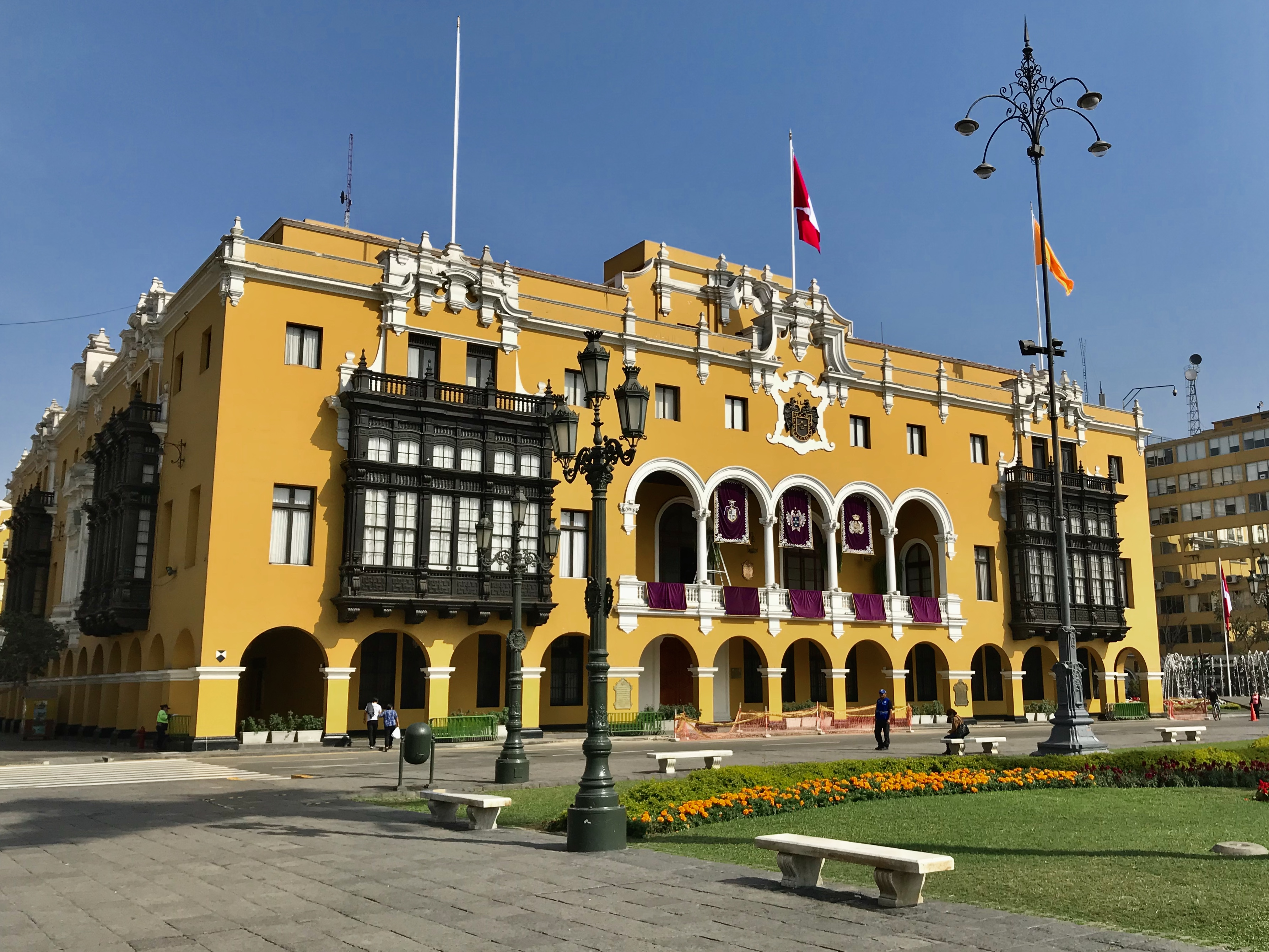
Palacio municipal de Lima ubicada en la Plaza Mayor de Lima.

No existe un órgano de gobierno de la ciudad como tal. La ciudad se encuentra englobada en la provincia de Lima, que se subdivide en cuarenta y tres distritos. Por lo que, la autoridad local es la Municipalidad Metropolitana de Lima, que a diferencia de otras municipalidades, es la única que tiene el carácter «metropolitano». La Municipalidad de Lima tiene competencia en todo el territorio de la provincia. Cada uno de los cuarenta y tres distritos sobre los que se extiende la ciudad, tiene su propia municipalidad distrital, que tiene competencia sobre su propio distrito; no obstante, tienen también una obligación de coordinación con la municipalidad metropolitana. El actual alcalde de la ciudad es Rafael López Aliaga.

### Sistema político
A diferencia del resto de la república, la Municipalidad Metropolitana de Lima ejerce también funciones de gobierno regional, ya que no forma parte de ninguna región administrativa, según el artículo 65.º de la Ley N.º 27867 de Gobiernos Regionales del 16 de noviembre de 2002. Sin embargo, se mantiene la organización política anterior en el sentido de que aún existe un «gobernador», que es la autoridad política en todo el ámbito del departamento de Lima y la misma ciudad. Las funciones de esta autoridad son más policiales y militares, a pesar de contar con su propio cuerpo de vigilancia ciudadana (serenazgo). La administración misma de la ciudad está destinada a la autoridad municipal local.

### Sistema judicial

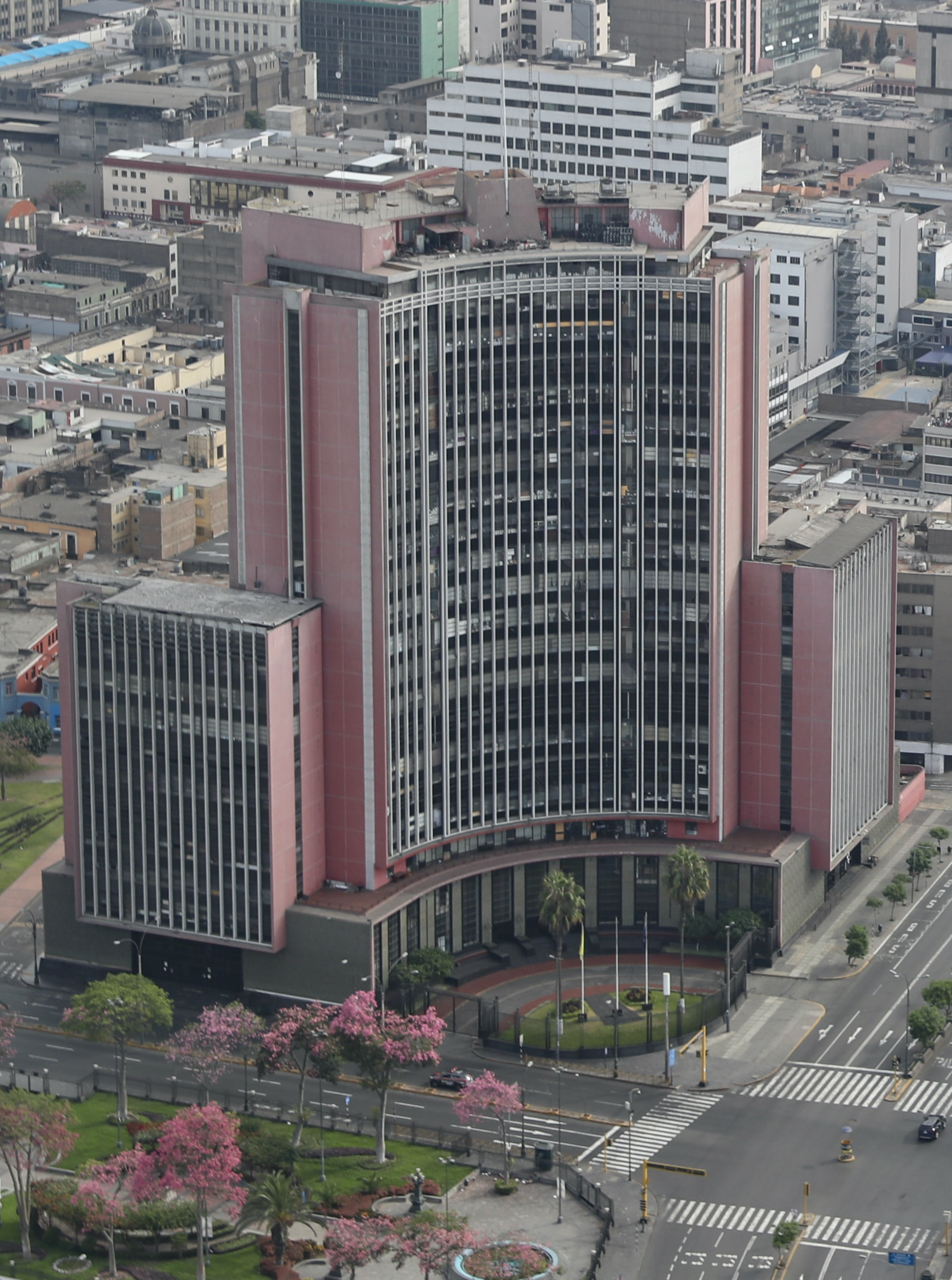
Sede de la Corte Superior de Justicia de Lima, Edificio Javier Alzamora, distrito de Lima.

Lima es sede de la Corte Superior de Justicia de Lima, ente rector del distrito judicial de Lima. De acuerdo a la organización judicial del Perú, en la ciudad se concentra la mayor carga judicial, a pesar de que solo tiene competencia sobre treinta y cinco de los cuarenta y tres distritos que conforman la provincia de Lima. Adicionalmente, existen noventa juzgados de paz letrado, doscientos veintiocho juzgados especializados (dos de investigación preparatoria, tres unipersonales, cuarenta y dos civiles, diez constitucionales, diecisiete contencioso administrativo, ocho contencioso administrativo transitorios, diecisiete civiles con subespecialidad comercial, cincuenta y nueve penales, treinta y cuatro especializados de trabajo, veintiún de familia y quince mixtos), treinta y siete salas superiores (siete civiles, una mixta, cinco contencioso administrativo, dos civiles con subespecialidad comercial, seis penales de reos libres, cuatro penales de reos en cárcel, cuatro penales liquidadoras, una de apelaciones, tres laborales, una laboral transitoria, una contencioso administrativo transitoria y dos de familia).
Asimismo, dentro del territorio de la ciudad se encuentran otras divisiones judiciales:
- Distrito Judicial de Lima Norte[102]
- Distrito Judicial de Lima Este
- Distrito Judicial de Lima Sur[103]
- Distrito Judicial de Puente Piedra - Ventanilla

## Demografía
De acuerdo con el censo peruano de 2017, la población de la provincia de Lima es de 8 574 974 habitantes, con una densidad poblacional de 3208.8 hab/km². El primer asentamiento en lo que se convertiría el centro histórico de Lima, estaba compuesto solo por 117 bloques de viviendas.
En 1562, un segundo distrito fue construido al otro lado del río Rímac, y en 1610, se construyó el primer puente de piedra. La ciudad tenía entonces una población de unos 26 000 habitantes, los negros representaban alrededor del 40 % de la población y los blancos alrededor del 38 % de la población.
En 1748, la población blanca principalmente descendientes españoles fue de 16 000 o 18 000 habitantes. A principios de la independencia, la población estaba constituida esencialmente por la antigua población de origen español, mestiza, amerindia y africana, con que contaba desde el virreinato. Con el inicio de la República, la ciudad se convirtió en receptora de una gran cantidad de inmigrantes europeos. La población cuenta con una mezcla muy compleja de diversos grupos raciales y étnicos. Los mestizos de ascendencia mixta de amerindios y europeos (principalmente españoles e italianos) son el grupo étnico más grande. Los peruanos descendientes de europeos son el segundo grupo más grande. Muchos son de origen español, italiano, alemán, francés, británico o de ascendencia croata.
Actualmente, en Lima hay presencia de pueblos indígenas (en su mayoría aimaras, quechuas y shipibo-konibos). Asimismo, en la ciudad se ubica el distrito peruano con mayor cantidad de personas que tienen al quechua como lengua materna, siendo el distrito de San Juan de Lurigancho. Además, los afroperuanos, cuyos antepasados africanos fueron inicialmente traídos a la región como esclavos, son otra parte de la diversidad étnica de la ciudad. Adicionalmente, hay numerosos judíos descendientes de europeos y algunos provenientes del Medio Oriente. Los asiáticos conforman un gran número de la población metropolitana, en especial los chinos (principalmente cantoneses) y descendientes de japoneses, cuyos antepasados procedían en su mayoría de los siglos XIX y XX. Lima posee la mayor comunidad étnica china en América Latina.

### Lima Metropolitana

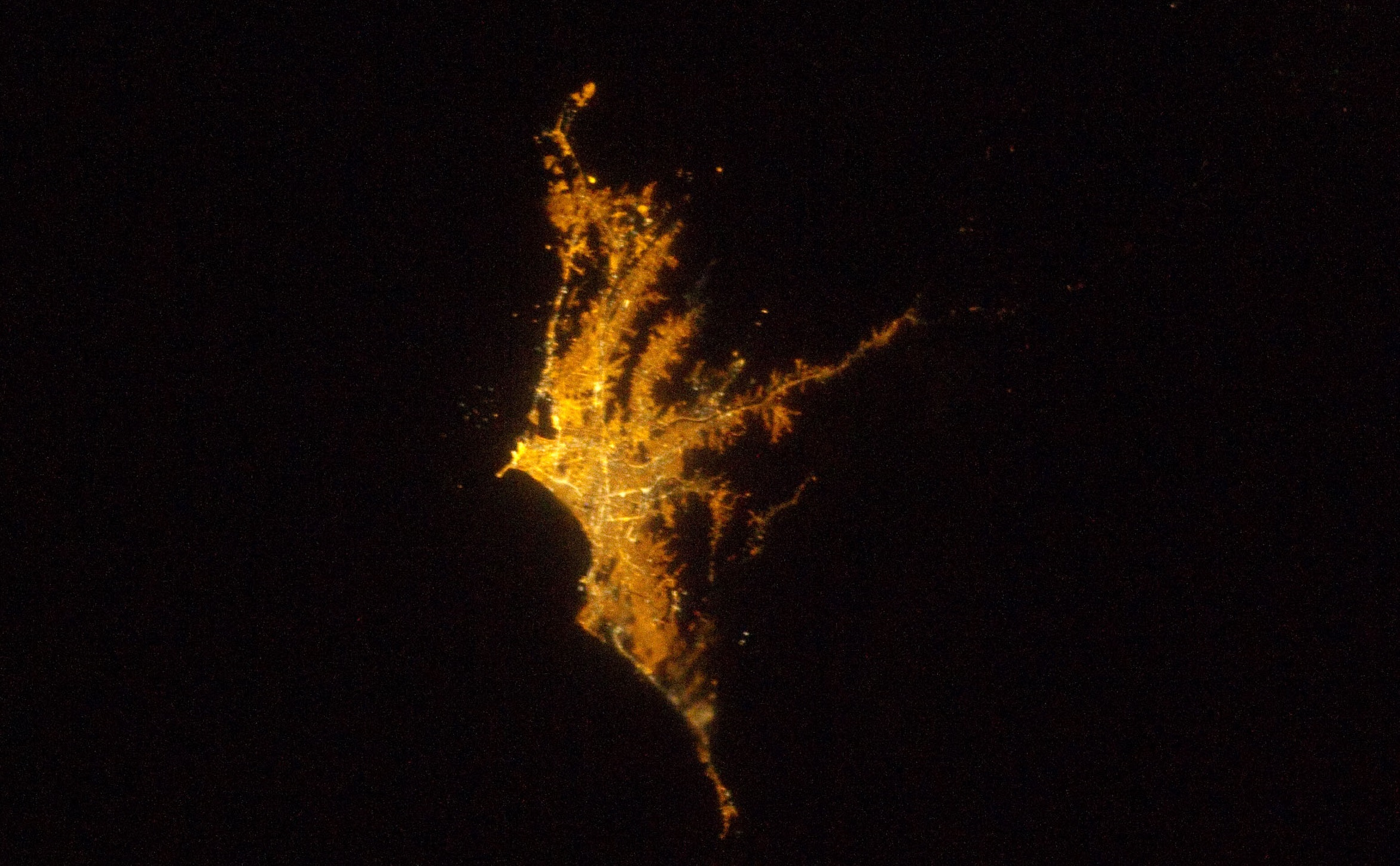
El área metropolitana de Lima vista por la noche, desde la Estación Espacial Internacional.

Conocida también como Lima-Callao, es la metrópoli conformada por la gran conurbación central de la ciudad de Lima, y su extensión hacia el norte, sur y este, la cual abarca gran parte de la provincia de Lima y todo el Callao. Es el área metropolitana más poblada del Perú, la quinta más grande de América Latina, la octava más grande de América y una de las más grandes del mundo. El proceso de conurbación comenzó a ser evidente en la década de 1980.
La aglomeración urbana tiene una superficie de 2926 km²  y una población de 11 098 000 habitantes. Se concentra principalmente en la zona costera, y se extiende de norte a sur, a lo largo de la costa del océano Pacífico, durante casi 200 km, comenzando por el norte en el distrito de Ancón, en el límite con la provincia de Huaral del departamento de Lima, y terminando al sur en el distrito de Pucusana, en el límite con la provincia de Cañete, también en el departamento de Lima.
Lima y Callao, años separadas por un semidesierto y conectadas en el siglo XIX por un ferrocarril, se encuentran hoy totalmente unidas, debiendo señalarse sus límites según las avenidas o mediante carteles para que estos no pasen totalmente inadvertidos. Una vista aérea desde el satélite, muestra una sola trama urbana donde es prácticamente imposible diferenciar a Lima del Callao, en realidad separadas solo administrativamente.
El área metropolitana de Lima se compone de cinco subregiones denominados "conos". Estas subregiones son las siguientes:
- Lima Norte: también conocido como Cono Norte, comprende los distritos de Santa Rosa, Ancón, Puente Piedra, Carabayllo, Comas, Independencia, Los Olivos y San Martín de Porres.
- Lima Este: también conocido como Cono Este, comprende los distritos de San Juan de Lurigancho, Lurigancho-Chosica, Chaclacayo, Cieneguilla, La Molina, Ate, Santa Anita y El Agustino.
- Lima Sur: también conocido como Cono Sur, comprende los distritos de Chorrillos, San Juan de Miraflores, Villa María del Triunfo, Villa El Salvador, Lurín, Pachacámac, Punta Hermosa, Punta Negra, San Bartolo, Santa María del Mar y Pucusana.
- Lima Centro: también conocido como Cono Centro, es el núcleo de la ciudad o downtown donde comenzó a desarrollarse la conurbación de la capital, comprende los distritos de Rímac, Lima, San Luis, La Victoria, San Borja, Santiago de Surco, Barranco, Miraflores, Surquillo, San Isidro, Lince, Jesús María, Breña, Pueblo Libre, Magdalena del Mar y San Miguel.
- Callao: comprende los distritos de Mi Perú, Ventanilla, Callao, Carmen de La Legua-Reynoso, Bellavista, La Perla y La Punta.

| Evolución del Área Metropolitana de Lima |      |      |
|                                          |      |      |
| 1535                                     | 1750 | 1910 |
|                                          |      |      |
| 1940                                     | 1970 | 1995 |

### Problemática urbana

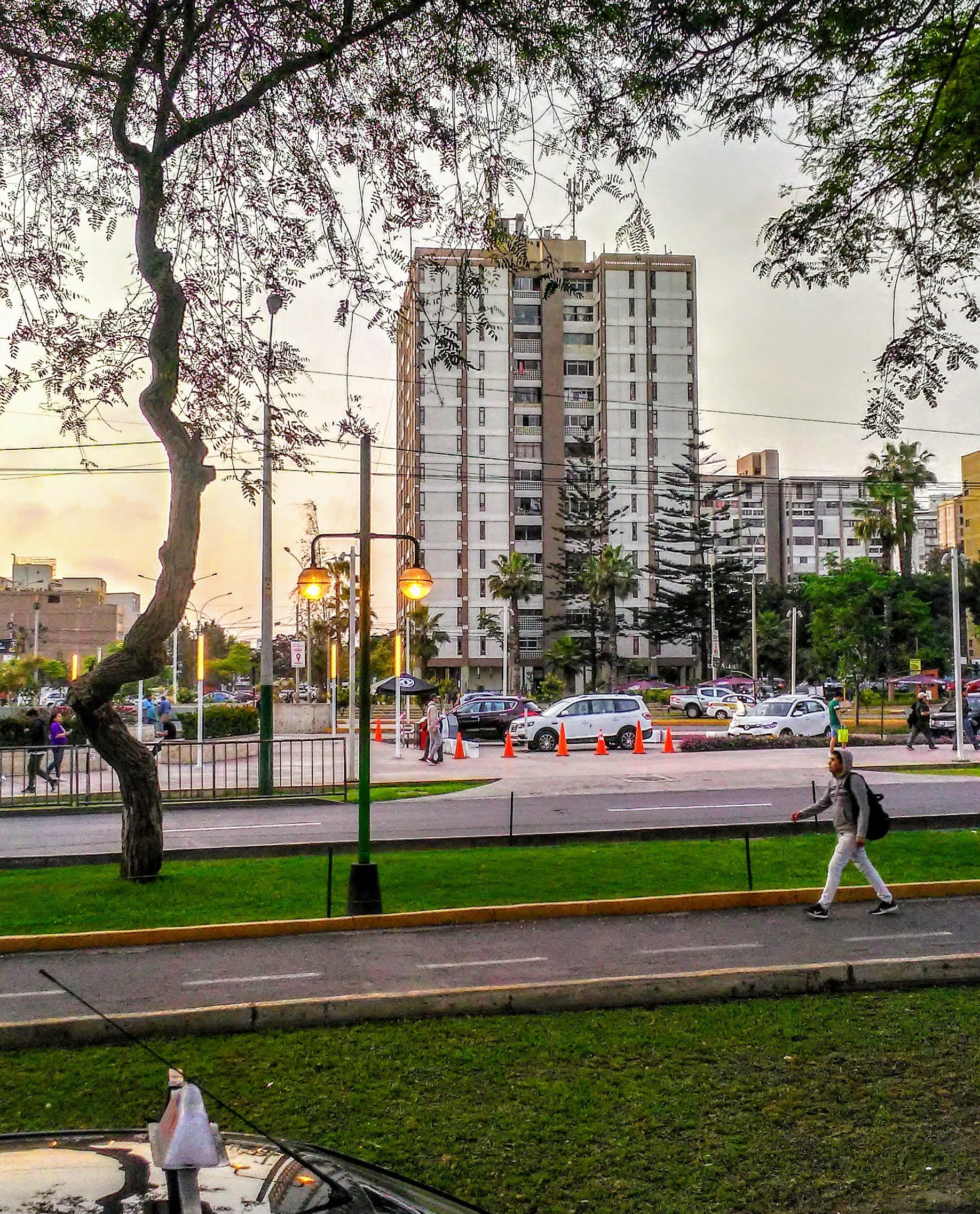
Residencial San Felipe, ubicada en el Distrito de Jesús María es ícono de los primeros conjuntos residenciales, construidos a finales de la década de 1960, en el Primer gobierno de Fernando Belaúnde

Desde mediados del siglo XX, mientras Lima crecía y se modernizaba con modernas construcciones e inmensos conglomerados de departamentos para vivienda, la ciudad comenzó a recibir un importante número de inmigrantes venidos desde el interior del país. El éxodo rural se intensificó entre las décadas de 1960 a 1980, y su magnitud contribuyó a cambiar de manera decisiva la composición étnica de la capital peruana; puesto que, los nuevos asentamientos humanos que surgieron estaban constituidos fundamentalmente por habitantes de origen mayoritariamente indígena.
La magnitud del problema de los asentamientos irregulares o pueblos jóvenes en el Perú, ha contribuido a que el país haya sido uno de los países latinoamericanos objeto de mayor número de investigaciones sociológicas sobre las barriadas de viviendas precarias, convirtiéndose el fenómeno de las infraviviendas en objeto de estudio por parte de diversas universidades, científicos sociales y organizaciones no gubernamentales.
Con el paso del tiempo, han disminuido las características rurales del conglomerado de personas que habitan los asentamientos informales; puesto que, las nuevas generaciones ya han crecido en la ciudad y han adoptado las costumbres urbanas en conjunto con las propias. En la actualidad, el crecimiento de la ciudad no se basa tanto en la inmigración desde el campo, sino en el natural crecimiento de la población de la misma ciudad.
A pesar de que progresivamente han mejorado los índices de salubridad y acceso a los servicios públicos en las zonas más pobres de la ciudad, los niveles de desigualdad social aún persisten. Las zonas de la capital que presentan estas circunstancias se encuentran mayoritariamente a las afueras de la misma, en sectores conocidos como «conos», que a su vez dividen la ciudad en norte, este y sur. No obstante, la gran abundancia de comercio en esas zonas es la que hace que sigan expandiéndose y sus habitantes tengan puestos de trabajo para poder sostener a sus familias.
Cerca de 1,7 millones de personas no están conectadas a la red de agua potable y se ven obligadas a comprar agua a camiones cisterna, aunque no siempre sea potable. El problema del acceso al agua sigue agravándose debido a la sequía, la contaminación, las deficientes infraestructuras, la sobreexplotación por grandes empresas y la agricultura intensiva.El problema del agua afecta principalmente a las zonas periféricas de la capital. La historia del agua en Lima está ligada a la cuestión de la desigualdad social. En los barrios más acomodados, el consumo medio de agua per cápita es de 350 litros al día. En los distritos más pobres, oscila entre 20 y 70 litros diarios.
En la década de los 80, durante la época del terrorismo que asolaba el campo llevó a una parte de la población rural (entre 600.000 y 1 millón de personas) a refugiarse en Lima. Los recién llegados, a menudo muy pobres, se apresuraron a construir chabolas. Algunos residentes de estos barrios han adquirido títulos de propiedad, pero la planificación urbana sigue siendo en gran medida inexistente. Los barrios ricos levantaron muros de hasta 3 metros de altura con alambre de espino en la parte superior para aislarse de los barrios pobres. En la actualidad, estos muros son objeto de controversia, sobre todo porque muchos residentes de los barrios más pobres cruzan el muro todos los días para trabajar en el barrio vecino, como jardineros o empleados domésticos.

## Economía
La capital peruana es el principal centro industrial, comercial y financiero del país. Es uno de los centros financieros más importantes de América. Los principales rubros económicos que presentan una alta actividad son la industria, el comercio, los servicios y el turismo. Lima es responsable de más de dos tercios de la producción industrial del Perú y la mayoría de su sector terciario.

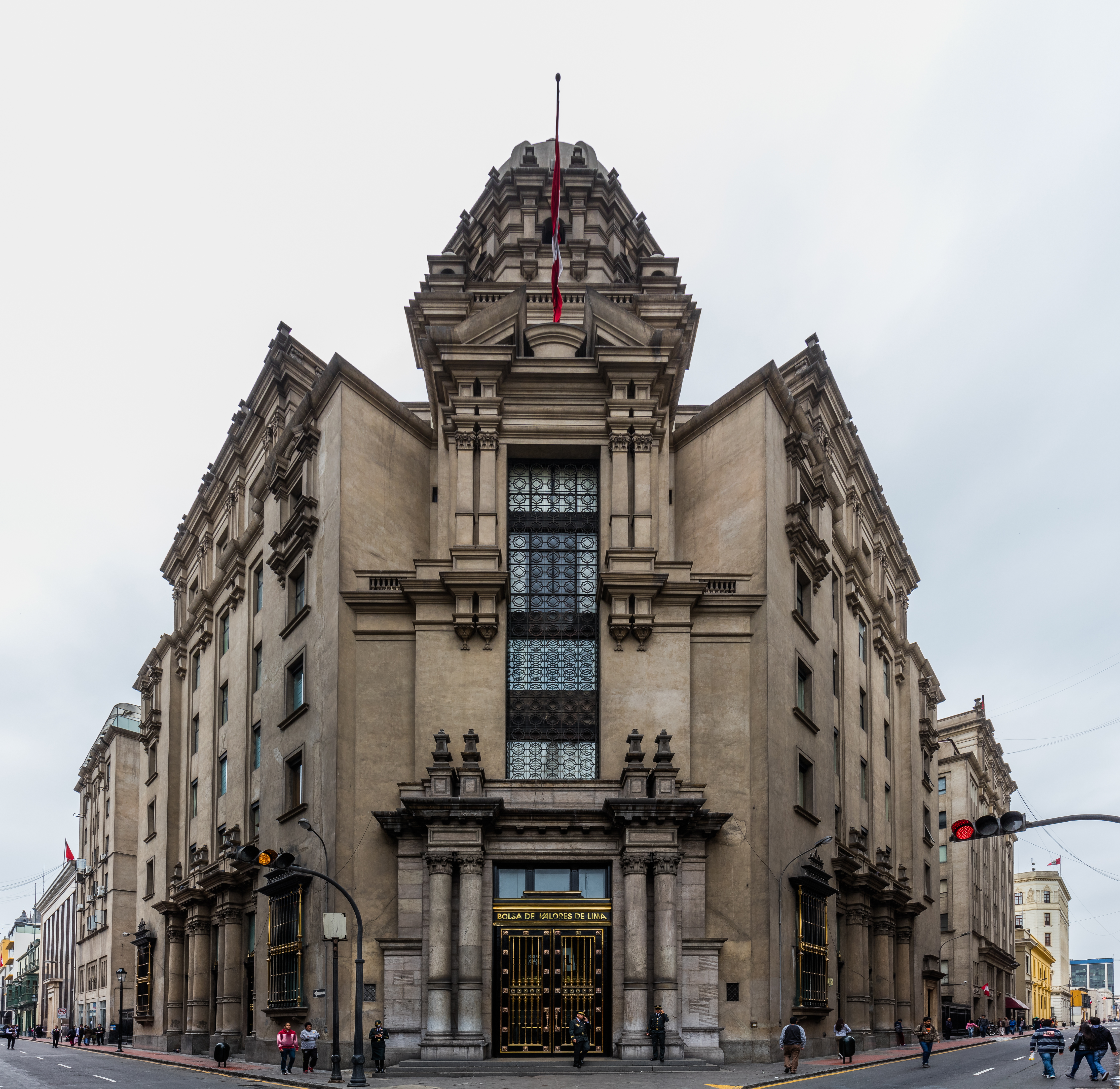
Sede de la Bolsa de Valores de Lima.

Se aprecian en la ciudad diversas sedes de empresas nacionales y transnacionales muchas de las cuales se encuentran ubicadas en modernos edificios construidos en diferentes sectores, especialmente en el distrito de San Isidro que se ha convertido en las últimas décadas en el centro financiero de la ciudad. El área metropolitana, con cerca de ocho mil fábricas, es también el centro de desarrollo industrial del país, gracias a la cantidad y la calidad de la mano de obra disponible y la infraestructura de las rutas y autopistas internas de la ciudad.
Los sectores industriales más relevantes son los textiles, la agro industria, los alimentos, los derivados de productos químicos, el pescado, el cuero y el aceite, los cuales son procesados y fabricados en la misma ciudad. Lima tiene la mayor industria de exportación en América del Sur y es un centro regional para la industria de carga operativa. La industrialización comenzó a tomar fuerza entre los años 1930 y 1950, a través de las políticas de sustitución de importaciones, en 1950 la fabricación de productos representó el 14 % del PIB.
En la década de 1950, hasta el 70 % de los bienes de consumo fueron fabricados en la ciudad. El puerto del Callao es uno de los principales puertos comerciales de Sudamérica, siendo utilizado como punto de entrada y salida del 75% de las importaciones y el 25 % de las exportaciones del país. Los principales productos de exportación son el petróleo, el acero, la plata, el zinc, el algodón, el azúcar y el café.
Lima concentra la mayor parte de la actividad económica: el 57% de la industria, el 62% del comercio, el 46 % de la PEA y el 52 % del PIB. En 2007, la economía peruana creció un 9 %, la tasa de mayor crecimiento en toda América del Sur. La Bolsa de Valores aumentó 185,24 % en 2006, y creció 168,3 % en 2007, por lo que es una de las bolsas de valores de más rápido crecimiento en el mundo.
En 2006, la Bolsa de Valores de Lima fue la más rentable del mundo. La tasa de desempleo en el área metropolitana es de 7.2 %. La capital peruana es también la sede central de los mayores bancos del país como el Banco de Crédito del Perú, Interbank, Banco de la Nación, BBVA, Mibanco, Banco Interamericano de Finanzas, Banco Pichincha, Banco de Comercio y Scotiabank. Asimismo es sede de las mayores compañías aseguradoras, tales como Rímac Seguros, Mapfre Perú, Interseguro, Pacífico y La Positiva.

## Turismo
Como el principal punto de entrada al país, Lima ha desarrollado una importante industria del turismo, entre las que resaltan su centro histórico, sus centros arqueológicos, su vida nocturna, los museos, las galerías de arte, las festividades y las tradiciones populares. Actualmente, Lima viene liderando el índice de ciudades más visitadas a nivel de Latinoamérica y se encuentra en el top 20 global, con 5,11 millones de visitantes en 2014.
El centro histórico de Lima, el cual comprende parte de los distritos de Rímac y Lima, fue declarado Patrimonio de la Humanidad por la Unesco en 1988, debido a la importancia que tuvo la ciudad durante el virreinato del Perú, dejando como testimonio una gran cantidad de legados arquitectónicos. Destacan la Basílica y Convento de San Francisco, la Plaza Mayor, la Catedral de Lima, la Basílica y Convento de Santo Domingo, el Palacio de Torre Tagle, entre otros. El recorrido por las iglesias de la ciudad es muy popular entre los turistas. En un corto recorrido por el centro de la ciudad podemos encontrar muchas, varias de las cuales datan de los siglos XVI y XVII.
Entre ellas destaca la Catedral de Lima y la Basílica de San Francisco, de las cuales se dice que se encuentran unidas por los pasadizos subterráneos de sus catacumbas. Asimismo, sobresale el Santuario y Monasterio de Las Nazarenas, lugar de peregrinación al Señor de los Milagros, cuyas festividades en el mes de octubre constituyen la más importante manifestación religiosa de Lima y de todos los peruanos. Algunas secciones de las muralla virreinal de Lima todavía pueden ser vistas: tal es el caso del Baluarte Santa Lucía, restos de la antigua fortificación española construida por el virrey Melchor de Navarra y Rocafull alrededor del casco de la ciudad, cuya ubicación colinda en el límite de los Barrios Altos y el distrito de El Agustino.
Asimismo, teniendo Lima el privilegio de ser la única capital de Sudamérica con acceso inmediato al mar cuenta con amplios malecones turísticos que en los últimos años se han vuelto gran atractivo para miles de turistas, sobre todo en los distritos de Miraflores y Barranco, donde también se produce un amplio desarrollo en tema entretenimiento en esas zonas convirtiendo a la capital en un lugar con varios sitios de turismo y diversión.
Hasta la década de los setenta, la oferta hotelera se caracterizó por tener los mejores hoteles de la ciudad en el distrito de Lima; sin embargo, desde inicios de los noventa hasta la fecha, estos establecimientos se han posicionado en otras zonas como la zona centro - sur de la capital como en los distritos de Miraflores, Barranco, Santiago de Surco, Surquillo y San Borja; además del distrito de San Isidro que tiene el edificio de hoteles más grande del Perú, el Westin Libertador de 30 pisos.

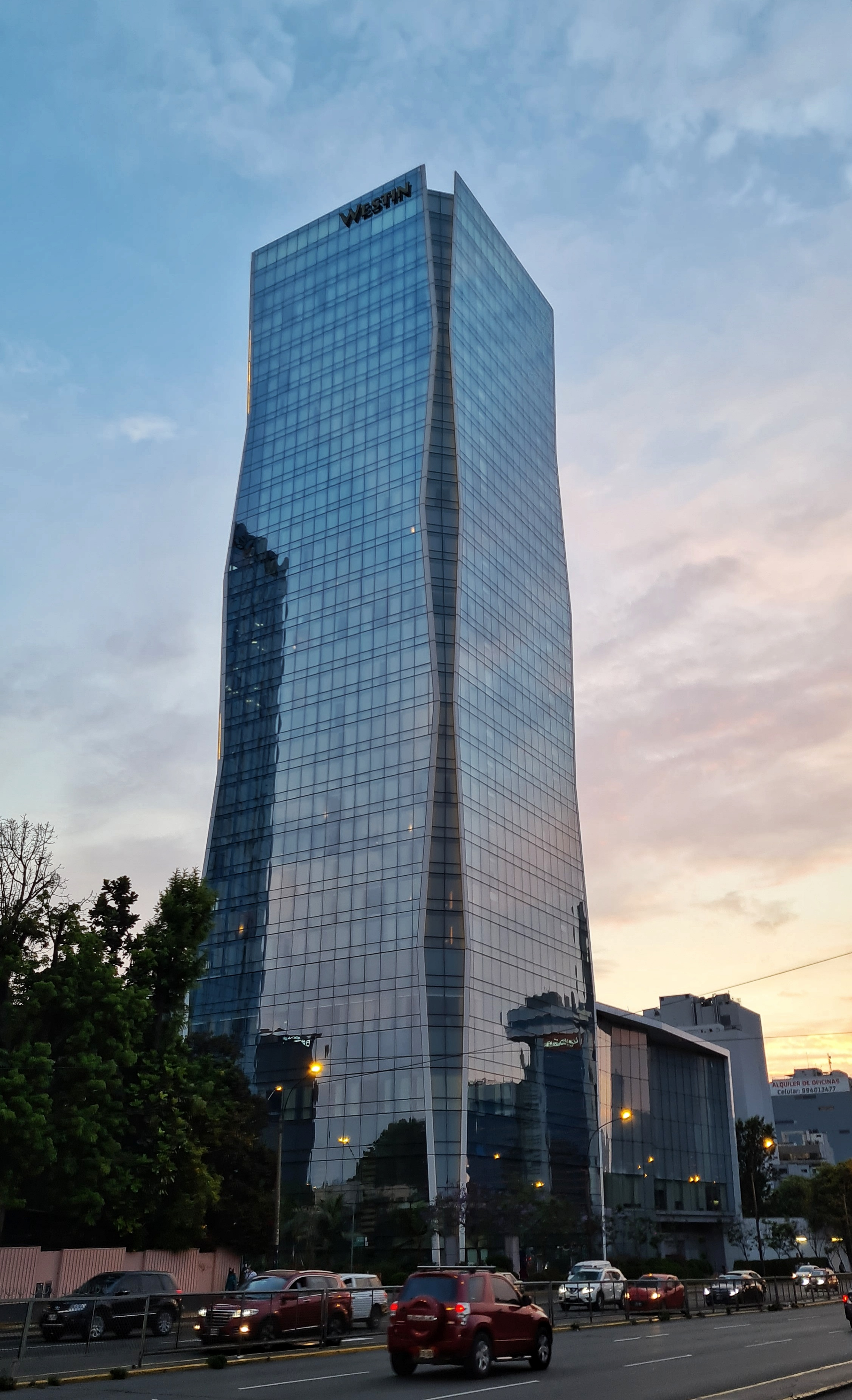
Hotel Westin Libertador, con 30 pisos y 120 metros de altura, fue por un tiempo el edificio más alto de la ciudad.

Estos finos ejemplos de las fortificaciones medievales españolas fueron utilizadas para defender la ciudad de los ataques de piratas y corsarios. Para ello se recuperó parte de la muralla correspondiente a la zona posterior de la iglesia de San Francisco, muy cerca del Palacio de Gobierno, en la cual se construyó un parque (llamado parque de la Muralla) y en el cual se puede observar restos de la misma. A media hora del centro histórico, en el distrito de Miraflores se puede visitar el centro turístico y de entretenimiento Larcomar el cual se encuentra sobre los acantilados frente al mar y en el cono norte de la capital podrán encontrar, un segundo mirador de la capital, con una vista 360 de Lima, el cerro La Milla.

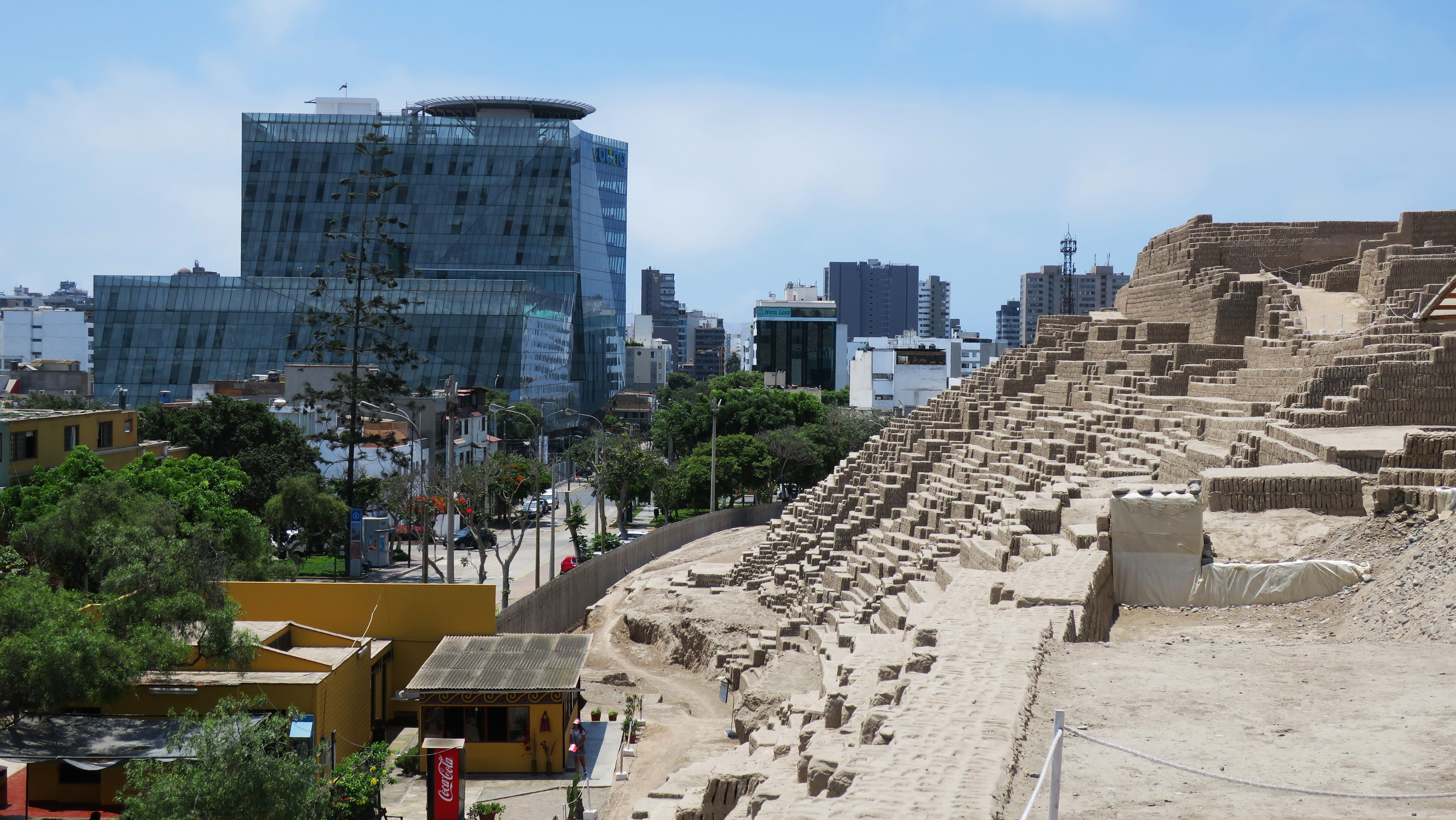
Huaca Pucllana, sitio arqueológico ubicado en el distrito de Miraflores.

La ciudad cuenta con dos parques zoológicos tradicionales: el principal y más antiguo es el parque de las Leyendas, ubicado en el distrito de San Miguel, y el otro es el parque zoológico Huachipa, ubicado al este de la ciudad en el distrito de Ate. Por otro lado, la oferta de cines es amplia y cuenta con numerosas salas de última generación (4D) que programan estrenos de películas internacionales.
Exclusivas playas son visitadas durante los meses de verano, las cuales se ubican en la carretera Panamericana, al norte se encuentran los balnearios de Santa Rosa y Ancón; este último fue hasta los años ochenta el más exclusivo de Lima y del Perú. Actualmente, si bien mantiene su belleza arquitectónica, es visitado por personas de todas partes de Lima Norte y Lima Centro. Y al sur de la ciudad, los balnearios de Punta Hermosa, Punta Negra, San Bartolo y Pucusana. Numerosos restaurantes, discotecas, lounges, bares, clubes y hoteles han sido abiertos en dichos lugares para atender a los bañistas. 
Los distritos de Lurigancho-Chosica, Cieneguilla y Pachacámac proveen importantes atractivos turísticos entre los locales. Por su elevación (sobre los 500 m s. n. m.), el sol brilla en Chosica durante el invierno, siendo muy visitada por los residentes limeños para escapar de la niebla urbana.

## Transporte

### Transporte externo

#### Transporte aéreo

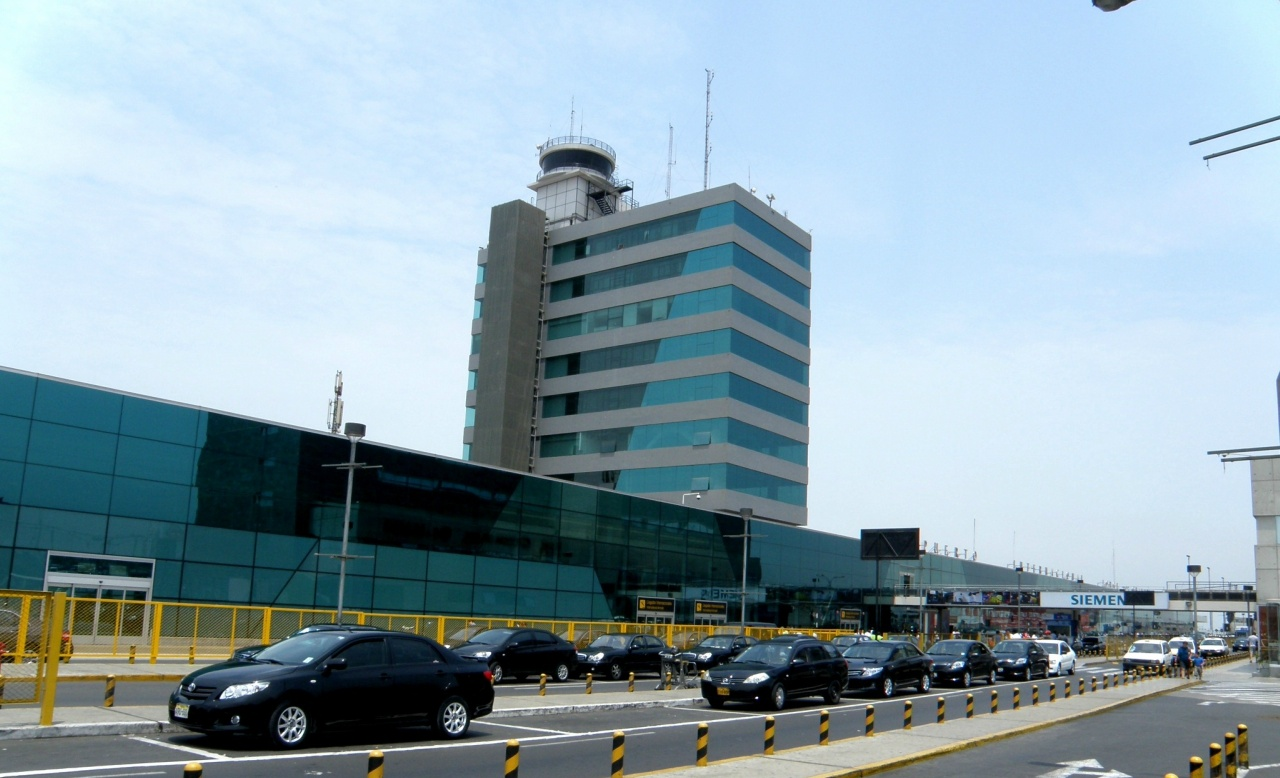
El Aeropuerto Internacional Jorge Chávez, uno de los aeropuertos con la mayor cantidad de flujo de pasajeros de Latinoamérica.

El Aeropuerto Internacional Jorge Chávez es el principal terminal aéreo de la ciudad metropolitana. A pesar de que está ubicado en la provincia constitucional del Callao, al noroeste de Lima, el cual es el aeropuerto natural de Lima. Fue concebido en 1960 para reemplazar al antiguo Aeropuerto de Limatambo, ubicado en el distrito de San Isidro, debido a que había quedado rodeado por las nuevas áreas residenciales de la ciudad. Es el aeropuerto más importante del Perú, pues concentra la gran mayoría de vuelos internacionales y nacionales del país, sirviendo a más de 22 000 000 pasajeros por año.
Su ubicación estratégica en el medio de la costa oeste de América del Sur lo ha convertido en un importante centro de conexión del subcontinente. Es el centro de operaciones para Sudamérica de la aerolínea colombiana Avianca con su asociada peruana Avianca Perú y de la chilena LAN con su asociada peruana LATAM Perú. En 2015 y, por séptimo año consecutivo, fue elegido como el «Mejor Aeropuerto de América del Sur», colocándose en los primeros puestos del ranking mundial, según una encuesta realizada vía internet por Skytrax Research a más de 13 millones de pasajeros de 112 nacionalidades y usuarios de 550 terminales aéreos alrededor del mundo.
Por otro lado, en 2013, fue distinguido por quinto año consecutivo con el World Travel Awards en la categoría de «Principal Aeropuerto de Sudamérica». La ciudad posee además otros cuatro aeródromos como la Base aérea Las Palmas ubicada en el distrito de Santiago de Surco, de uso exclusivamente militar y otras pistas de aterrizaje para aeronaves menores en los balnearios de Santa María del Mar y San Bartolo. En este último, se ubica el Aeródromo Lib Mandi, el cual es un aeródromo en el cual operan las avionetas Aero Link con vuelos chárter dentro del país.

#### Transporte marítimo
Si bien el transporte civil marítimo en el Perú no ofrece servicios comerciales con regularidad, varios cruceros anclan en el Callao periódicamente. En Lima también se encuentra un pequeño puerto en el distrito de Lurín cuyo tránsito sobre todo se debe a los barcos petroleros de la refinería de Conchán que se encuentra cerca.

#### Transporte ferroviario
Lima también cuenta con una antigua estación de ferrocarril llamada estación de Desamparados. Se encuentra ubicada en la margen izquierda del río Rímac. Su nombre se debe a la iglesia de Nuestra Señora de los Desamparados que se encontraba al lado de la estación. El proyecto fue iniciado en 1890 por The Peruvian Corporation y tres años más tarde se inauguró la ruta Lima–La Oroya. El edificio de la estación, de tres niveles, fue la primera obra pública proyectada por el arquitecto peruano, Rafael Marquina y Bueno, y se terminó de construir en 1912.
Actualmente, su uso es exclusivamente administrativo, aunque a veces ofrece servicios de carga y transporte de pasajeros desde Lima hacia la sierra central. Asimismo, funciona como sala de exposiciones, entre las principales piezas de exhibición se encuentra el vagón presidencial denominado Paquita, mandado a construir en honor de la esposa del entonces Presidente del Perú, Óscar Benavides.

#### Transporte terrestre

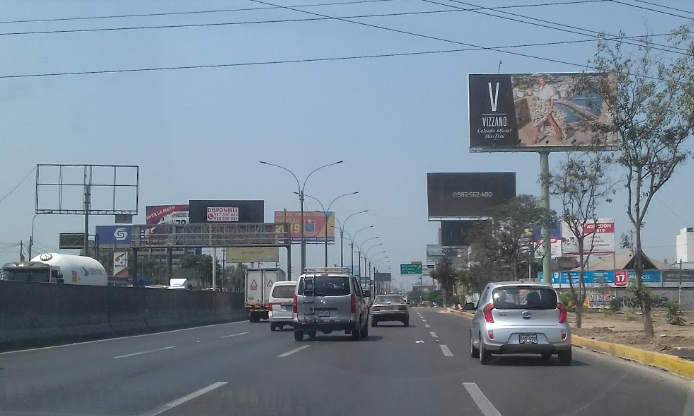
Carretera Panamericana Norte en el distrito de Los Olivos.

Por su ubicación en el centro del litoral peruano, Lima es el punto de confluencia de las principales carreteras del país. La capital se comunica con todas las ciudades de la costa a través de la carretera Panamericana, que corre paralela al mar; su sección norte llega a Tumbes (límite con Ecuador), a 1370 km de distancia y la sección sur recorre 1291 km hasta Tacna (frontera con Chile). La conexión con las ciudades de la sierra se da a través de la carretera Central y de algunas vías de penetración afirmadas hacia Yauyos, Huancayo, Oyón, Huánuco, Canta, La Oroya, Pucallpa, entre otros. Las vías troncales que nacen de Lima y que comunican a todo el Perú son tres:

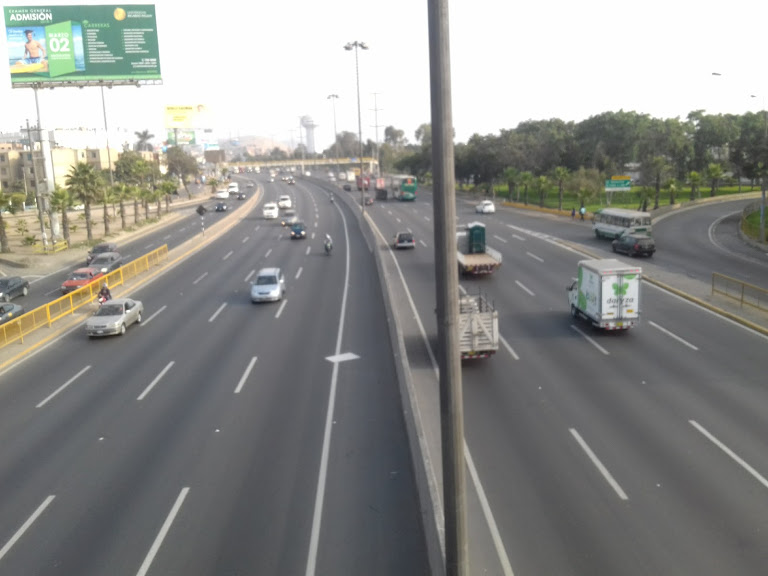
Carretera Panamericana Sur en el distrito de San Juan de Miraflores.

- Carretera Panamericana Norte, comunica los distritos del centro y norte de la ciudad (Lima, Rímac, San Martín de Porres, Independencia, Los Olivos, Comas, Puente Piedra, Santa Rosa y Ancón) con los departamentos norteños (norte de Lima, Áncash, La Libertad, Lambayeque, Piura y Tumbes). Del recorrido de esta carretera nacen varias vías de penetración a los demás departamentos del norte del país.
- Carretera Central, comunica los distritos del este de la ciudad (Ate, Santa Anita, Chaclacayo y Lurigancho-Chosica) con los departamentos del centro del país (departamentos de Junín, Pasco, Huánuco, Ucayali). La carretera central tiene varias ramas de penetración en cada uno de estos departamentos.
- Carretera Panamericana Sur, comunica los distritos del este y sur de la ciudad (Ate, La Molina, Santiago de Surco, San Borja, San Juan de Miraflores, Chorrillos, Villa El Salvador, Lurín, Punta Hermosa, Punta Negra, San Bartolo, Santa María del Mar y Pucusana) con los departamentos sureños (sur de Lima, Ica, Arequipa, Moquegua y Tacna). Del recorrido de esta carretera nacen varias vías de penetración a los demás departamentos del sur del país.

La ciudad cuenta además con un terrapuerto llamado Gran Terminal Terrestre de Plaza Norte, inaugurado en 2010, que permite abordar buses con rutas nacionales e internacionales. Asimismo, existen terminales particulares de algunas empresas de transporte y que cuenta con otras estaciones informales, como: Fiori en el distrito de San Martín de Porres para las rutas hacia el norte, Yerbateros en el distrito de San Luis para las rutas del centro y Atocongo en el distrito de San Juan de Miraflores para las rutas del sur.

### Transporte urbano
Uno de los grandes problemas actuales de la ciudad de Lima es el relativo al transporte público. Esta situación ha llevado a la construcción, por parte de las autoridades municipales, de viaductos, puentes, intercambios viales, vías expresas y pasos a desnivel como fórmula para solucionar los constantes congestionamientos. Es por ello, que se empezaron a desarrollar sistemas de transporte públicos y privados como es el caso del Sistema Metropolitano de Transporte cuyo objetivo es mejorar la seguridad y calidad del servicio de transporte en Lima, además de la construcción de más de 100 km de ciclovías en Lima Metropolitana, constituyendo así la red de ciclovías de Lima.

#### Metro

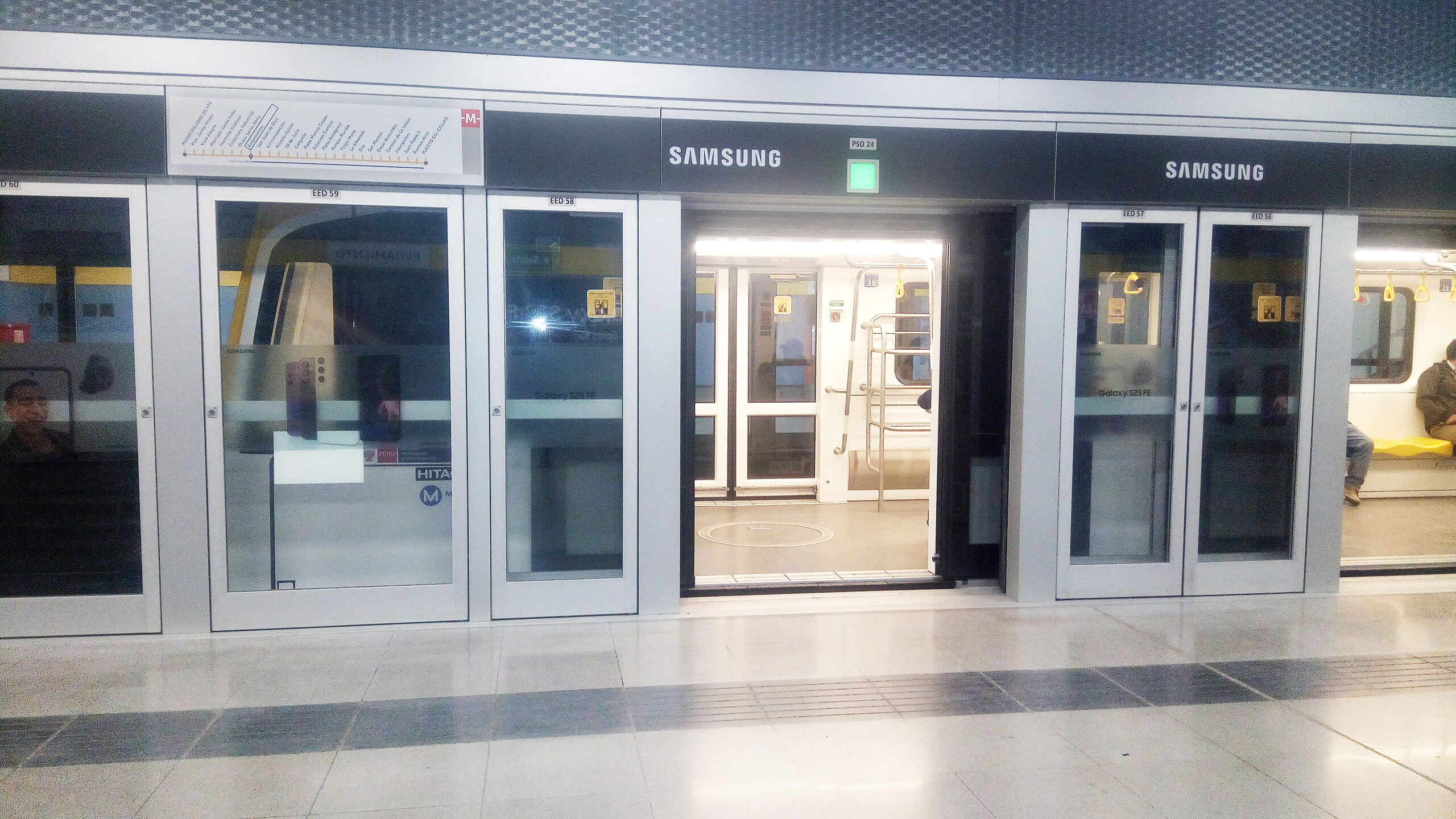
Tren Hitachi de la línea 2 del metro de Lima. Es automático, no necesita conductor, sus estaciones cuentan con puertas de andén cuya apertura y cierre está sincronizada con las puertas del tren.

El Metro de Lima y Callao es el Sistema de trenes Elevado y Subterráneo cuya red cubre al área metropolitana de Lima, conformada por la conurbación de las ciudades de Lima y Callao, en el Perú. Es administrado por la ATU, organismo técnico especializado adscrito al Ministerio de Transportes y Comunicaciones. Su operación comercial está a cargo de empresas privadas representadas en consorcios.

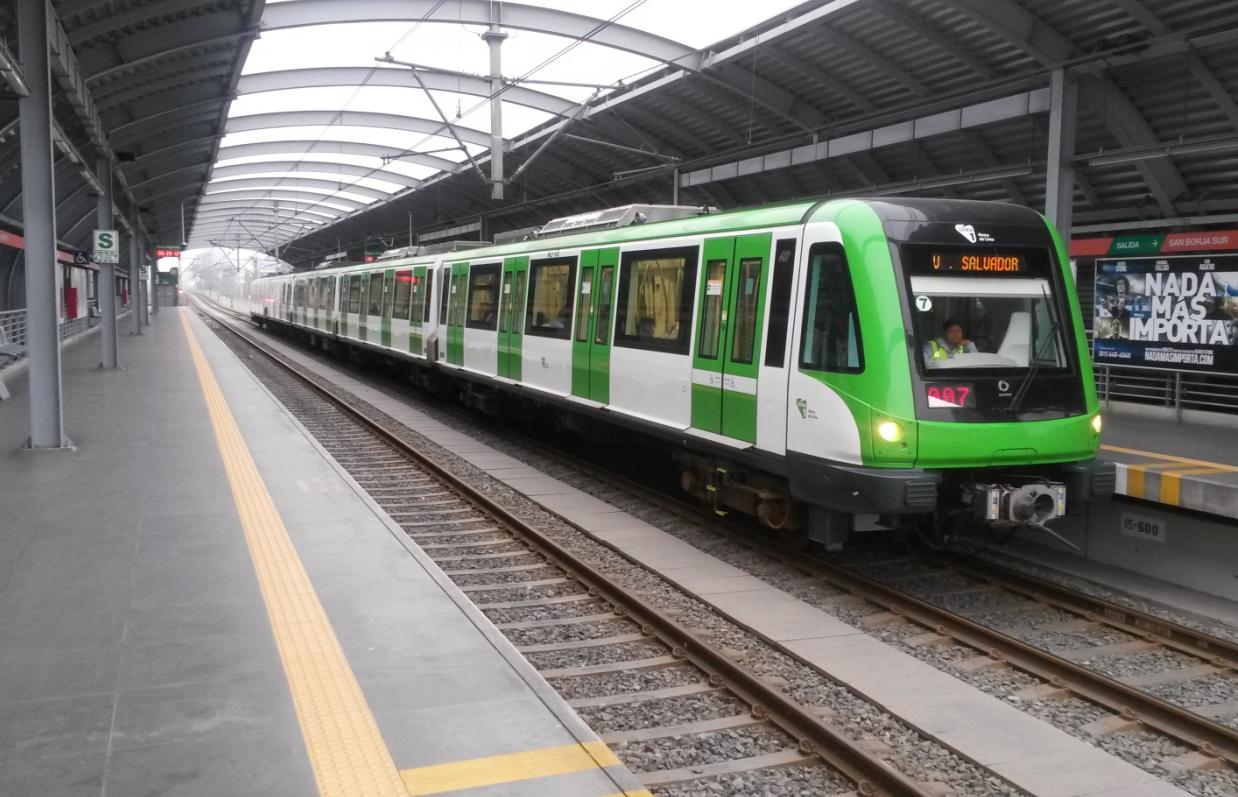
Tren Alstom Metrópolis 9000 de la línea 1 en la estación San Borja Sur.

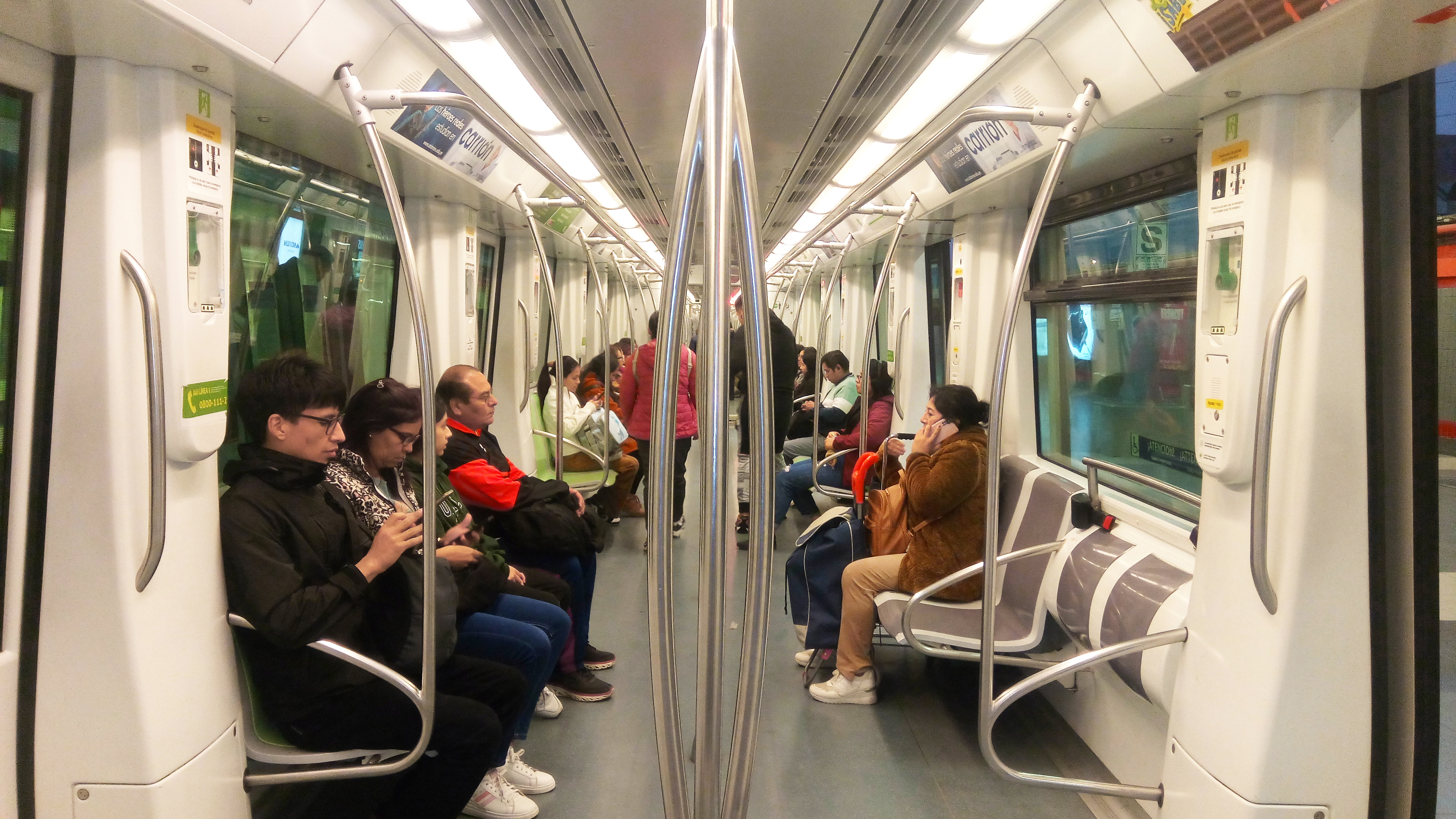
Interior de un tren de la línea 1 del metro de Lima, climatizado con aire acondicionado, cuenta con espacios para sillas de ruedas.

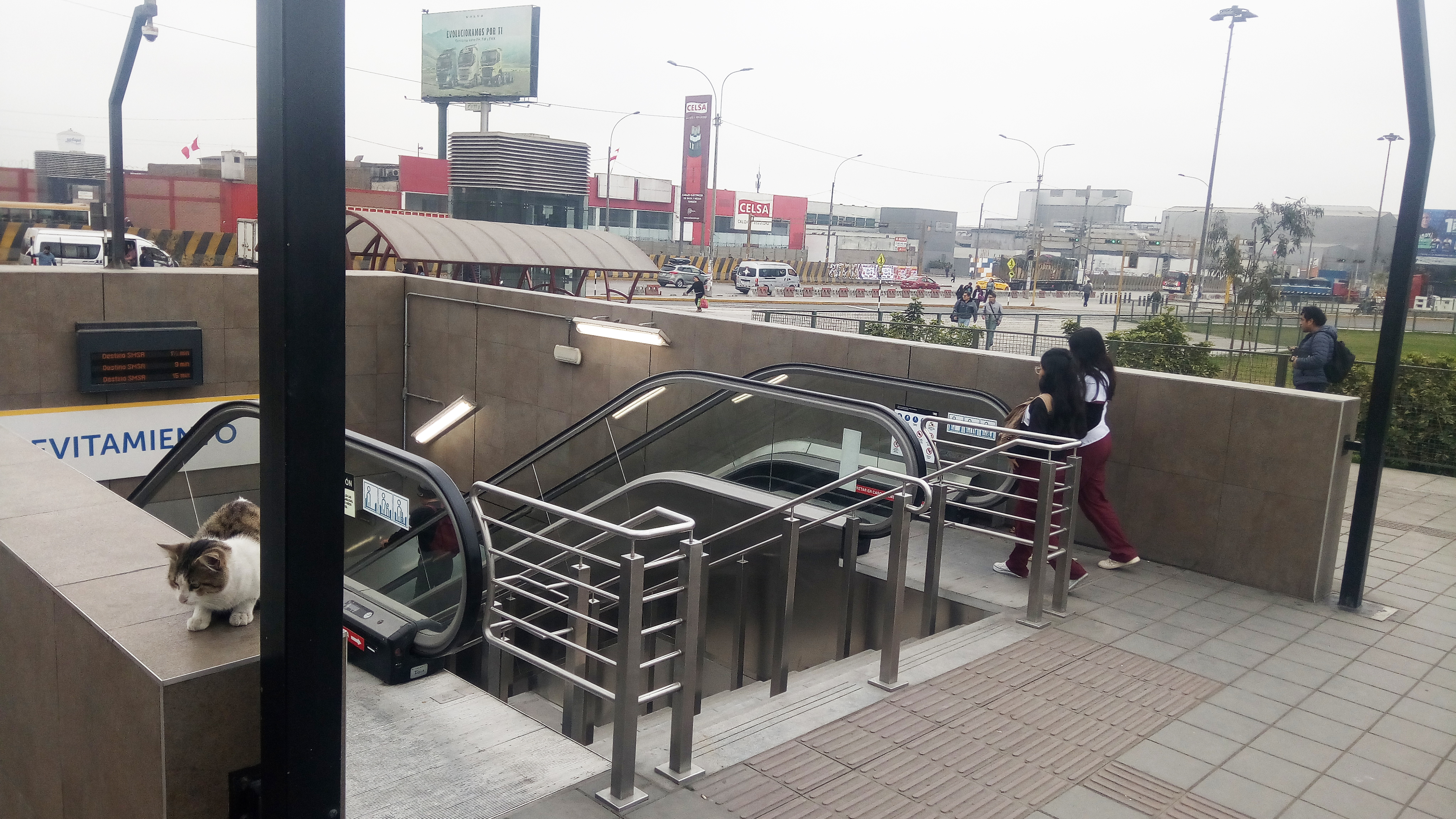
Entrada a la estación Evitamiento de la línea 2.

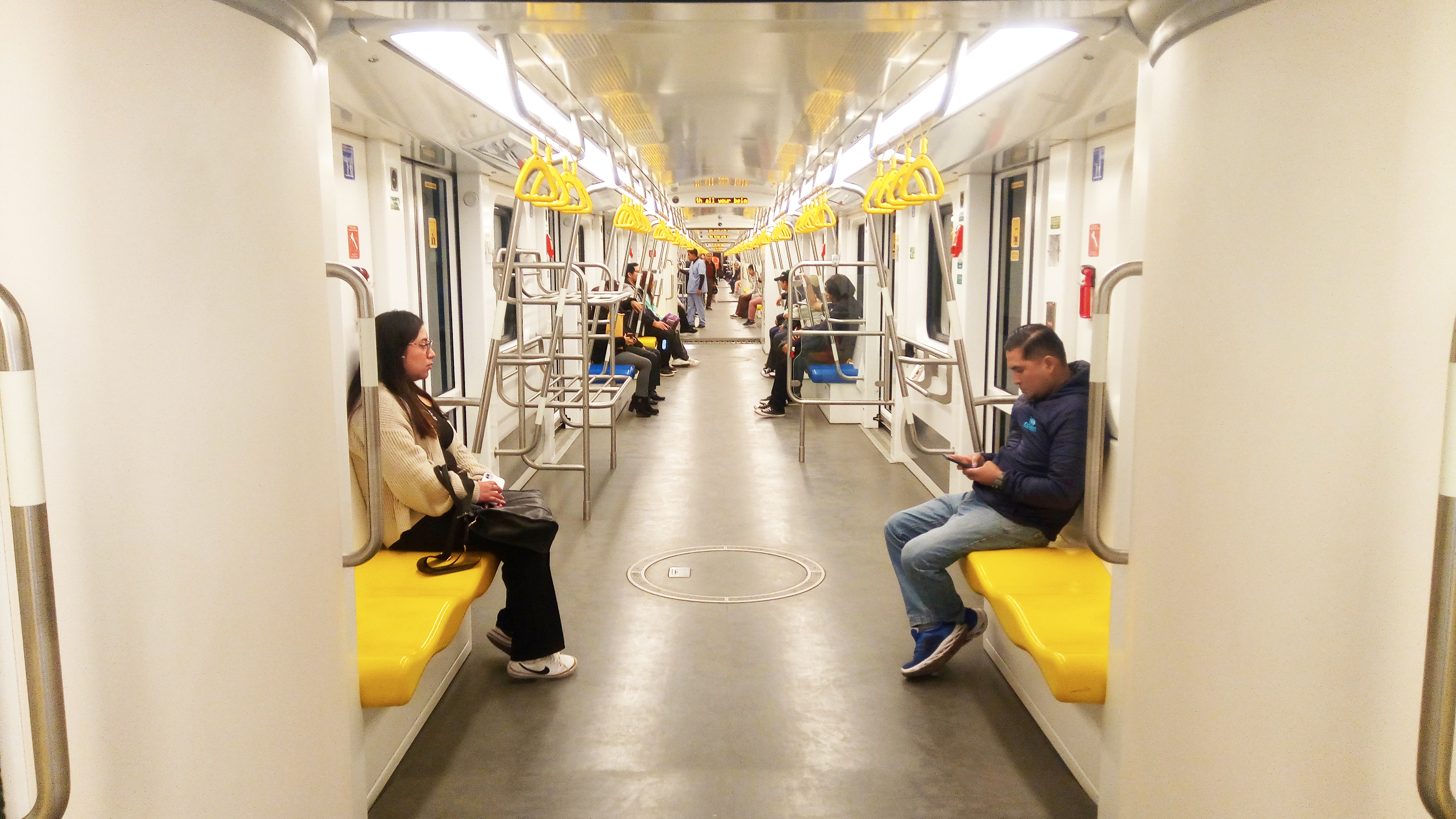
Interior de un tren de la línea 2, climatizado con aire acondicionado, cuenta con espacios para sillas de ruedas, espacios para guardar equipaje, pantalla led con anuncios en español e inglés.

Al concluirse su primer tramo en 1990, el sistema contaba con una línea de metro en viaducto de 9,2 km, atravesando tres distritos: Villa El Salvador, Villa María del Triunfo y San Juan de Miraflores. A pesar de que, este tramo inicial contaba con 32 vagones y 7 estaciones, el metro no llegó a ponerse en operación, por no tener la distancia ni la demanda suficiente que lo hicieran comercialmente rentable.
A comienzos de 2010, se inició el proyecto de construcción de la extensión de la línea 1, desde la estación Atocongo, en el distrito de San Juan de Miraflores, hasta el Hospital Nacional Dos de Mayo, en el distrito de Lima, sumando un total de 21,48 kilómetros de recorrido. Con la conclusión de este nuevo tramo, el Metro de Lima fue inaugurado oficialmente el 11 de julio de 2011. En noviembre de 2011, se inició la construcción del tramo final de la Línea 1, la cual alcanza un total de 35 kilómetros de extensión, el cual llega al distrito de San Juan de Lurigancho y cuya puesta en funcionamiento se realizó en julio de 2014. Con algunas mejoras realizadas al sistema luego de la apertura del segundo tramo, actualmente transporta alrededor de 500 000 personas en un día laboral. 
Actualmente, están operativas la línea 1, que recorre el área metropolitana de sur a noreste, en viaducto elevado con una extensión de 35 kilómetros y 26 estaciones. Asimismo, se encuentra en funcionamiento la línea 2 en la etapa 1A, con un recorrido de 5 kilómetros, con 5 estaciones, desde la estación Mercado Santa Anita hacia la estación Evitamiento. La línea 2 sigue en construcción en otros tramos, cuando se complete recorrerá el área metropolitana de este a oeste a lo largo de 27 kilómetros de extensión, y además una sección de 8 kilómetros de la línea 4, principalmente para ofrecer una conexión al Aeropuerto Internacional Jorge Chávez y que recorrerá bajo la avenida Elmer Faucett; debido a la longitud de la línea 4, ha sido llamado un ramal por el gobierno peruano.

#### Metropolitano
El Metropolitano es un sistema integrado de transporte público, que cuenta con buses articulados de gran capacidad que circulan por corredores exclusivos, bajo el esquema de autobuses de tránsito rápido (BRT). Su construcción se inició en 2006, durante la gestión edil de Luis Castañeda Lossio y su operación comercial inició el 28 de julio de 2010 de manera parcial. El Corredor Segregado de Alta Capacidad (COSAC) cubre una ruta segregada que de sur a norte recorre dieciocho distritos de la ciudad desde Chorrillos hasta Distrito de Carabayllo en Lima Norte.
La longitud de esta ruta troncal es de 26 kilómetros y el número total de estaciones es de 38. Además, se complementa con rutas alimentadoras en sus extremos sur y norte. Este servicio beneficia a más de 600 000 usuarios por día. Este sistema es similar al TransMilenio de Bogotá o al Red Metropolitana de Movilidad de Santiago de Chile.
Cabe resaltar, que su ruta troncal se expandirá por el norte hasta el distrito de Carabayllo, lo constituirá los últimos 10 km de la ruta y 18 nuevas estaciones, completando así la obra.

#### Corredores complementarios
Es un sistema de autobuses urbanos de mediana capacidad que fue ideado para reemplazar gradualmente al esquema convencional de rutas y complementar a los sistemas de transporte masivo como el BRT y el metro. Actualmente, el sistema está constituido por cuatro corredores y 17 servicios operados por una flota de aproximadamente 800 unidades, en su mayoría autobuses de 12 metros. Desde el inicio de su implementación en 2014 hasta la actualidad, los corredores han realizado más de 520 millones de viajes. Asimismo, se estima que los servicios operativos movilizan a más de 425 000 usuarios al día.

#### Transporte convencional

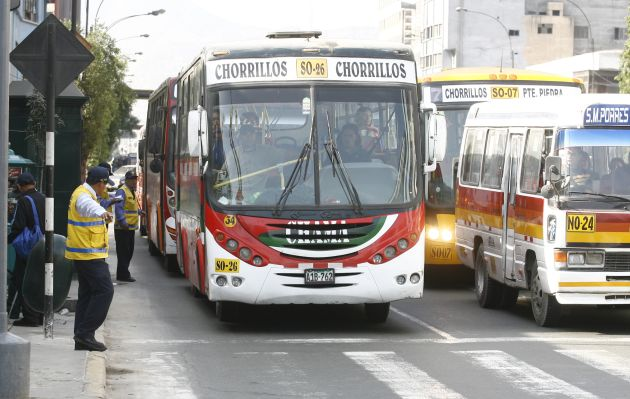
Rutas tradicionales en la avenida Tacna.

También conocido como «sistema de rutas convencionales» o «sistema tradicional de buses», es el sistema de transporte público imperante en el área metropolitana de Lima. Actualmente, existen 511 rutas autorizadas por la ATU, que en conjunto componen un 80% de la demanda de transporte urbano. La flota está compuesta principalmente por autobuses, midibuses y microbuses.

#### Taxis

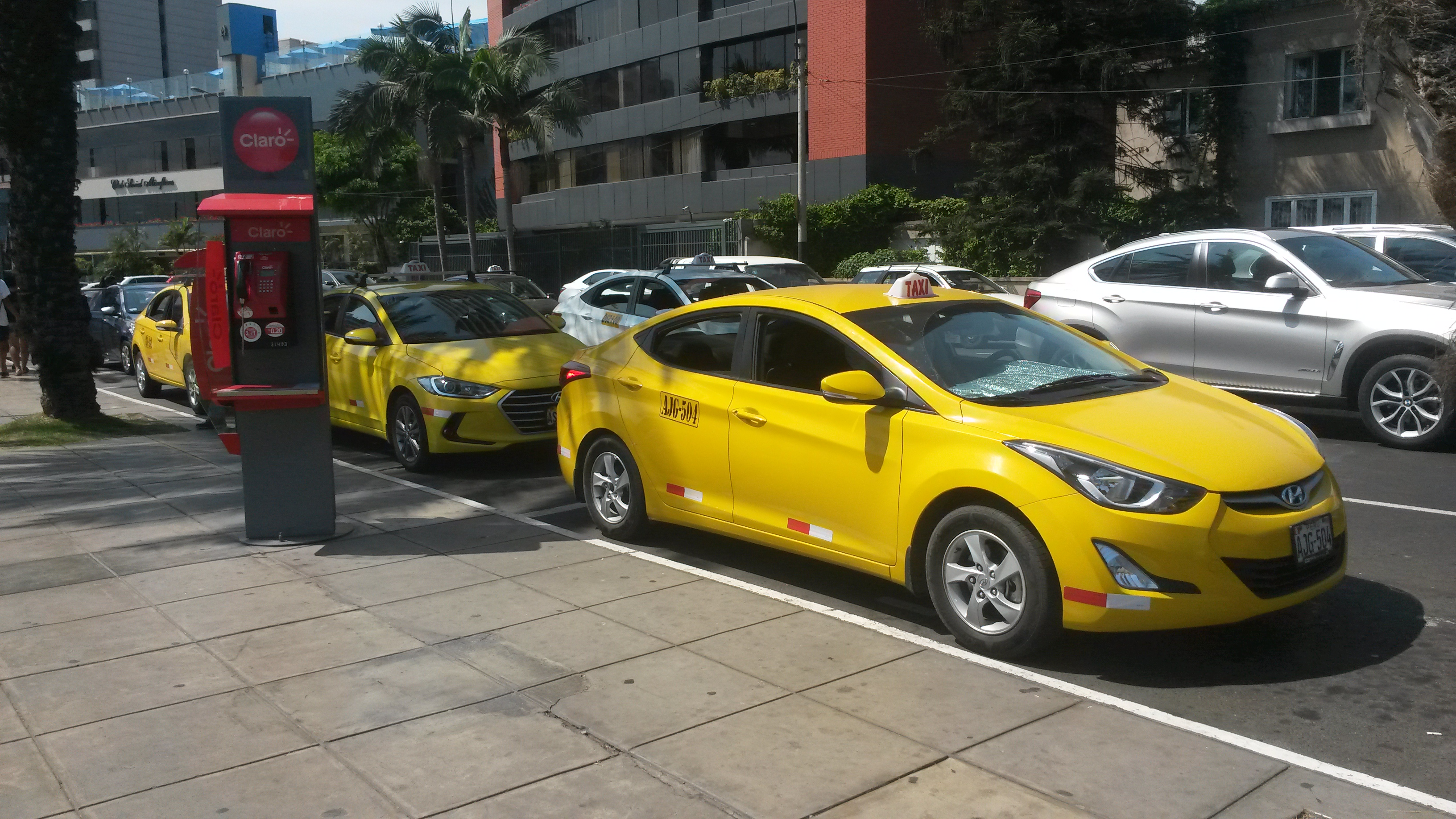
Nuevos taxis amarillos en una de las avenidas del distrito de Miraflores.

Debido a los grandes márgenes de desempleo que afrontó el Perú en la década de los 80 y la libre importación de autos usados, existió por varios años una sobreoferta de taxis y mototaxis. Aunque la Municipalidad Metropolitana de Lima inició hace varios años una reorganización del Servicio de Taxis Metropolitanos (SETAME), aún circulan taxis informales. Los vehículos no cuentan con taxímetros por lo que el monto de la tarifa se negocia al momento de tomar el servicio.
No obstante, existen numerosas empresas privadas de radiotaxi que brindan servicio puerta a puerta y ofrecen un servicio confiable y seguro. Por otro lado, también existen empresas de taxi remisse para servicios entre el aeropuerto internacional y los diferentes hoteles que posee la ciudad. Estos vehículos también pueden alquilarse para servicios turísticos privados y son muy solicitados por los altos ejecutivos que visitan Lima.
La principal diferencia entre los taxis de empresas privadas y los taxis convencionales es su color exterior, mientras que los de empresas privadas en su gran mayoría son negros, los convencionales varían entre el azul y el amarillo con rectángulos rojos y blancos en las puertas y el maletero. Muchos taxis de Lima han comenzado a trabajar para empresas desarrolladoras de aplicaciones móviles a través de las cuales los usuarios, que aumentan exponencialmente, utilizan para pedir taxis.

## Educación

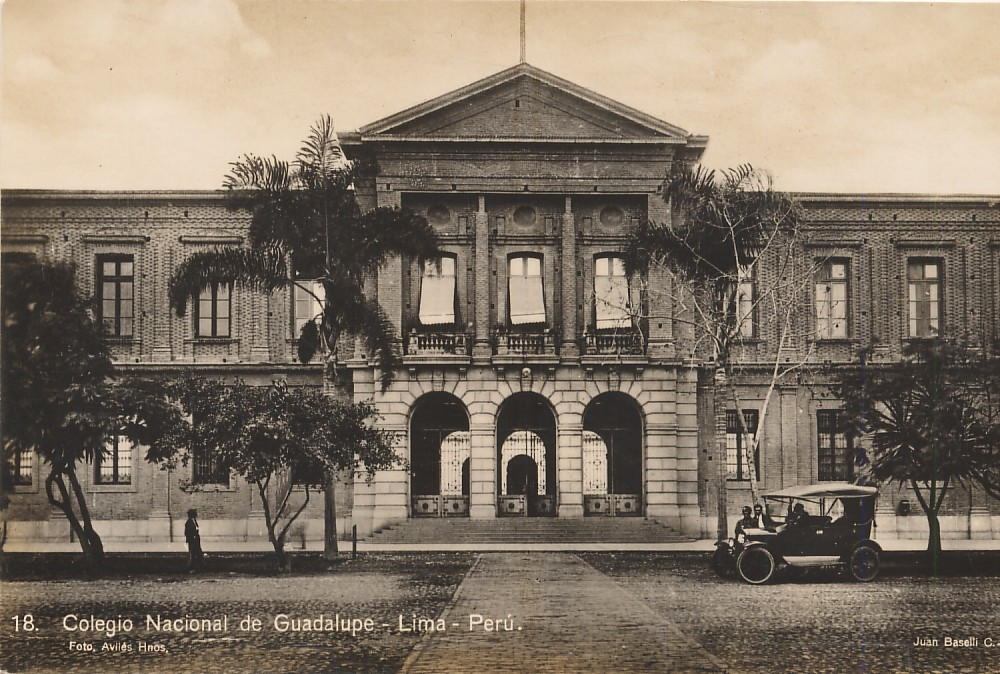
Fachada del Colegio Nacional Nuestra Señora de Guadalupe, fundado en 1840.

La educación en Lima, así como en el resto del país, se divide en diferentes niveles. La educación inicial corresponde al período entre los cero y los cinco años de edad, y está a cargo de las cunas que tienen la finalidad de brindar a los niños las estimulaciones requeridas para su desarrollo integral y los jardines que ofrecen actividades técnico-pedagógicas. La educación primaria se inicia con el primer ciclo, conformado por el primer y segundo grado. La edad de ingreso para los niños es de seis años. Este nivel empieza en el primer grado y termina en el sexto grado de primaria. La educación secundaria consta de cinco años, de primero al quinto año. Luego viene la educación superior que puede ser técnico productiva, tecnológica o universitaria. Para impartir la educación básica (desde inicial hasta secundaria), la ciudad cuenta con 9953 centros educativos privados y 5083 instituciones públicas.

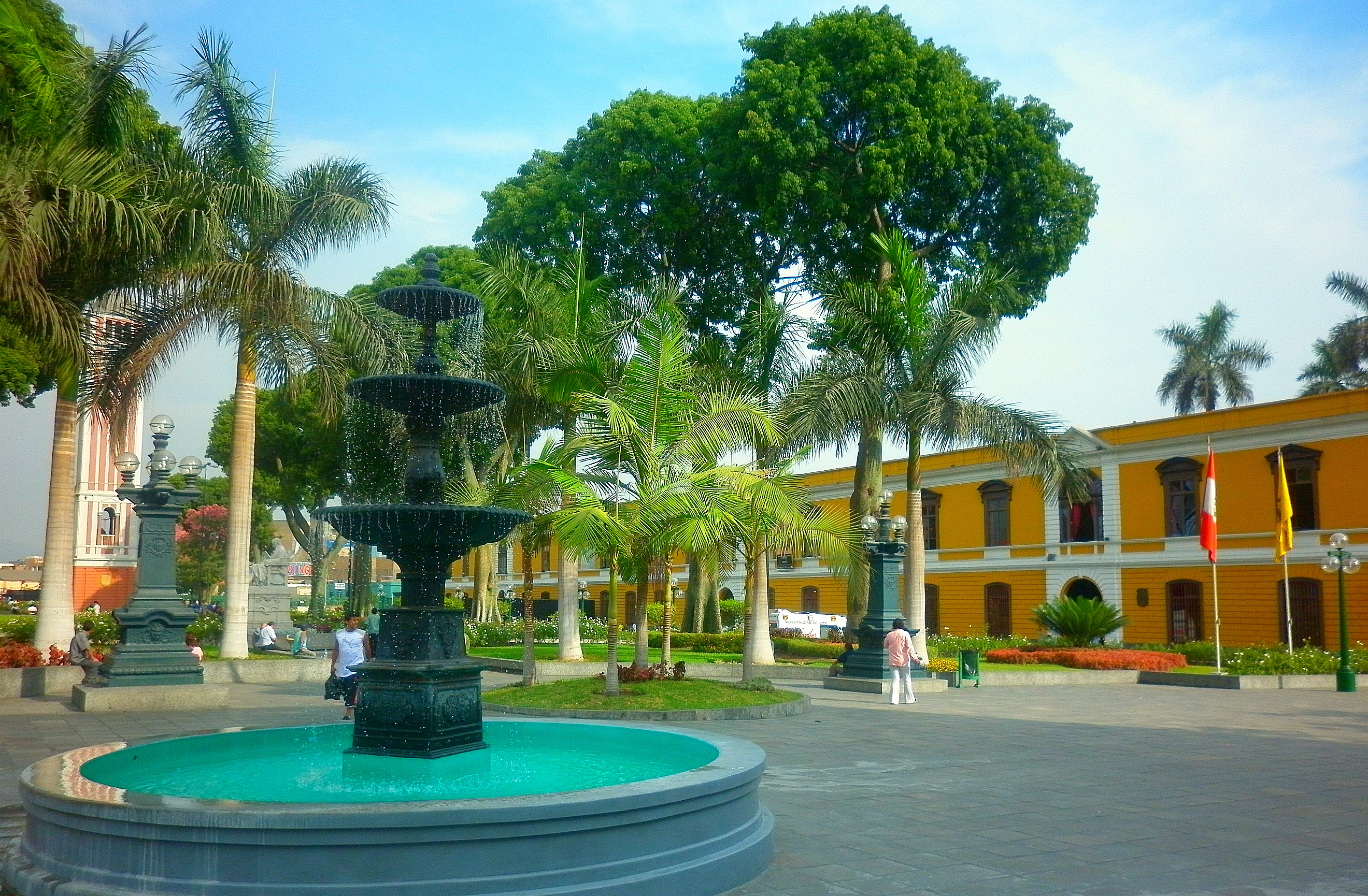
Casona de la Universidad Nacional Mayor de San Marcos, en el parque Universitario.

La capital peruana posee la mayor concentración de instituciones de educación superior del país. Alberga más de cincuenta universidades, entre las cuales figura la Universidad Nacional Mayor de San Marcos («Universidad del Perú y Decana de América»), la más antigua de América y la primera del Perú, fundada el 12 de mayo de 1551, dando lugar a la celebración del Día de la Universidad Peruana.
Otras universidades públicas tienen un importante rol en la enseñanza e investigación, como la Universidad Nacional de Ingeniería, fundada en 1876, la Universidad Nacional Federico Villarreal, la Universidad Nacional Agraria La Molina, y la única universidad nacional dedicada a la formación de docentes, la Universidad Nacional de Educación Enrique Guzmán y Valle, conocida como «La Cantuta» situada en el distrito de Lurigancho-Chosica y fundada el 6 de julio de 1822 por el Libertador José de San Martín, dando así lugar a la celebración del Día del Maestro, por ser fecha de fundación de la primera Escuela de Preceptores en el Perú. 
En 1917, se fundó la Pontificia Universidad Católica del Perú que es la primera universidad privada del país. Otras instituciones universitarias privadas localizadas en la ciudad son: la Universidad César Vallejo, la Universidad de San Martín de Porres, Universidad ESAN, la Universidad de Piura, la Universidad del Pacífico, la Universidad de Lima, la Universidad Peruana Cayetano Heredia, la Universidad Peruana de Ciencias Aplicadas, la Universidad Privada San Juan Bautista, la Universidad Científica del Sur, la Universidad San Ignacio de Loyola, la Universidad Ricardo Palma, la Universidad Católica Sedes Sapientiae, entre otras.
De acuerdo con los resultados obtenidos en el censo peruano de 2007, el 93,44 % de los limeños de tres o más años de edad es alfabeta. En cuanto al nivel de educación alcanzado, el 37,73 % de las personas tiene educación secundaria, mientras que el 19,76 % ha cursado la educación superior. El promedio de años de estudio es de 9 años.

## Salud
Según los Censos de Población y Vivienda de 2007, el 41,86 % de la población limeña cuenta con algún tipo de seguro de salud, es decir, 3 285 178 personas, a pesar de eso el 58,13 % de la población no cuenta con ningún tipo de seguro. Asimismo, los resultados obtenidos en los censos señalan que hombres y mujeres acceden casi con el mismo porcentaje a un seguro de salud. Así, el 42,18 % de los hombres, es decir, 1 566 399, y el 41,56 % de las mujeres, que equivale a 1 517 572 personas cuentan con algún seguro de salud.
En cuanto al tipo de seguro al cual se encuentra afiliada la población, del total de personas que manifestaron poseer algún seguro de salud, el 6,43 % están protegidas por el Seguro Integral de Salud, el 24,55 % acceden únicamente al seguro social EsSalud; mientras que, el 12,22 % se encuentra afiliada a compañías privadas de seguros. Para acceder al servicio de la salud los limeños actualmente cuentan con 367 establecimientos (188 centros de salud, diecisiete hospitales, seis institutos especializados y 156 puestos de salud) dependientes del Ministerio de Salud del Perú; y con cuarenta y ocho centros asistenciales (quince hospitales, quince policlínicas, tres centros médicos, nueve postas médicas, cinco centros de atención primaria y una clínica) pertenecientes al Seguro Social de Salud del Perú.
Asimismo, en la ciudad se encuentra una gran cantidad de clínicas privadas entre las que destacan: la clínica Javier Prado, la clínica Good Hope (promovida por la Iglesia Adventista del Séptimo Día), la clínica Maison de Santé (fundadores de la Sociedad Francesa de Beneficencia), la clínica Stella Maris (constituida por la Congregación de las Misioneras del Sagrado Corazón de Jesús), la Anglo Americana, y las clínicas Internacional y Ricardo Palma incluidas en el ranking de las cuarenta y dos mejores clínicas de Latinoamérica por la revista AméricaEconomía.

## Medios de comunicación

### Prensa escrita

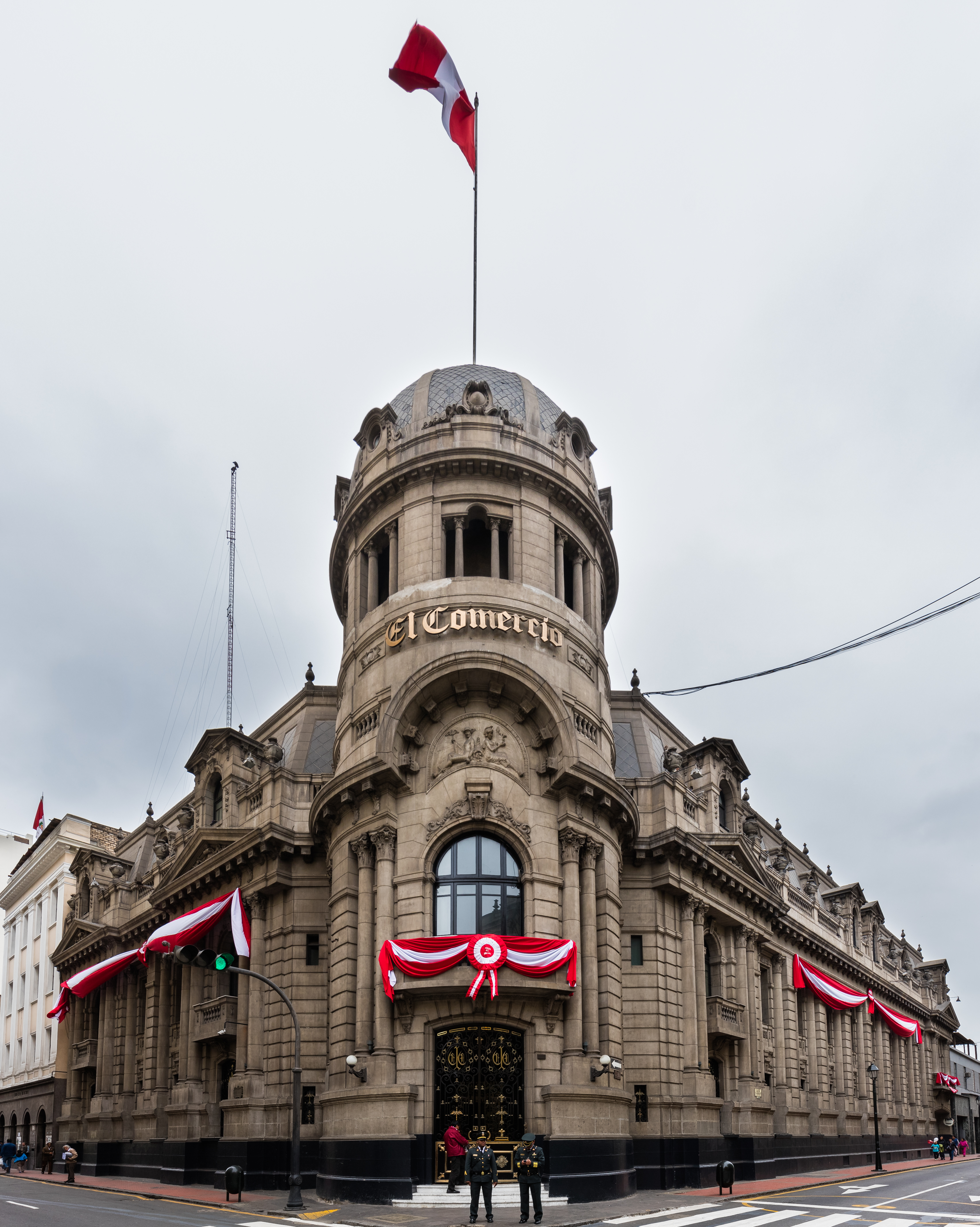
Sede del diario El Comercio.

El primer diario limeño fue la Gaceta de Lima, que circuló por primera vez en 1715. En 1790, fue creado el Diario Curioso, Erudito, Económico y Comercial, publicado por Jaime Bausate y Meza; un año más tarde fue fundado el Mercurio Peruano, un periódico bisemanal editado por un grupo de jóvenes intelectuales pertenecientes a la Sociedad de Amantes del País. Actualmente, la ciudad es sede de los principales y mayores diarios de circulación nacional, entre los que destacan: Depor, Correo, El Peruano, El Comercio, El Bocón, Expreso, La Razón, La República, Líbero, Perú 21, La Nación, Todo Sport y Trome.

### Radio
La primera emisora de radio del Perú se llamó OAX-AM (hoy Nacional), fue inaugurada el 20 de junio de 1925 por el entonces presidente Augusto Leguía. La primera transmisión estuvo bajo la dirección de la Peruvian Broadcasting Company y funcionó con equipos de la empresa británica Marconi. Desde Lima emiten decenas de emisoras de tipo AM y FM con alcance local, nacional e internacional. De acuerdo con una encuesta realizada por la Compañía Peruana de Estudios de Mercado y Opinión Pública S. A. C. en 2017, las emisoras de radio limeñas con mayor audiencia son RPP, Exitosa, La Zona, Moda, Karibeña, Ritmo Romántica, Onda Cero, Panamericana, La Inolvidable, Nueva Q, La Kalle y Felicidad.

### Televisión

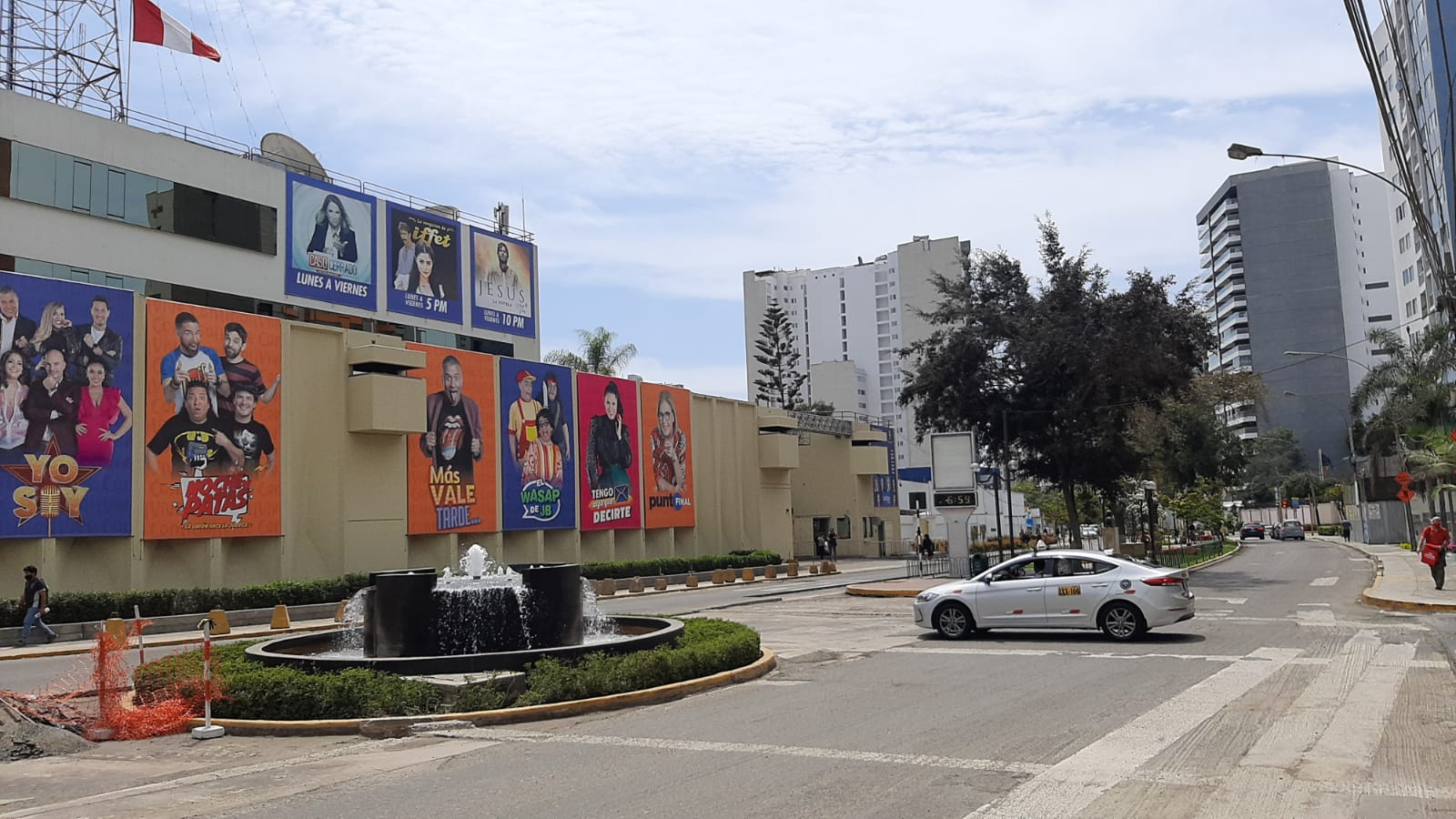
Sede del canal Latina Televisión.

La historia de la televisión en Perú se inició en Lima en 1939, año en que se realizó la primera demostración experimental de televisión en el país al transmitirse una película y un programa artístico desde el Colegio Nacional Nuestra Señora de Guadalupe. Luego se realizó otra prueba, esta vez desde el Gran Hotel Bolívar, el 28 de mayo de 1954. Finalmente, el 17 de enero de 1958, inició sus emisiones el canal estatal del Perú, con la transmisión de un documental técnico.
Lima es la sede de los canales de televisión nacionales más importantes del país. La ciudad cuenta con doce canales de televisión (América Televisión, ATV, La Tele, Canal IPe, Latina Televisión, ATV+, Canal N, Global TV, TV Perú Noticias, Panamericana TV, TV Perú 7.2, ATV Sur y TV Perú), los cuales transmiten su programación por señal abierta para todo el país con excepción de Viva TV y Willax TV que solo pueden ser vistos en Lima y en algunas ciudades del Perú vía cable o satélite. Asimismo, la ciudad cuenta con numerosos proveedores de televisión por suscripción y de televisión por satélite como Best Cable, Cable Perú, Cable Visión Perú y Movistar TV.

## Cultura y sociedad

### Arquitectura

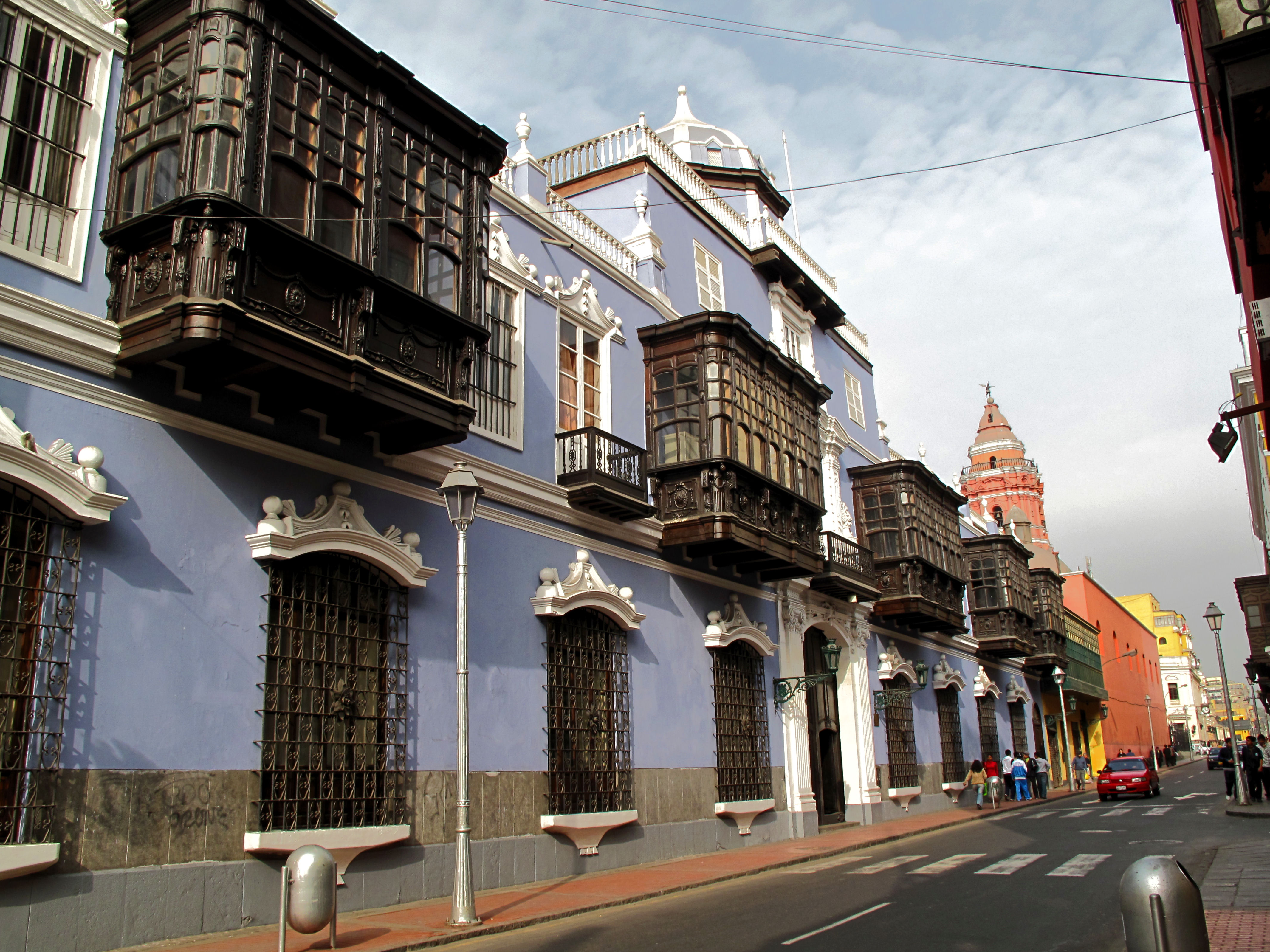
Fachada de la Casa de Osambela, con balcones de influencia rococó.

La arquitectura capitalina se caracteriza por poseer una mezcla de estilos como se refleja en los cambios entre las tendencias, a lo largo de varios períodos de la historia de la ciudad. Ejemplos de la arquitectura colonial incluyen estructuras tales como la Basílica y Convento de San Francisco, la Catedral de Lima y el Palacio de Torre Tagle. Estas construcciones fueron generalmente influidas por los estilos del neoclasicismo español, el barroco español y los estilos coloniales españoles.

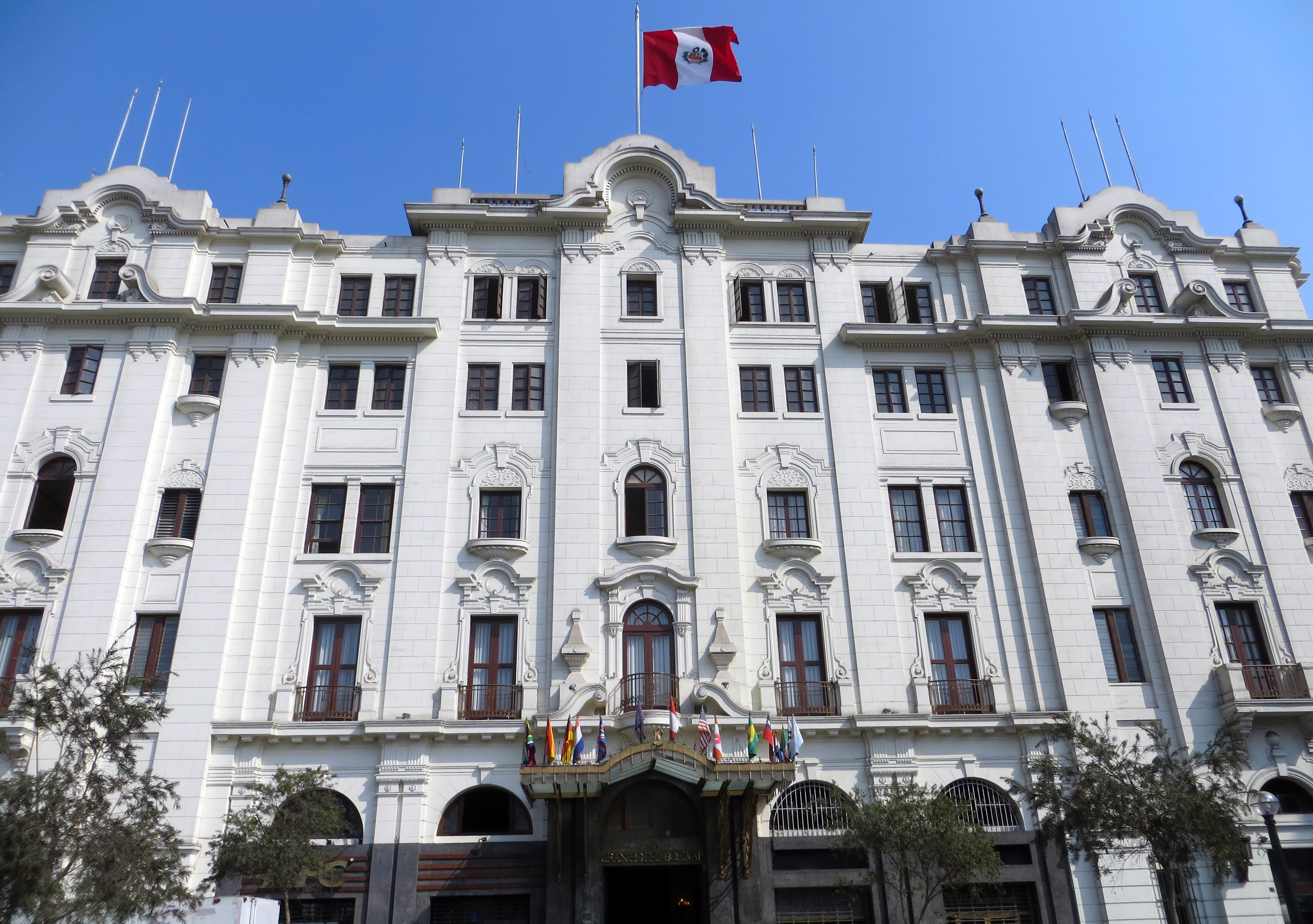
El Gran Hotel Bolívar fue parte de un proceso de renovación urbana en la primera mitad del.

En las edificaciones del centro histórico, se pueden observar más de 1600 balcones que datan de la época virreinal y republicana. Los tipos de balcones que presenta la ciudad son los balcones abiertos, rasos, de cajón, corridos, entre otros. Después de la Independencia del Perú, tuvo lugar un cambio gradual hacia los estilos neoclásico y art nouveau. Muchas de estas construcciones recibieron la influencia del estilo arquitectónico francés.
En 1940, los resultados del censo reflejaron grandes problemas urbanos de la ciudad como el saneamiento, la habitación, el trabajo, el esparcimiento y el transporte. Durante los años siguientes se crearon la Sociedad de Arquitectos, el Instituto de Urbanismo, el Grupo Espacio, la revista El Arquitecto Peruano y el Departamento de Arquitectura en la Escuela Nacional de Ingenieros. Estas entidades trataron de promover la mejora de las condiciones urbanas basándose en principios modernos. Mientras, el Estado fomentó el desarrollo de vivienda colectiva a través de organismos como la Comisión Nacional de Vivienda (CNV) y la Oficina Nacional de Planeamiento y Urbanismo (ONPU). Con el arquitecto Fernando Belaúnde como diputado, en 1945 se oficializa el Plan de Vivienda basado en Unidades Vecinales.
Algunos edificios del gobierno, así como las principales instituciones culturales fueron construidas en este período de tiempo arquitectónico. Durante los años 1950 y 1960, se construyeron varios edificios de estilo brutalista por encargo del gobierno militar de Juan Velasco Alvarado. Los ejemplos de esta arquitectura son el Museo de la Nación y el Ministerio de Defensa del Perú. El siglo XX, vio la aparición de los rascacielos de cristal, particularmente alrededor del distrito financiero de la ciudad. Asimismo, hay varios nuevos proyectos arquitectónicos y de bienes raíces.

### Parques y jardines

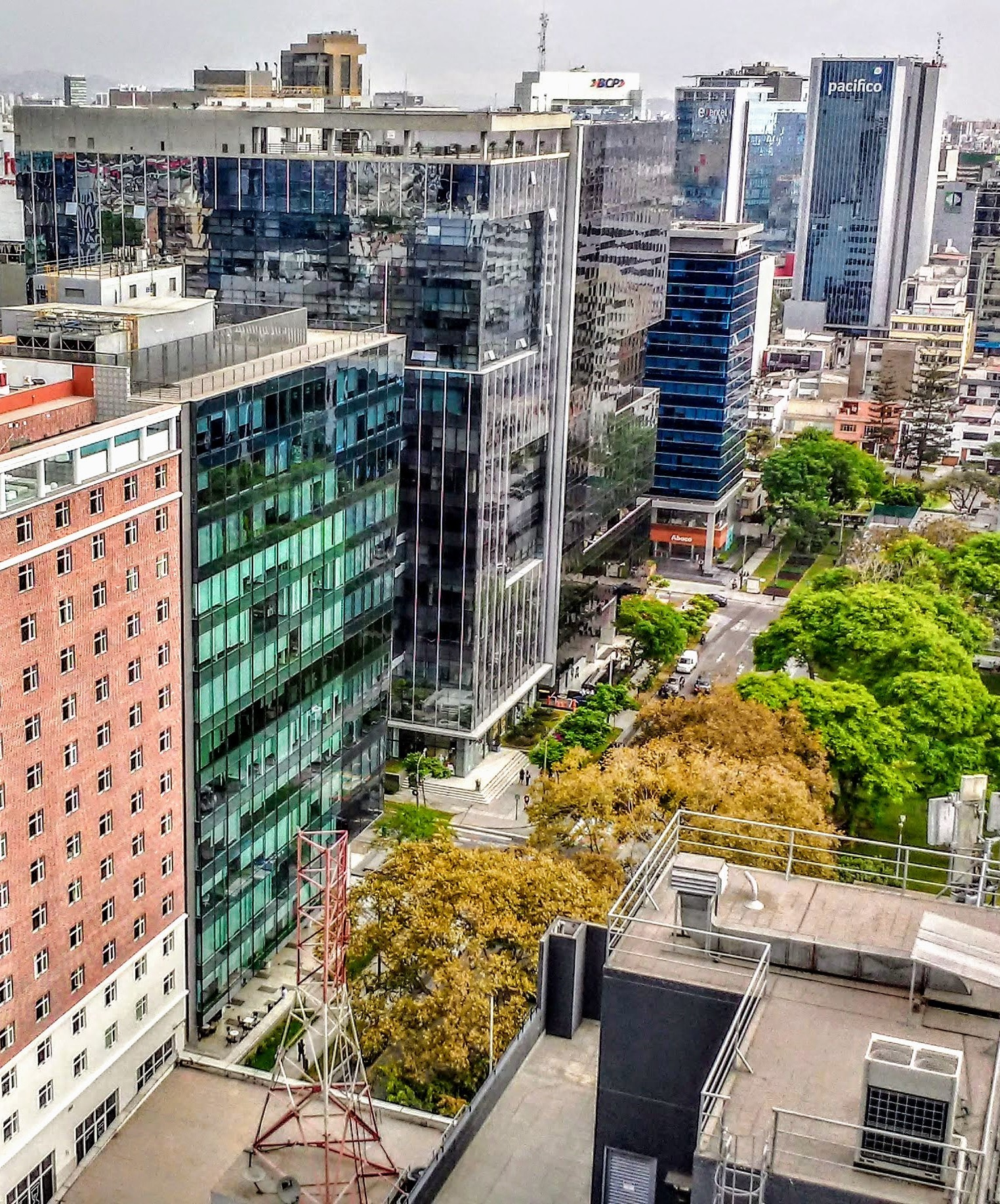
Edificios comerciales y de oficinas en el corazón del distrito de San Isidro.

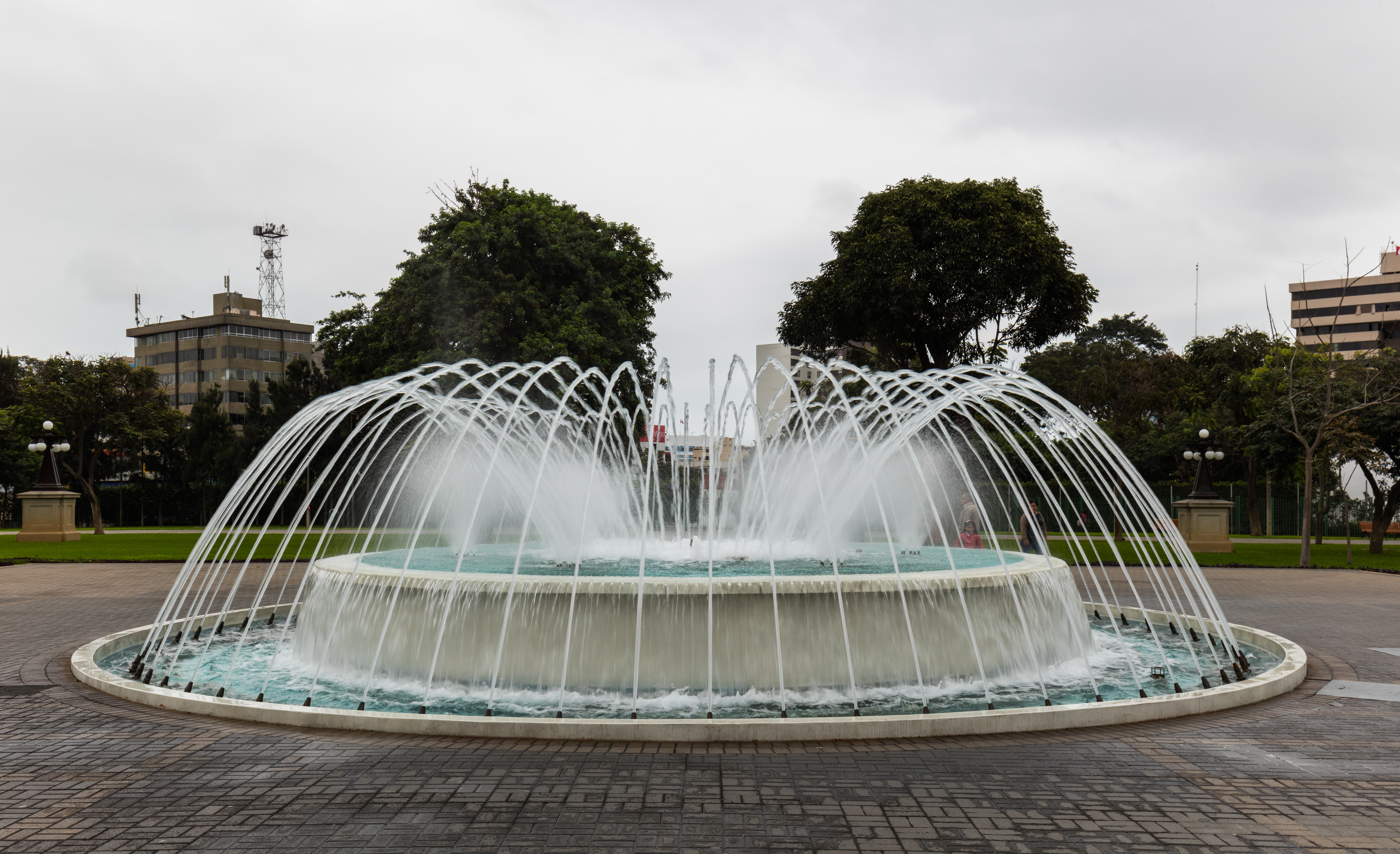
Una de las fuentes en el parque de la Reserva.

Los parques más grandes de Lima se ubican en la periferia de la ciudad y son conocidos como Parques Zonales. En el centro histórico se encuentran el parque de la Reserva, el parque de la Exposición, el Campo de Marte, el parque Universitario, el parque de La Muralla y el parque Mariscal Castilla. El parque de la Reserva tiene el complejo de piletas más grande del país, es conocido como «El Circuito Mágico del Agua».
Otros parques importantes se encuentran en diversos puntos de la ciudad, tales como el Bosque el Olivar, el parque Reducto n.º 2, los Pantanos de Villa, el parque de las Leyendas, el Malecón de Miraflores, el parque de la Amistad y el parque Kennedy, por citar algunos. El trazado de las calles de la ciudad, se presenta como un sistema de plazas las cuales tienen un propósito similar a las rotondas. Además de este propósito práctico, las plazas sirven como uno de los principales espacios verdes de Lima y contienen una gran variedad de diferentes tipos de arquitectura que van desde monumentos, estatuas y fuentes de agua.

### Dialecto
El dialecto de Lima es conocido como el español peruano ribereño, se caracteriza por la falta de entonaciones fuertes como en muchas otras regiones del mundo de habla española. Está fuertemente influido por el español histórico que se habla en Castilla. A lo largo de la era virreinal, la mayor parte de la nobleza española radicada en Lima era originaria de esta región. El español limeño también se caracteriza por la ausencia de voseo, un rasgo presente en los dialectos de algunos países de Hispanoamérica y en el español arequipeño. El acento limeño se distingue por su claridad relativa en comparación con otros dialectos hispanoamericanos. El lenguaje se ha visto influido por una serie de grupos de inmigrantes italianos, andaluces, chinos y japoneses. También ha recibido el influjo de galicismos, anglicismos y otros extranjerismos como consecuencia de la globalización, así como por el español andino, debido a la reciente migración de pobladores de la sierra andina hacia Lima.

### Gastronomía

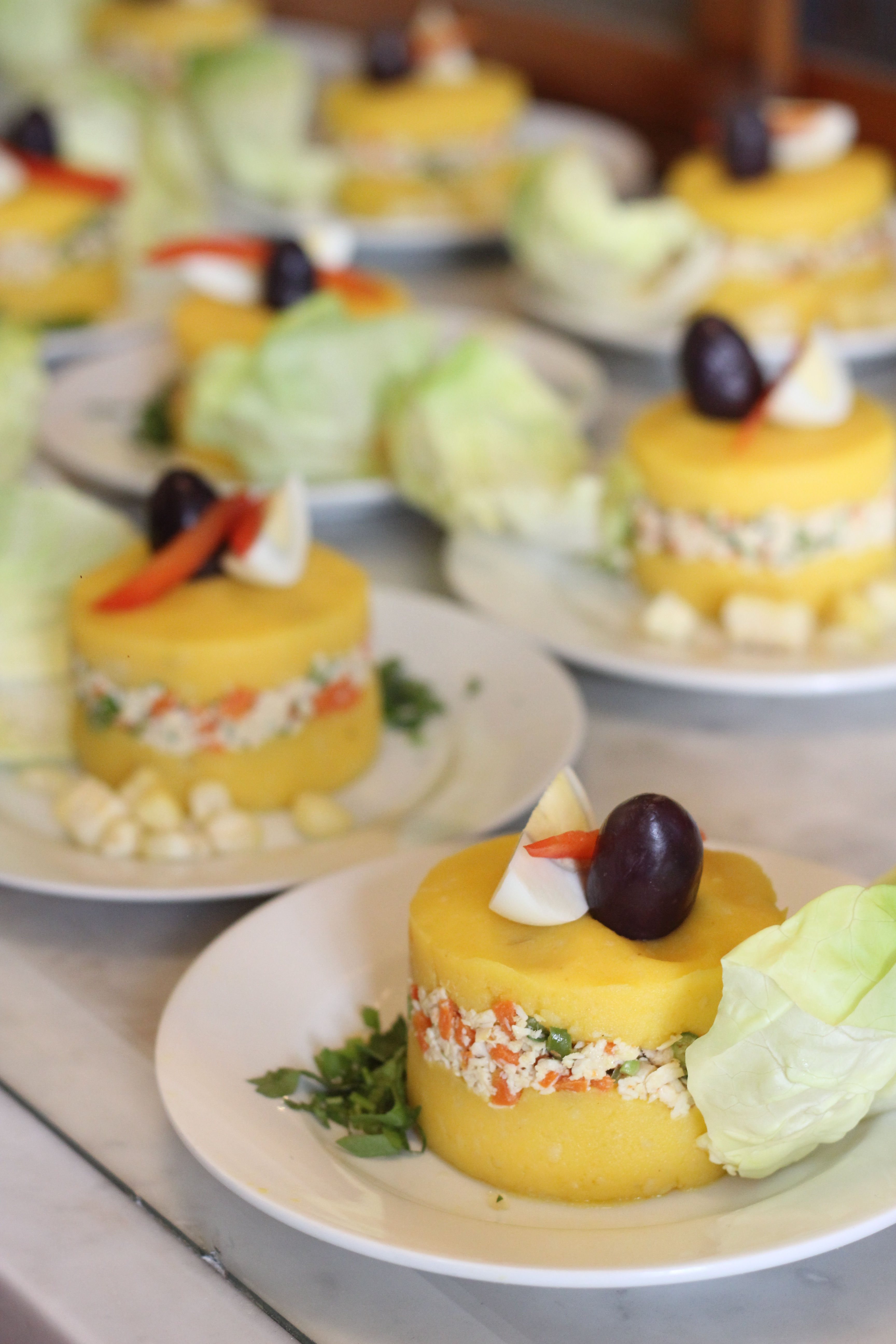
Causa a la limeña.

La cocina limeña ha sido producto de la fusión de la tradición culinaria del antiguo Perú con la cocina española en su variante más fuertemente influida por la presencia morisca en la península ibérica y con importantes aportes de las costumbres culinarias traídas de la costa atlántica del África Subsahariana por los esclavos. Posteriormente, este mestizaje se vio influido por los usos y costumbres culinarias de los chefs franceses que huyeron de la revolución en su país para radicarse, en buen número, en la capital del Virreinato del Perú.
Igualmente trascendental fue la influencia de las inmigraciones del siglo XIX, que incluyó chinos cantoneses, japoneses e italianos, entre otros orígenes principalmente europeos, además de un fuerte flujo interno desde las zonas rurales a las ciudades, en particular, a Lima en la segunda mitad del siglo XX. La ciudad cuenta además con una amplia variedad de restaurantes de comida criolla, chifa, cebicherías y pollerías. La cocina peruana, ampliamente representada en Lima, tiene varios Récords Guinness por su diversidad y su calidad. En 2006, durante el evento anual de Madrid Fusión la ciudad fue declarada como la Capital Gastronómica de Latinoamérica.

### Religión

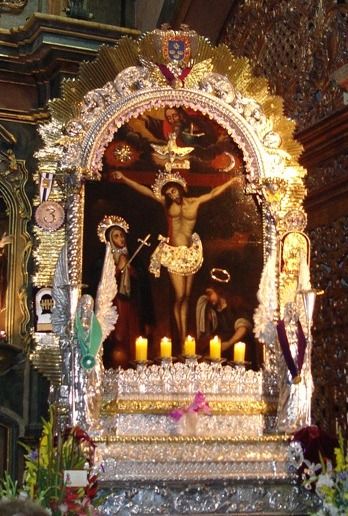
Anda del Señor de los Milagros en el Santuario y Monasterio de Las Nazarenas.

La llegada de los conquistadores españoles al Perú significó la introducción de la religión católica en esta zona poblada de aborígenes de diversas etnias, los cuales seguían religiones animistas y politeístas, lo que produjo un sincretismo religioso. Mediante un proceso largo de adoctrinamiento y prácticas entre los pobladores prehispánicos, los frailes españoles hicieron de la fe su tarea más importante. La ciudad de Lima, capital del Virreinato del Perú, se convirtió en el siglo XVII en una ciudad de vida monástica donde surgieron santos como Rosa de Lima (patrona de los católicos en Lima, en la Policía Nacional del Perú, en la República del Perú, en el continente americano y en las Filipinas) y Martín de Porres.
La capital peruana es sede de la arquidiócesis de Lima, la cual fue establecida en 1541 como diócesis y en 1547 como arquidiócesis. Es una de las Provincias Eclesiásticas más antiguas de América. Actualmente la arquidiócesis de Lima está a cargo del cardenal Juan Luis Cipriani. La ciudad también cuenta con dos mezquitas de la religión musulmana, tres sinagogas de la religión judía, un templo de La Iglesia de Jesucristo de los Santos de los Últimos Días ubicado en el distrito de La Molina, una iglesia de la religión ortodoxa ubicada en el distrito de Pueblo Libre, cinco templos budistas y seis salas de oración de la Iglesia de Dios Ministerial de Jesucristo Internacional.
Según el XI Censo Nacional de Población y VI de Vivienda, el 82,83 % de los limeños mayores de doce años declaró ser católico; mientras que, el 10,90 % profesa la religión evangélica, el 3,15 % pertenecen a otras religiones y el 3,13 % no especifican ninguna afiliación religiosa. Una de las manifestaciones religiosas católicas más prominentes de la capital es la procesión del Señor de los Milagros, cuya imagen que data de la época virreinal sale en procesión por las calles de la ciudad en el mes de octubre de cada año. El Señor de Los Milagros fue nombrado Patrón de la ciudad por el Cabildo de Lima en 1715 y Patrono del Perú en 2010. También están las festividades de la Virgen del Carmen en el mes de julio y la del Señor del Santuario de Santa Catalina en el mes de septiembre.

### Museos

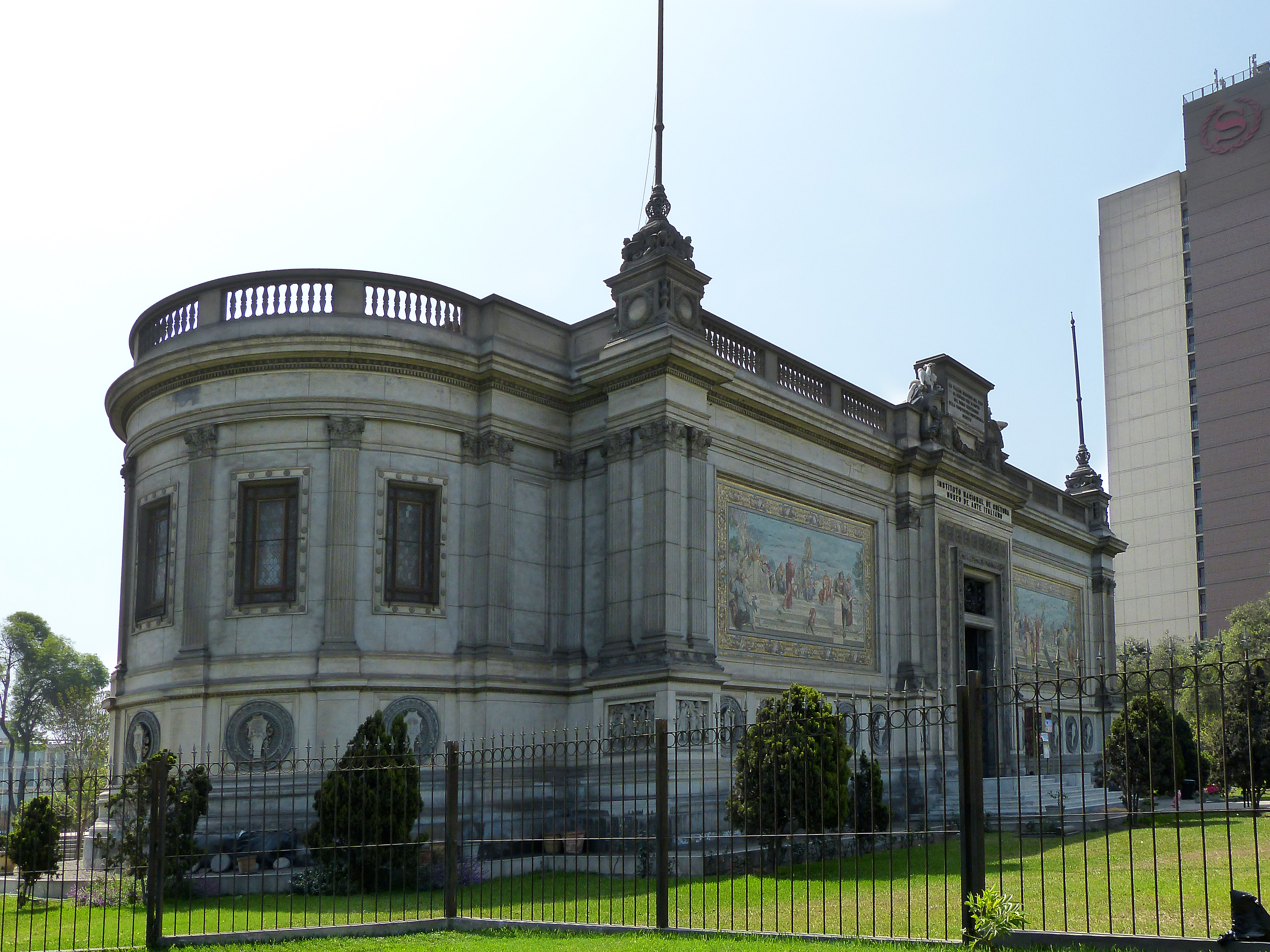
Museo de Arte Italiano, en el distrito de Lima.

La ciudad concentra la mayor cantidad de museos de todo el país, tiene cerca de cincuenta museos, entre los cuales destacan el Museo Nacional de Arqueología, Antropología e Historia del Perú, que entre sus colecciones más importantes alberga una impresionante muestra de textiles precolombinos, el Museo Nacional de la Cultura Peruana y el Museo Arqueológico Rafael Larco Herrera, situado dentro de una mansión virreinal y que presenta entre sus atractivos más destacados una fina colección de oro y plata del antiguo Perú, la famosa colección de arte erótico y los depósitos donde los visitantes pueden apreciar 45 000 objetos arqueológicos debidamente clasificados.
Ambos museos están ubicados en el distrito de Pueblo Libre, y están conectados por una línea azul peatonal que facilita su visita en conjunto. En el distrito de Miraflores se puede visitar la Sala Museo Oro del Perú en Larcomar, la cual tiene una colección de objetos de oro precolombino. También están los museos de sitio de Lima, Ancón, Pachacámac y el nuevo Museo Nacional en Lima Sur. No solo se encuentran museos dedicados a exponer las manifestaciones de la cultura prehispánica peruana, sino que existen además museos de arte, de historia natural, de ciencias, religiosos y temáticos. Destacan el Museo de Arte de Lima, el Museo de Arte Italiano, el Museo de Historia Natural, el Museo de la Electricidad y el Museo Postal y Filatélico del Perú. También se pueden visitar algunas colecciones privadas abiertas al público como el Museo Oro del Perú y Armas del Mundo.

## Deporte
El principal deporte practicado en la capital es el fútbol, al igual que en el resto del país. Otros deportes menos practicados en la ciudad, pero no por ello de menos importancia, son: ajedrez, atletismo, bádminton, básquetbol, box, ciclismo, equitación, fútbol sala, gimnasia, golf, judo, karate, natación, paleta frontón, parapente, rugby, squash, surf, tenis, tenis de mesa, tiro, triatlón, vela y voleibol. 

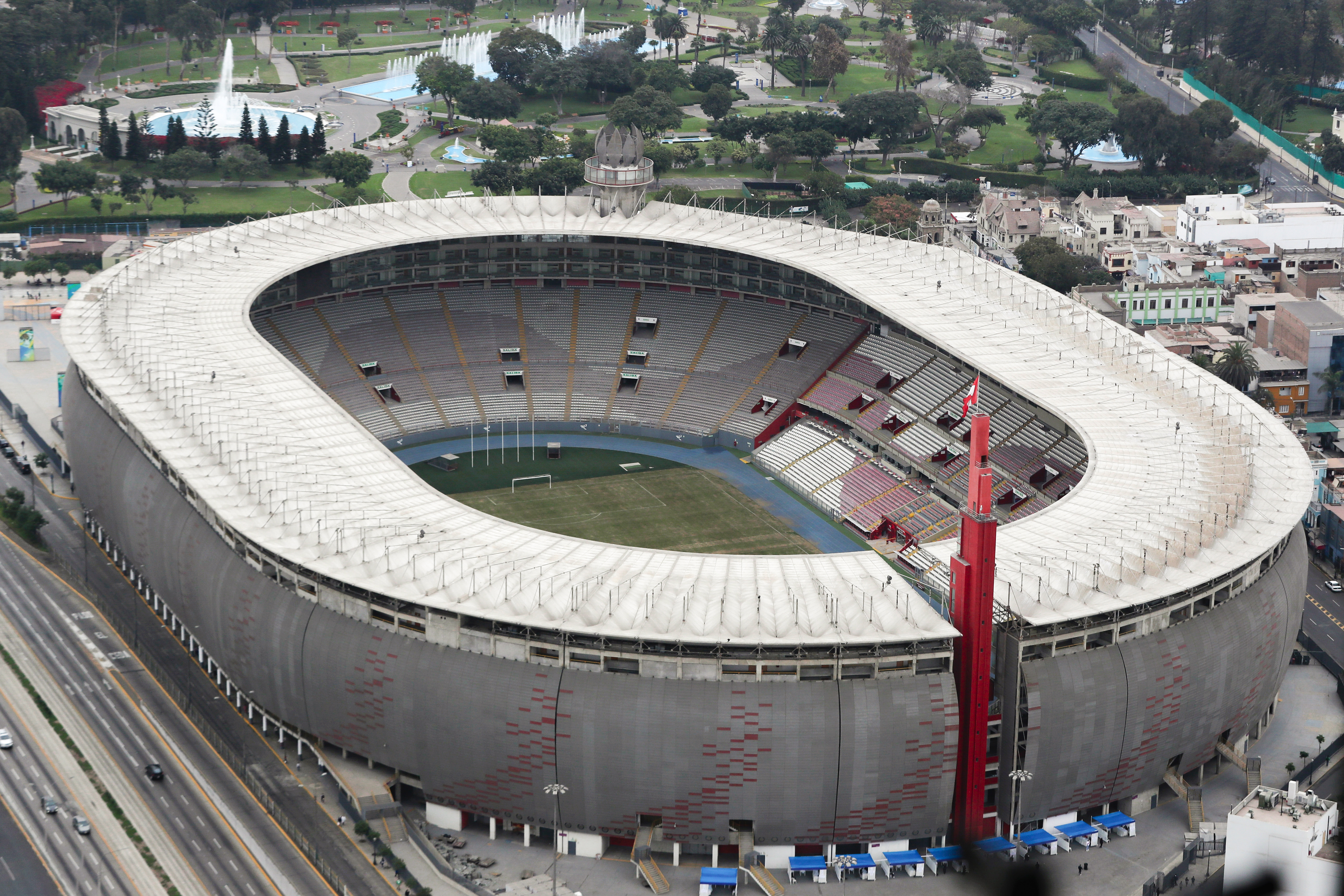
Vista aérea del Estadio Nacional de Lima

### El deporte más popular
A mediados del siglo XIX, comenzaron a surgir los primeros equipos de fútbol en el Perú, que dieron lugar a la posterior organización de clubes de fútbol o a la inclusión de este deporte en clubes ya formados. La Liga de Lima, nacida con el nombre de Liga Peruana de Fútbol, fue creada oficialmente el 27 de febrero de 1912, y en un inicio solo contaba con equipos de la ciudad de Lima que eran reforzados con futbolistas chalacos.
Alianza Lima, Sporting Cristal y Universitario de Deportes son los equipos más importantes del país, por lo que se les conoce como los tres grandes del fútbol peruano. Entre estos clubes se disputan tradicionalmente el superclásico y el nuevo clásico moderno, y son los más populares del país. Ellos, junto con el también histórico Deportivo Municipal (que protagoniza el Clásico Moderno), en la actualidad son los cuatro equipos de la capital peruana más populares y tradicionales.

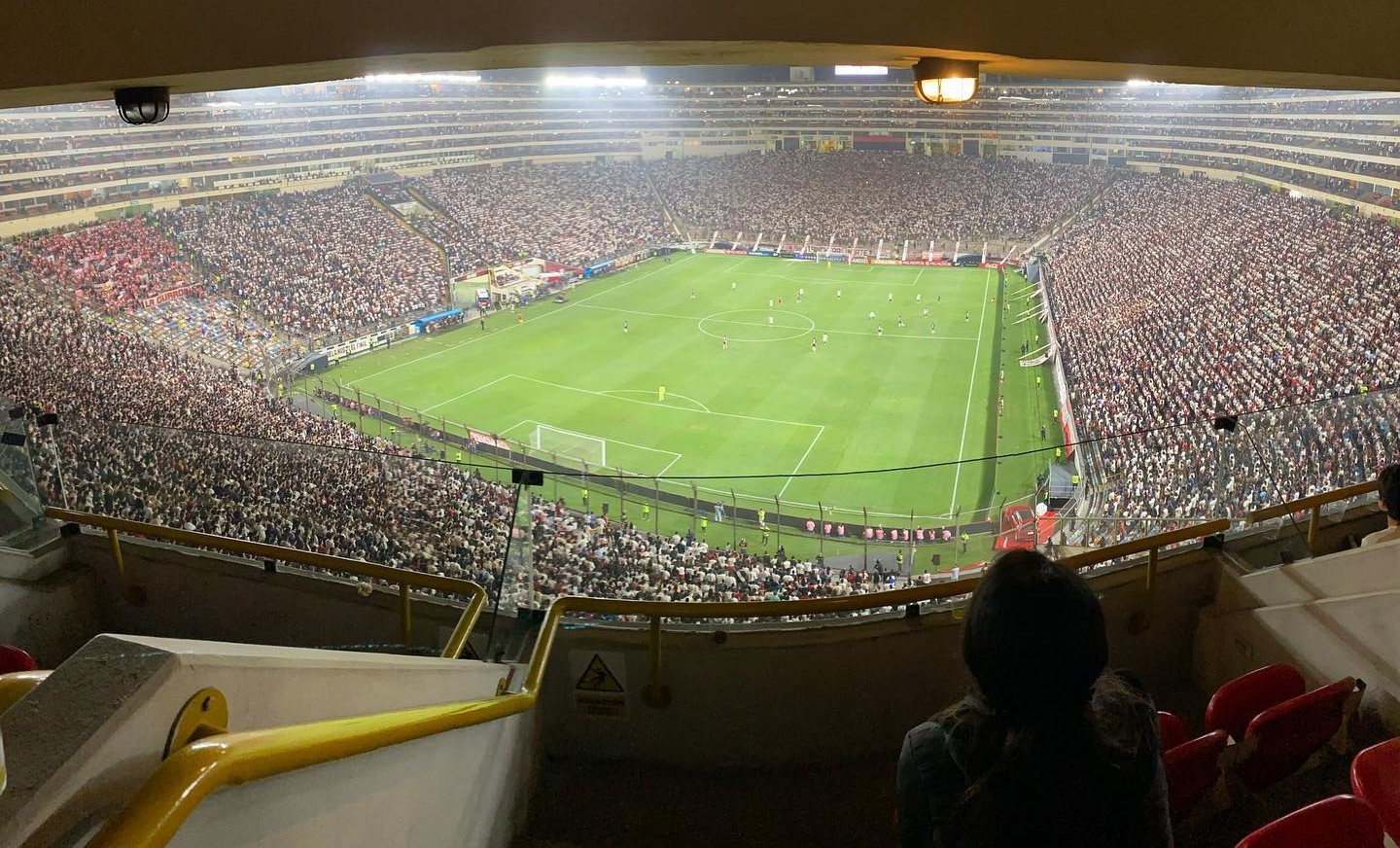
Vista interna del Estadio Monumental U Marathon.

### Infraestructura deportiva destacada
Estadios
La ciudad de Lima tiene numerosas instalaciones públicas y privadas para la práctica de diversos deportes, resaltando por su importancia social, que cuentan con escenarios para masivos espectáculos. De todas ellas, las más grandes y representativas son el Estadio Monumental - "U" (del club Universitario de Deportes) que es el segundo estadio más grande de Sudamérica. y el estadio más grande del Perú, con una capacidad de 80 093 espectadores; y el principal recinto deportivo estatal para la práctica del fútbol que es el Estadio Nacional (perteneciente al Instituto Peruano del Deporte), ubicado en la capital, inaugurado en 1952 y que cuenta con una capacidad máxima para 43 086 espectadores. Otros estadios de fútbol de importancia son el estadio Alejandro Villanueva (del club Alianza Lima) con capacidad para 33 938 espectadores; y el Estadio Olímpico de la Universidad Nacional Mayor de San Marcos (de la Universidad Decana de América) con capacidad para 33 500 espectadores.
El Perú tiene gran cantidad de estadios estatales (administrados por el IPD, universidades públicas, gobiernos regionales y municipalidades), y su capital, Lima, es la ciudad peruana que tiene la mayor concentración de ellos. En 2012, el alcalde Augusto Miyashiro, sentenciado por corrupción, construyó el que sería el estadio más reciente en el distrito de Chorrillos con 12 000 espectadores, San Genaro.
En cuanto a estadios de propiedad privada, además de los ya mencionados de los clubes Universitario y Alianza, también se ubican en Lima, con un aforo para unos pocos miles de asistentes, los estadios La Unión (de la AELU), Lolo Fernández - "U" (también del club Universitario de Deportes), Caballeros del Deporte (del club El Bosque) y Villa Deportiva del club Regatas Lima. Además, en Campo Mar - U está en construcción el tercer Estadio del club Universitario de Deportes, programado para inaugurarse en el año 2025.
Espacios dedicados a otros deportes
Son populares e innumerables la cantidad de pequeñas canchas polideportivas (para fútbol sala, voleibol y basquetbol) en espacios abiertos o cubiertos, con o sin graderías, que hay por toda la ciudad. También es destacable el hecho de contar en la propia ciudad con siete campos de golf (seis privados y uno público). Además, en varios clubes y algunos espacios públicos de Lima se practica tenis, siendo el Coliseo de tenis Hermanos Buse del Club Lawn Tenis de la Exposición (con aforo para 2 400 personas), y el Coliseo de tenis Court Central del Club Tenis Las Terrazas Miraflores (con aforo para 1 500 personas), los escenarios más destacados en la práctica del tenis de campo.
Coliseos
Para la práctica de estos y otros deportes, la ciudad también cuenta con el Coliseo Amauta (de la Iglesia Cristiana Agua Viva) que es el coliseo más grande del Perú (con aforo para 20 mil espectadores), el Hipódromo de Monterrico (propiedad del Jockey Club del Perú), los dos Coliseos (uno de básquet y otro de vóley) del club Regatas Lima y el Coliseo polideportivo del club Circolo Sportivo Italiano. Hay también incesante actividad deportiva en el Coliseo Mariscal Cáceres (propiedad del Ejército Peruano) y en el Coliseo Eduardo Dibós así como en el coliseo Polideportivo de Villa El Salvador (ambos del IPD), entre otros diversos escenarios públicos.
Complejos deportivos
Además de escenarios para la práctica deportiva como espectáculo, también hay extensos espacios dedicados a fines deportivos (y sociales), destacando entre ellos: la Sede Cantuta del Club Regatas Lima, que es una de las seis que tiene el club peruano con más propiedades inmuebles (cuatro de las cuales están en la ciudad capital); la Sede Chorrillos del Country Club de Villa que es una de las tres que posee  (en que destaca su campo de golf de 18 hoyos); la sede institucional del Jockey Club del Perú (en que destaca su Hipódromo); la sede Campo Mar - "U" que es una de las tres propiedades inmuebles del club Universitario de Deportes (en que destaca su Centro de Alto Rendimiento con diez campos de fútbol); y la sede institucional de Los Inkas Golf Club (con su campo de golf de 18 hoyos). Cada uno de estos cinco complejos deportivos pertenecientes a clubes, superan ampliamente las 50 hectáreas (500 mil m²) y son los más extensos de la capital peruana. Por parte del Estado peruano, entre los más amplios espacios dedicados al deporte en Lima, destacan la VIDENA (con su Estadio de Atletismo), el Complejo Deportivo Villa María del Triunfo y el Campo de Marte (todos ellos propiedad del Instituto Peruano del Deporte).

### Principales eventos deportivos
La ciudad ha albergado diversos eventos de importancia. Con respecto al fútbol, en Lima se disputaron seis ediciones de la Copa América (1927, 1935, 1939, 1953, 1957 y 2004); las finales de la Copa Libertadores 1971, Copa Libertadores 1972, Copa Libertadores 1997 y Copa Libertadores 2019, además de los Campeonatos Sudamericanos Sub-17 de 1986, 1995 y 2019, el Campeonato Sudamericano Sub-20 de 1975, el Campeonato Sudamericano Femenino de 2003 y la Copa Mundial de Fútbol Sub-17 de 2005.
En cuanto al voleibol, la capital peruana albergó el Campeonato Mundial de Voleibol Femenino de 1982, el Campeonato Sudamericano de Voleibol Femenino en tres ocasiones (1961, 1977 y 1997), el Campeonato Mundial de Voleibol Femenino Sub-20 en 1989 y 2011, el Campeonato Mundial de Voleibol Femenino Sub-18 de 2015, el Campeonato Sudamericano de Voleibol Masculino en 1961 y 1977, el Campeonato Sudamericano de Voleibol Femenino Sub-20 de 2008 y 2012, y el Campeonato Sudamericano de Clubes de Voleibol Femenino en tres oportunidades (2009, 2010 y 2013), además de otros torneos internacionales como la Copa Federación, la Copa Final Four, la Copa Latina, la Copa Panamericana, la Copa Panamericana Sub-23 y la Copa Panamericana Sub-20.
En enero de 2009, se realizó en Lima la primera fecha del World Qualifying Series de Surf, y en noviembre del mismo año se llevó a cabo la sexta fecha del ASP World Tour en la rama femenina. En 2014 se llevaron a cabo los ISA World Surfing Games. Con respecto al baloncesto, fue sede del Campeonato Mundial Femenino de 1964 y de los Campeonatos Sudamericanos de 1938 y 1943.
En la ciudad también se han realizado en varias ocasiones diversos campeonatos sudamericanos de atletismo, natación, rugby y tiro. En los últimos meses del año, se lleva a cabo el Challenger de Lima. Con relación a competencias multidisciplinarias, fue sede de los II Juegos Bolivarianos en 1947, de los IV Juegos Sudamericanos en 1990, de los I Juegos Bolivarianos de Playa en 2012 y de los I Juegos Suramericanos de la Juventud en 2013. En 2012, la última etapa del Rally Dakar finalizó en Lima, y en 2013, fue el punto de partido de dicho rally. Asimismo en 2019 fue sede de los Juegos Panamericanos y Parapanamericanos.
| Predecesor: Bogotá            | Ciudad Bolivariana 1947                    | Sucesor: Caracas           |
| Predecesor: Toronto           | Ciudad Panamericana 2019                   | Sucesor: Santiago de Chile |
| Predecesor: Santiago de Chile | Ciudad Sudamericana 1990                   | Sucesor: Valencia          |
| Predecesor: Ayacucho          | Ciudad Bolivariana 2025 (Junto a Ayacucho) | Sucesor: -                 |
| Predecesor: Santiago de Chile | Ciudad Panamericana 2027                   | Sucesor: -                 |

## Hermanamientos
El hermanamiento de ciudades es un concepto por el cual pueblos o ciudades de distintas zonas geográficas y políticas, se emparejan para fomentar el contacto humano y los enlaces culturales. El 12 de octubre de 1982, la ciudad de Lima se unió a la Unión de Ciudades Capitales Iberoamericanas, mediante la firma de una declaración de hermanamiento múltiple y solidario de todas las capitales de Iberoamérica. Asimismo, pertenece a la red de Mercociudades. Actualmente, Lima se encuentra hermanada con:
| - 1956 Burdeos, Francia - 1964 Cleveland, Estados Unidos - 1976 Guadalajara (Jalisco), México - 1977 Miami, Estados Unidos - 1981 Austin, Estados Unidos - 1983 Pekín, China - 1991 Buenos Aires, Argentina | - 2002 São Paulo, Brasil - 2005 Kiev, Ucrania - 2008 Pescara, Italia - 2010 Toluca de Lerdo, México - 2010 San Salvador, El Salvador - 2011 Medellín, Colombia - 2011 Stamford (Connecticut), Estados Unidos - 2012 Barcelona, España - 2016 Karaçoban, Turquía | - 2016 Santa Ana (San José), Costa Rica - 2018 Akhisar, Turquía - 2018 Daca, Bangladés - 2018 Shanghái, China - 2020 Taipéi, Taiwán - 2021 Ankara, Turquía - 2021 Santo Domingo, República Dominicana - 2023 Génova, Italia - Manila, Filipinas |

Hermanamiento entre capitales de Iberoamérica:
- Andorra la Vieja, Andorra.[278]
- Asunción, Paraguay.[278]
- Barcelona, España.[278]
- Bogotá, Colombia.[278]
- Brasilia, Brasil.[278]
- Buenos Aires, Argentina.[278]
- Caracas, Venezuela.[278]
- Ciudad de México, México.[278]
- Ciudad de Panamá, Panamá.[278]
- Ciudad de Guatemala, Guatemala.[278]
- La Habana, Cuba.[278]
- La Paz, Bolivia.[278]
- Lisboa, Portugal.[278]
- Madrid, España.[279]
- Managua, Nicaragua.[278]
- Montevideo, Uruguay.[278]
- Puerto Príncipe, Haití.[278]
- Río de Janeiro, Brasil.[278]
- Quito, Ecuador.[278]
- San José, Costa Rica.[278]
- San Juan, Puerto Rico.[278]
- San Salvador, El Salvador.[278]
- Santiago, Chile.[278]
- Santo Domingo, República Dominicana.[278]
- Sucre, Bolivia.[278]
- Tegucigalpa, Honduras.[278]

| Predecesor: Asunción | Capital Iberoamericana de la Cultura 2002                                      | Sucesor: Ciudad de Panamá |
| Predecesor: Varsovia | Sede de las Conferencias de las Naciones Unidas sobre el cambio climático 2014 | Sucesor: París            |